# Coronacrisis in Nederland
De coronacrisis in Nederland is onderdeel van de wereldwijde coronacrisis, die eind 2019 ontstond door de uitbraak van de infectieziekte COVID-19, sinds 27 februari 2020 in Nederland aangemerkt als A-ziekte. De uitbraak wordt sinds 11 maart 2020 als pandemie erkend. Eind juni 2021 waren meer dan 31.000 Nederlanders aan het coronavirus overleden, zo becijferde het Centraal Bureau voor de Statistiek (CBS) op basis van doodsoorzaakverklaringen. Eind april 2021 hadden volgens het Rijksinstituut voor Volksgezondheid en Milieu (RIVM) mogelijk zo'n vier miljoen mensen in Nederland het virus al eens onder de leden gehad.

## Inleiding

### Begin
Begin 2020 werd SARS-CoV-2 – het coronavirus dat COVID-19 veroorzaakt – voor het eerst in Nederland geconstateerd. De eerste besmetting werd op 27 februari gerapporteerd. Deze diagnose betrof een inwoner van de Brabantse gemeente Loon op Zand. Er zouden echter reeds eerder personen in Nederland besmet blijken te zijn geraakt. Het eerste officieel vastgestelde sterfgeval vond plaats op 6 maart in Rotterdam, maar vermoedelijk waren er in februari al zeker vijf overlijdens een gevolg van COVID-19. Mede door carnaval, terugkerende wintersporters en een gebrek aan virustesten kreeg het virus op veel plekken voet aan de grond en verspreidde het virus zich snel vanuit Noord-Brabant, de aanvankelijke hotspot, naar andere delen van het land. Na de eerste uitbraakgolf in het voorjaar van 2020 volgde een heropleving van het virus in het najaar en opnieuw in het voorjaar van 2021, aangeduid als de tweede en derde golf.

### Maatschappelijke ontwrichting
Het maatschappelijke verkeer werd ontwricht door het virus en door overheidsingrepen om de uitbraak te bedwingen. Het kabinet-Rutte III sloot onder meer alle scholen, universiteiten, bibliotheken, cafés, niet-essentiële winkels, musea, bioscopen en restaurants op enig moment. De centrale eindexamens van 2020 werden op alle middelbare scholen geschrapt. Sportwedstrijden en tal van andere evenementen werden afgelast. Aan iedereen werd geadviseerd om 1,5 meter afstand van elkaar te bewaren en zoveel mogelijk binnen te blijven. Er werd tijdelijk een avondklok ingevoerd, met als gevolg de avondklokrellen, en reizen van en naar het buitenland werd afgeraden.
Verpleeghuizen en kleinschalige woonvormen in de ouderenzorg werden vanaf 20 maart gesloten voor bezoekers en anderen die niet noodzakelijk waren voor de basiszorg. Een deel van de instellingen was daar al uit eigen beweging toe overgegaan. Omgekeerd mochten bewoners de instellingen niet meer verlaten en niet op weekendbezoek gaan bij familie. Alle gezamenlijke groepsactiviteiten in de instellingen werden stopgezet om verspreiding tegen te gaan. De eenzaamheid bij de bewoners veroorzaakte veel mentale klachten en een achteruitgang bij de bewoners. Vele bewoners verloren de zin in het leven. De helft van de coronasterfgevallen tot september 2020 vond plaats in een verpleeghuis. Dat had dan weer een "grote sociale en psychische impact", omdat familieleden niet altijd afscheid konden nemen van hun naasten.

### Vaccinatieprogramma

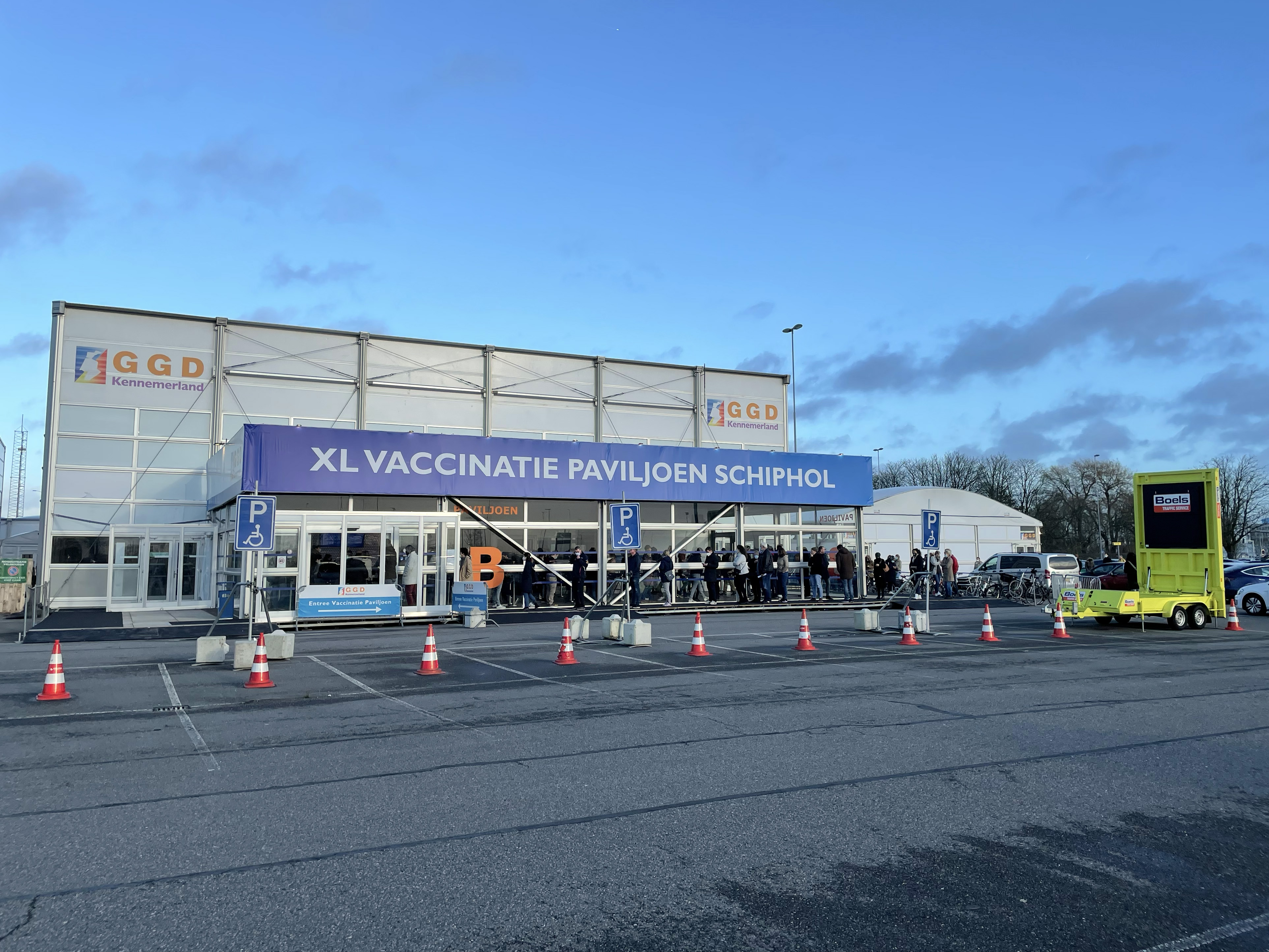
Om op grote schaal mensen te vaccineren werden op meerdere plaatsen in het land vaccinatiepaviljoens ingericht, zoals hier bij Luchthaven Schiphol.

Begin 2021 werd een grootschalig vaccinatieprogramma in gang gezet, met als doel de gehele volwassen bevolking, en later ook 12- tot 18-jarigen, te vaccineren. Vanaf september 2021, nadat circa 80 procent van de bevolking van 12 jaar en ouder zich volledig had laten vaccineren, maakte het beleid nadrukkelijker onderscheid tussen gevaccineerden en niet-gevaccineerden. In plaats van risicosectoren te sluiten, moesten bezoekers bewijzen getest, genezen of gevaccineerd te zijn met een coronatoegangsbewijs. Dit duurde tot maart 2022.
Voorjaar 2023 diende een Nederlander een claim in bij farmaceut Janssen en de Nederlandse overheid vanwege een zeldzame, zware aandoening, opgelopen na vaccinatie tegen corona.

## Verloop van Covid-19 in Nederland
Het meest relevante cijfer om het verloop van de pandemie te volgen is het aantal positieve testen. Bij de eerste golf werd er echter nog onvoldoende getest. Met terugwerkende kracht is er voor die periode wel het reproductiegetal berekend dat een indicatie geeft, naast de ziekenhuisopnamen. Voor wat de timing betreft, in de cijfers is er tot omikron de vijfdagenvuistregel: gemiddeld vijf dagen na de besmetting is er een positieve test; gemiddeld vijf dagen na de test is er mogelijk een ziekenhuisopname en gemiddeld vijf dagen daarna een mogelijke ic-opname, die gemiddeld vijf tot zeven weken duurt. 

### Gemelde besmettingen, ziekenhuisopnamen en sterfgevallen
Onderstaande grafieken tonen het verloop van het aantal dagelijks gemelde besmettingen, ziekenhuisopnamen en sterfgevallen. Omdat tijdens de eerste golf weinig werd getest, was het aantal gemelde besmettingen in die periode een slechte indicator van de verspreiding van het virus. De cijfers worden dagelijks om 15.15 uur door het RIVM gepubliceerd.

### Reproductiegetal
Het reproductiegetal wordt berekend op basis van het gemiddeld aantal personen dat via een enkel besmet persoon geïnfecteerd raakt. Om dat betrouwbaar te kunnen bepalen, is een periode van twee weken nodig (de gemiddelde ziekteduur). De meest recente cijfers zijn dus altijd twee weken oud. Het RIVM publiceert de cijfers wekelijks op dinsdag en vrijdag. Een reproductiegetal van boven de 1 duidt op een stijging van het aantal besmettingen en onder de 1 wijst op een daling.
Uit de grafiek van de besmettingen zijn de volgende pieken/golven te onderscheiden:

### Oorspronkelijke (Wuhan) variant (2020)
- Eerste golf 2020; top april 2020; in die tijd werd er te weinig getest i.v.m. beperkte testcapaciteit. De werkelijke aantallen zullen veel hoger zijn dan de statistieken aangeven. Het reproductiegetal heeft een piek van 2,2 op 24 februari.
- Zomerdal 2020; juli 2020 vrijwel geen besmettingen
- Tweede golf 2020; herfst 2020, top 31 oktober 2020
- Derde golf 2020; Kerst 2020, top 24 december 2020.

### Alfavariant (2021)
- Eerste golf 2021; Brede golf met top rond 24 april 2021
- Zomerdal 2021; eind juni vrijwel geen besmettingen

### Deltavariant (2021)
- 19 juli 2021 piek (Doorbraak delta); Zeer snel stijgende piek en snelle daling. Op 2 juli 2021 heeft het reproductiegetal een piek van 3,02. (Dansen met Jansen)
- Laag nazomer plateau van 6 augustus tot 3 oktober 2021
- Herfstgolf delta; De brede top is tussen 24 november en 6 december 2021; Tussen 2 oktober en 7 december schommelt het reproductiegetal tussen de 1,20 en 1,25. De daling zet in tot ongeveer 27 december 2021. Daarna zorgen de omikronbesmettingen voor een stijgende lijn.

### Omikronvariant (2021/2022/2023)
- De besmettingscijfers stijgen flink, maar de ic- en ziekenhuisbezettingscijfers blijven tot eind januari 2022 dalen. De besmettingscijfers lopen vooral hoog op bij jongere leeftijden. De piek aan positieve besmetting meldingen is omstreeks[18] 31 januari 2022. De opnameduur met de omikronvariant is korter. Hierdoor is de ziekenhuisbezetting lager dan verwacht zou worden aan de hand van het aantal opnamen. Daarnaast is de omikronvariant minder ziekmakend. Mensen die al eerder een COVID-19-afweer hebben ontwikkeld (vaccinatie en/of besmetting), hebben minder kans om in het ziekenhuis opgenomen te worden, al helemaal op de ic. De ic-bezetting blijft ondanks het hoge aantal infecties dalen: van 624 ic-patiënten (met deltavariant) op 12 december 2021 naar 172 ic-patiënten (omikron) op 12 februari 2022.

## Gevolgen

### Intensieve zorg
Begin mei 2021 waren meer dan 12.000 coronapatiënten op enig moment opgenomen geweest op de intensive care-afdeling van een ziekenhuis. Van hen waren meer dan 3.200 op de ic overleden. Een klein deel van de ic-patiënten werd in Duitse ziekenhuizen opgenomen en telt niet mee. De gemiddelde tijd dat een ic-patiënt met COVID-19 op de intensive care verblijft verschilt per periode. Aan het begin van de pandemie was dat zo'n 21 dagen, maar in mei 2021 werd dat gereduceerd tot een gemiddelde van 16,6. Een ic-patiënt die geen corona heeft, verblijft er gemiddeld 2,5 dagen.
Slechts een deel van de ernstig zieke coronapatiënten belandde op de intensive care. Al vroeg in de pandemie maakten huisartsen met kwetsbare cliënten afspraken of ze bij COVID-19 nog wel wilden worden opgenomen op een ic-afdeling. Het kwam ook voor dat de huisarts sowieso geen toestemming gaf voor opname op een ic-afdeling, omdat de patiënt daar te zwak voor was. Afgesproken werd dat alle huisartsen vanaf 27 maart dergelijke afspraken gingen maken. Dat leidde binnen een maand tot een andere opvang op de ic. Zo was in maart ruim een derde van de COVID-19-patiënten 70 jaar of ouder. Op 19 april was dat nog een kwart. Was in maart de grootste leeftijdsgroep op de ic die van 70 tot 75 jaar, in april was dat tot 19 april die van 60 tot 65 jaar. Slechts enkele tientallen van de meer dan duizend 80-plussers die tot 22 april COVID-19 opliepen, belandden op de ic.
Het Nederlands Tijdschrift voor Geneeskunde publiceerde een onderzoek onder Nederlandse huisartsen in de eerste helft van 2020. Uit het antwoord van circa de helft van de Nederlandse huisartspraktijken blijkt dat ruim 1500, hoofdzakelijk oude patiënten in Noord-Brabant en Limburg onder hun begeleiding en niet in op de ic-afdeling van een ziekenhuis stierven. In de eerste weken van de crisis, tot 19 maart 2020, had driekwart van de overleden patiënten bij wie COVID-19 was vastgesteld niet op de ic gelegen.
De capaciteit van de intensieve zorg werd tijdens de coronacrisis uitgebreid. Vóór de pandemie waren standaard voor alle ziekenhuispatiënten 1.150 ic-bedden beschikbaar. Op 30 maart 2020 werd aan alle ziekenhuizen gevraagd de intensivecarecapaciteit maximaal op te schalen. Doel was om op 5 april een ic-capaciteit van 2400 beschikbare bedden te hebben, een streven dat gehaald werd. Ongeveer 1650 ic-bedden waren toen bezet. Van die 2400 ic-bedden waren er 1900 bedoeld voor coronapatiënten. Vanuit het Landelijk Coördinatiecentrum Patiënten Spreiding in het Erasmus MC werden alle coronapatiënten over Nederland verdeeld.

### Onderliggende aandoeningen bij overlijden
Tussen 27 februari 2020 en 7 december 2021 overleden er 19770 coronapatiënten. Daarvan waren 2170 personen jonger dan 70 jaar. Ten minste 1324 patiënten van deze 2170 personen had één of meerdere onderliggende aandoeningen (61,0%).
Vanwege een beveiligingsprobleem met de MediaWiki Graph-software is het momenteel niet mogelijk deze grafiek weer te geven. Zodra de software is bijgewerkt zal de grafiek vanzelf weer zichtbaar worden.
Bij de 1286 patiënten werden de onderstaande aandoeningen gerapporteerd. 
| Onderliggende aandoening                                 | absoluut | percentage |
| -------------------------------------------------------- | -------- | ---------- |
| Cardio-vasculaire aandoeningen en hypertensie            | 532      | 40,2%      |
| Diabetes                                                 | 359      | 27,1%      |
| Chronische longaandoeningen                              | 332      | 25,1%      |
| Maligniteit (kanker)                                     | 217      | 16,4%      |
| Chronische neurologische of neuromusculaire aandoeningen | 175      | 13,2%      |
| Nieraandoening                                           | 138      | 10,4%      |
| Obesitas                                                 | 108      | 8,2%       |
| Dementie/Alzheimer                                       | 89       | 6,7%       |
| Leveraandoening                                          | 51       | 3,9%       |
| Immuundeficiëntie                                        | 39       | 2,9%       |
| Parkinson                                                | 21       | 1,6%       |
| Overige aandoeningen                                     | 311      | 23,5%      |

### Demografische onderverdeling
De grootste groep opgenomen patiënten bevindt zich in de leeftijdscategorie 55-84 jaar. De leeftijdscategorie met de meeste bevestigde overlijdens aan COVID-19 is die van 80-89 jaar. Veruit de meesten hadden al andere onderliggende gezondheidsproblemen.
Uit het epidemiologische rapport van het RIVM van 21 april 2020 bleek nog eens dat het coronavirus vooral dodelijk is voor bejaarden en het meest voor mannen. Van 3.901 personen van wie was vastgesteld dat ze aan COVID-19 overleden waren, maakten tot dan de mannen onder de 60 jaar 2,9% uit, en onder 65 jaar 6,2% (dus daarboven 93,8%). Bij de vrouwen lagen die percentages lager, op 2,3% en 4,5% (dus daarboven 95,5%) respectievelijk. Voor mannen en vrouwen samen komen de percentages sterfte op 2,6% jonger dan 60 jaar en 5,5% jonger dan 65 jaar (dus daarboven 94,5%).

### Sterfte en oversterfte

Af- of toename van het aantal sterfgevallen per gemeente in week 14 van 2020, ten opzichte van het gemiddelde in week 1 tot en met 10 (cijfers afkomstig van het CBS)

Onderstaande grafiek geeft een overzicht van het totaal aantal sterfgevallen van 2020 en de voorgaande drie jaar opgesplitst naar week. In 2020 overleden er tot en met week 10 (tot en met 8 maart) gemiddeld 3.132 mensen per week. Vanaf week 11 is een stijging te zien in het aantal overledenen per week. De hogere sterfte valt samen met het begin van de epidemie in Nederland. De dodentallen in 2020 voor de weken 20 en 21 zijn nog schattingen, gebaseerd op de nu bekende gegevens.
In de eerste negen weken van de corona-epidemie (9 maart tot 10 mei) stierven ruim 15.000 personen die langdurige zorg kregen in het kader van de Wet langdurige zorg (Wlz), mensen die zorg thuis kregen of in een verpleeg-, verzorgingshuis of in een andere zorginstelling woonden. Dat waren naar schatting 5200 mensen meer dan verwacht was als er geen epidemie geweest zou zijn. De oversterfte in deze groep bedroeg 53 procent. Bij alle anderen stierven in dezelfde periode 20.600 mensen, zo’n 3.400 meer dan verwacht werd.
Op 1 oktober bracht het CBS het vermoeden naar buiten dat in het eerste half jaar van 2020 de oversterfte vanwege het coronavirus circa 10.000 heeft bedragen. In 2021 overleden volgens het CBS ruim 19.000 mensen in Nederland aan corona
Let op: de y-as begint niet bij 0. Hierdoor vindt er een distortie plaats, waardoor afwijkingen extremer lijken.

### Opbouw antistoffen en immuniteit
Mensen kunnen antistoffen tegen het coronavirus opbouwen door besmet te raken of gevaccineerd te worden, al is veel onduidelijk over de beschermingsgraad en de duur ervan. Eind april 2021 hadden circa vier miljoen Nederlanders het coronavirus onder de leden gehad. Ook waren zeker vier miljoen Nederlanders ten minste één keer gevaccineerd.
De opbouw van antistoffen groeide gestaag tijdens de crisis, lange tijd vooral vanwege het oplopende aantal besmettingen. Het RIVM heeft een doorlopende studie, de PIENTER-coronastudie, waarbij op regelmatige basis bloedmonsters genomen worden om het aantal en type antistoffen te meten in de bevolking. Tijdens het eerste onderzoek in het voorjaar van 2020 was het aantal mensen met COVID-19-antilichamen (seroprevalentie) naar schatting iets minder dan 3%. Bij het tweede onderzoek in de zomer van 2020 steeg dit naar 4,5% en bij het derde onderzoek in september-oktober 2020 was dit ongeveer 5%. Daarbij bestonden grote regionale verschillen. Bij de veiligheidsregio 'Hart voor Brabant' was het percentage seropositieven bij het derde onderzoek 15,7%. Bij ruim 90% van de mensen die antistoffen hadden opgebouwd, bleek dat ze een half jaar later nog steeds antistoffen in hun lichaam hadden. Het ging hierbij om het type antistof IgG Immunoglobuline G, de belangrijkste antistof die bescherming zou kunnen bieden op de lange termijn. De PIENTER-studie vermeldt niet of de antistoftiter na een half jaar voldoende is om een infectie af te weren.
Volgens gegevens van bloedbank Sanquin uit mei 2021 hadden 32% van de bloeddonoren antistoffen, tien procentpunt meer dan een maand eerder. Bij de oudere bevolking is dit vooral het effect van de vaccinaties en bij jongere bevolking het effect van het grote aantal besmettingen van de afgelopen maanden.

## Maatregelen
Tijdlijn van overheidsmaatregelen. Niet alle maatregelen zijn vastgelegd in wetten of koninklijke besluiten, sommige zijn slechts een dringend advies. Voor details zie de tekst van dit artikel.

### Tijdelijke crisisorganisaties
Vooraf aan de coronacrisis werd in januari 2020 door de landelijke overheid een crisisteam opgezet:
- Outbreak Management Team (OMT)

De minister van Volksgezondheid heeft daarnaast ten tijde van de coronacrisis verschillende instanties opgericht.
- Het Landelijk Consortium Hulpmiddelen (LCH) coördineert de landelijke inkoop en verdeling van medische hulpmiddelen
- De Taskforce Diagnostiek onder leiding van de Nederlandse Vereniging voor Medische Microbiologie (NVMM) zorgt voor de landelijke coördinatie ten aanzien van de testcapaciteit
- Het Landelijk Coördinatiecentrum Patiënten Spreiding (LCPS) coördineert de spreiding van patiënten over alle Nederlandse ziekenhuizen en bewaakt de zorgcapaciteit van ic-bedden in de ziekenhuizen

### Fasen
Er werden door de Nederlandse overheid drie fasen van virusbestrijding onderscheiden. De eerste is gericht op het indammen van het virus. In deze fase is alles erop gericht om te voorkomen dat het virus gaat circuleren onder de eigen bevolking. Besmette patiënten worden in isolatie verpleegd in het ziekenhuis of verblijven thuis bij mildere klachten. De GGD doet onderzoek naar de contacten van de patiënten, die mogelijk ook besmet zijn en soms uit voorzorg thuis in quarantaine moeten. De bron van alle besmettingen moet in deze fase duidelijk blijven. Deze fase is in Nederland ruwweg sinds 12 maart mislukt en een gepasseerd station.
In fase 2 wordt gestreefd naar het vertragen van de verspreiding van het virus door onder andere te voorkomen dat mensen elkaar massaal opzoeken. Tijd rekken door infecties te spreiden over de tijd, onder andere omdat de zorg het anders niet aankan. In april bevond Nederland zich nog in deze fase.
Bij fase 3 is het virus niet meer onder controle te krijgen. Maatregelen worden er dan op gericht om zo optimaal mogelijk om te gaan met de aanwezigheid van het virus.

### Medische richtlijnen

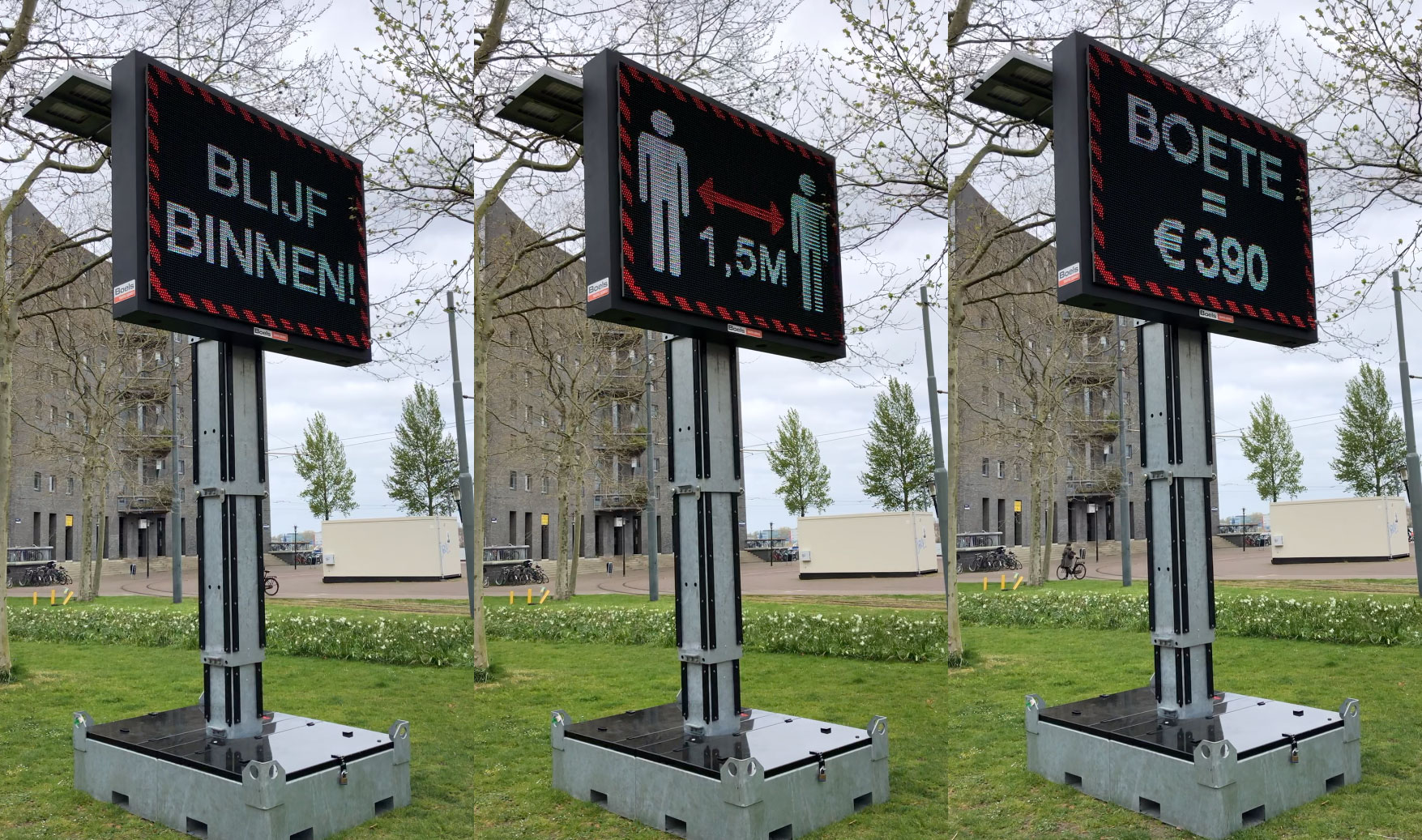
Drie achtereenvolgend getoonde aanwijzingen op een elektronisch bord in Amsterdam: blijf binnen en houd afstand, anders kan een boete volgen.

Eenieder wordt gevraagd regelmatig zijn handen te wassen, ook vlak voordat men naar buiten gaat. Het handen wassen zou twintig seconden moeten duren en met water en zeep moeten geschieden. Na afloop moeten de handen goed gedroogd worden. Personen die een loopneus hebben, verkouden zijn, keelpijn hebben, koorts of hoesten, worden opgeroepen thuis te blijven. Als er 24 uur lang geen klachten meer zijn, mogen ze weer buiten komen. Gezinsleden wordt eveneens gevraagd thuis te blijven zolang de klachten bij een van de gezinsleden voortduren. Een uitzondering is er voor medewerkers in "cruciale beroepen en vitale processen", zoals gezondheidsmedewerkers en brandweerlui die pas bij ergere medische klachten, zoals met koorts, thuis moeten blijven.
Het RIVM liet op 9 maart weten dat mensen die besmet zijn met het coronavirus 24 uur nadat hun klachten zijn verdwenen weer naar buiten mogen. De WHO meldde op 17 maart daarentegen dat mensen die besmet zijn met het coronavirus pas veertien dagen nadat hun klachten zijn verdwenen weer naar buiten mogen. Ze hoeven zich dan niet meer te laten testen, dit was eerder nog wel zo. Ook gezinsleden van besmette mensen werden in de loop van maart niet meer standaard getest als ze klachten kregen. Volgens het protocol van het RIVM moeten zij al zoveel mogelijk thuisblijven en dan heeft volgens het overheidsinstituut testen weinig meerwaarde.
Het RIVM en de overheid roepen op om tussen personen 1,5 meter afstand te bewaren, behalve als die persoon tot hetzelfde huishouden behoort. De WHO houdt daarentegen een richtlijn van drie voet (91,5 cm) of één meter aan. Vanaf 28 april 2021 wordt geadviseerd maximaal twee personen thuis op bezoek te ontvangen. Er moet dan nog steeds 1,5 meter afstand aangehouden worden. Het wordt afgeraden om personen te bezoeken van 70 jaar of ouder.

### Testcapaciteit

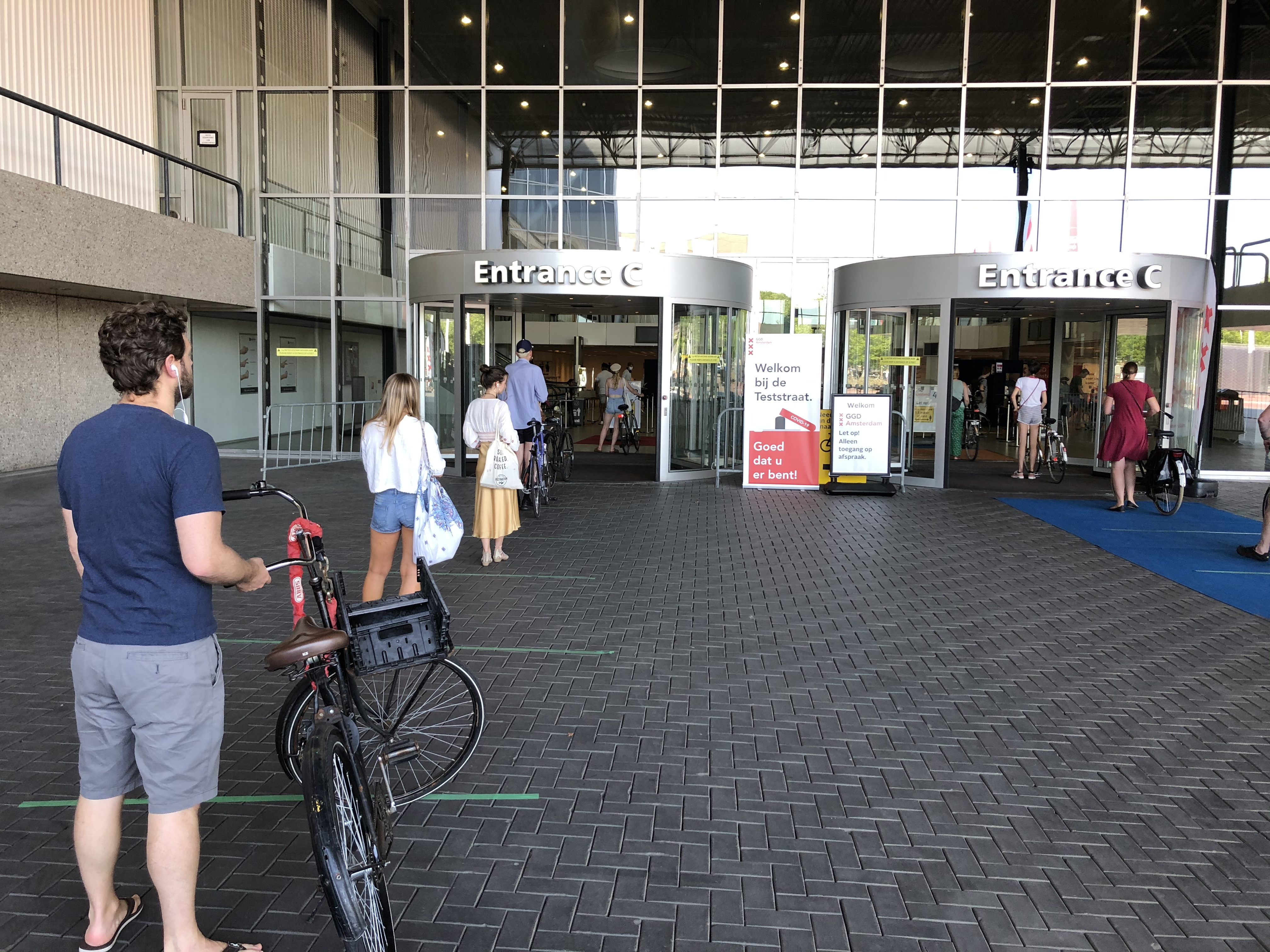
Fiets drive-through teststraat bij de RAI in Amsterdam

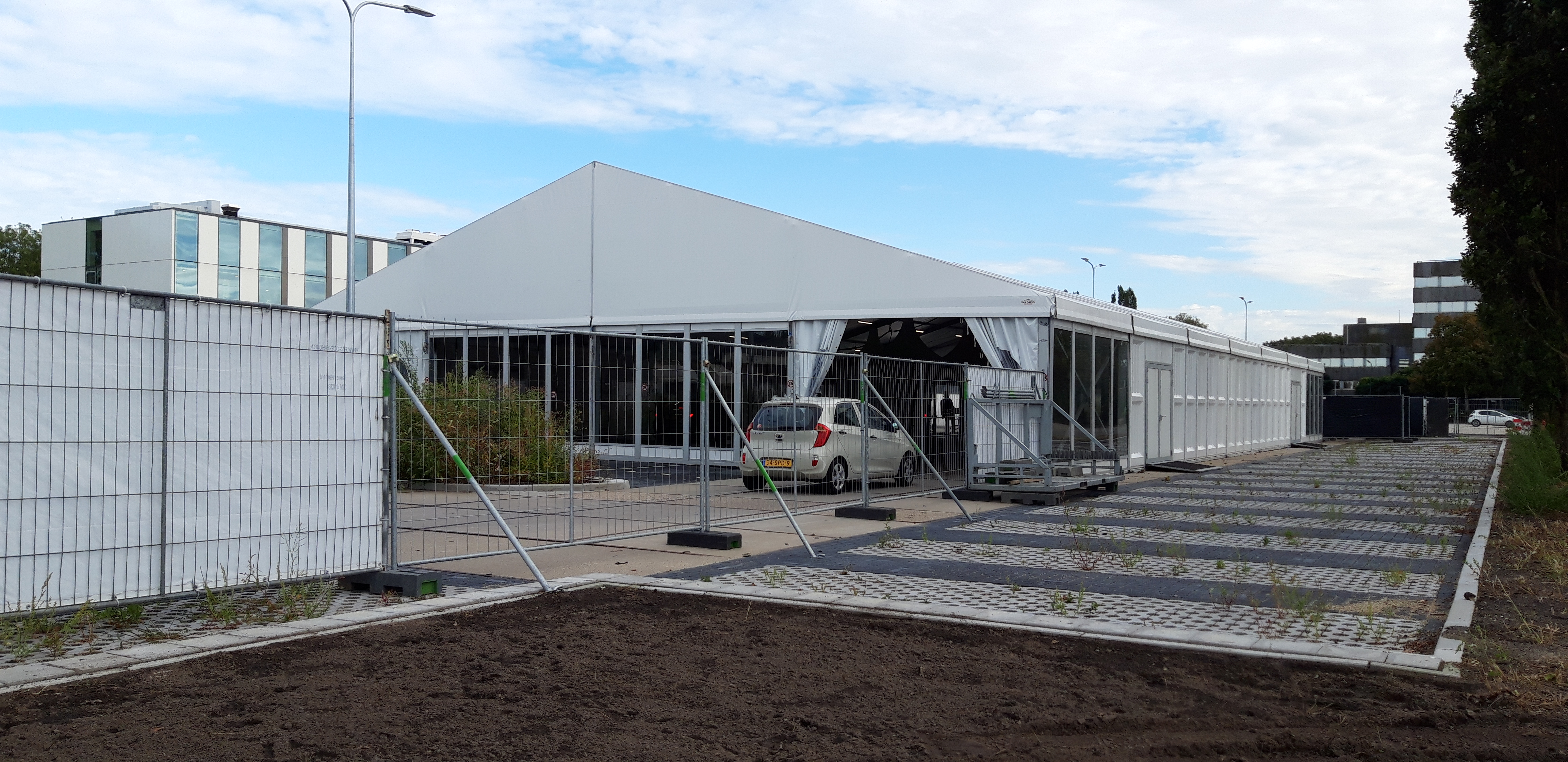
Teststraat in Woerden

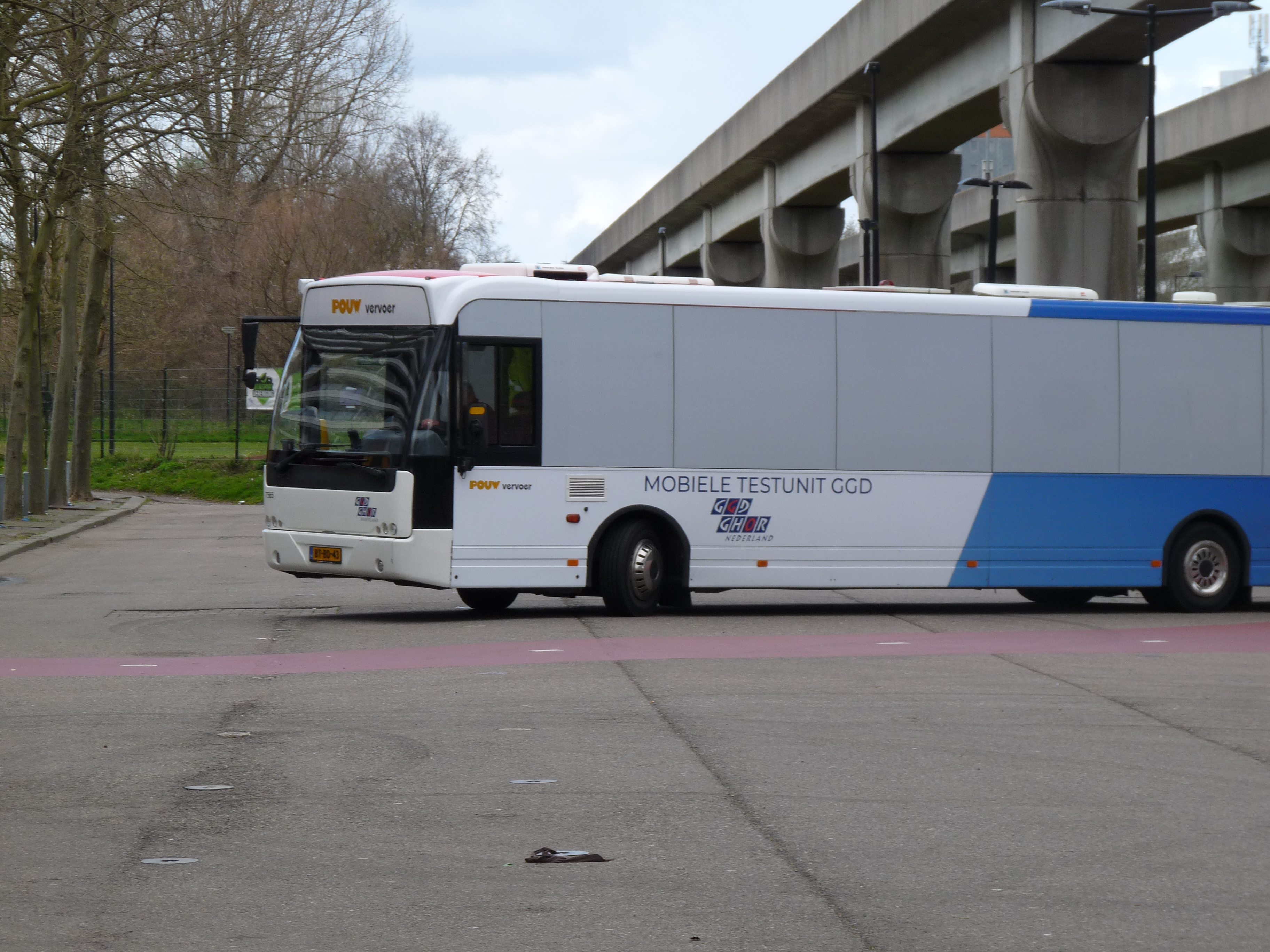
Mobiele testeenheid in verbouwde bus te Amsterdam

Op 19 maart lag de totale testcapaciteit rond de 1.000 testen per dag en werden in negentien laboratoria over het land de testen geanalyseerd. De capaciteit was beperkt en zelfs minder dan die van veel andere Europese landen. Hierdoor werd voorkeur gegeven aan het testen van risicogroepen, zoals gezondheidsmedewerkers en patiënten met ernstige medische symptomen. Dit gegeven verklaart het relatief hogere aantal doden ten opzichte van het aantal vastgestelde besmettingen. In de week van 18 tot en met 24 maart lag het gemiddelde aantal uitgevoerde testen rond de 2.500. Op 31 maart gaf de rijksoverheid aan dat inmiddels dagelijks ruim 4000 keer getest werd. Het streven was om half april een capaciteit te bereiken van 17.500 tests per dag, dat volgens het RIVM gehaald werd. Minister De Jonge gaf aan dat het al mogelijk was om de capaciteit zo nodig tot 29.500 tests per dag uit te breiden door dag en nacht door te blijven werken. Nieuwsuur bracht later naar buiten dat er veel meer getest had kunnen worden in de beginfase van de uitbraak.
Op 26 maart werd Feike Sijbesma, oud-CEO (bestuursvoorzitter) van biochemieconcern DSM, aangesteld als 'coronagezant', die zich ging richten op de coronatests en de beschikbaarheid daarvan.

### Transitiestrategie
Een transitiestrategie om uit de coronabeperkingen te komen zonder vermijdbare sterfte en ziekte is door de Nederlandse regering nog niet vastgesteld. Bepaling van een transitiestrategie, die ook wel een exitstrategie wordt genoemd, wordt door het kabinet-Rutte III en het ministerie van Volksgezondheid, Welzijn en Sport (VWS) gedaan.
Op 7 april kwam het Outbreak Management Team (OMT) met een advies waarin een aantal voorwaarden waren opgenomen waaraan zou moeten worden voldaan voordat begonnen kon worden met het uitvoeren van een transitiestrategie. Rutte zei die dag dat Nederland zich moet voorbereiden op een anderhalvemetersamenleving. Volgens het OMT kan de transitiestrategie pas beginnen als aan vijf voorwaarden voldaan is. Deze zijn:
- Het besmettingsgetal, ook wel reproductiegetal genoemd - het aantal mensen dat door één patiënt wordt besmet - dient "geruime tijd" kleiner te zijn dan één.
- Het zorgsysteem, ic's inbegrepen, is niet langer overvraagd en heeft de kans gekregen zich te herstellen.
- Er is voldoende testcapaciteit.
- Ook zal er "voldoende capaciteit en mogelijkheden voor bron- en contactopsporing beschikbaar moeten zijn, inclusief de capaciteit om grote datastromen te analyseren, ook op regionaal niveau".
- Ten slotte zouden er ook "meetinstrumenten beschikbaar moeten zijn die de effecten van de transitie snel op kunnen pikken". Die zijn bijvoorbeeld vergelijkbaar met het permanente grieponderzoek dat 44 huisartsenpraktijken doen. Ook wordt er gedacht aan het inzetten van applicaties op een smartphone die een waarschuwing zouden moeten geven als iemand met een besmet persoon in contact is geweest.[58][59]

Halverwege maart 2020 werd in Nederland het digitale overlegkanaal ‘exit strategy’ opgericht door een veertigtal wetenschappers uit relevante vakgebieden. Zij werken samen met het RIVM aan het bedenken en doorrekenen van verschillende strategieën. Aan de werkgroep nemen onder anderen hoogleraar infectieziektenmodellering Sake de Vlas, Luc Coffeng, Piet Van Mieghem (TU Delft), Bert Zwart (Centrum Wiskunde & Informatica) en Mirjam Kretzschmar (UMCU) deel. Oprichter is Hans Heesterbeek, hoogleraar theoretische epidemiologie.

### Avondklok

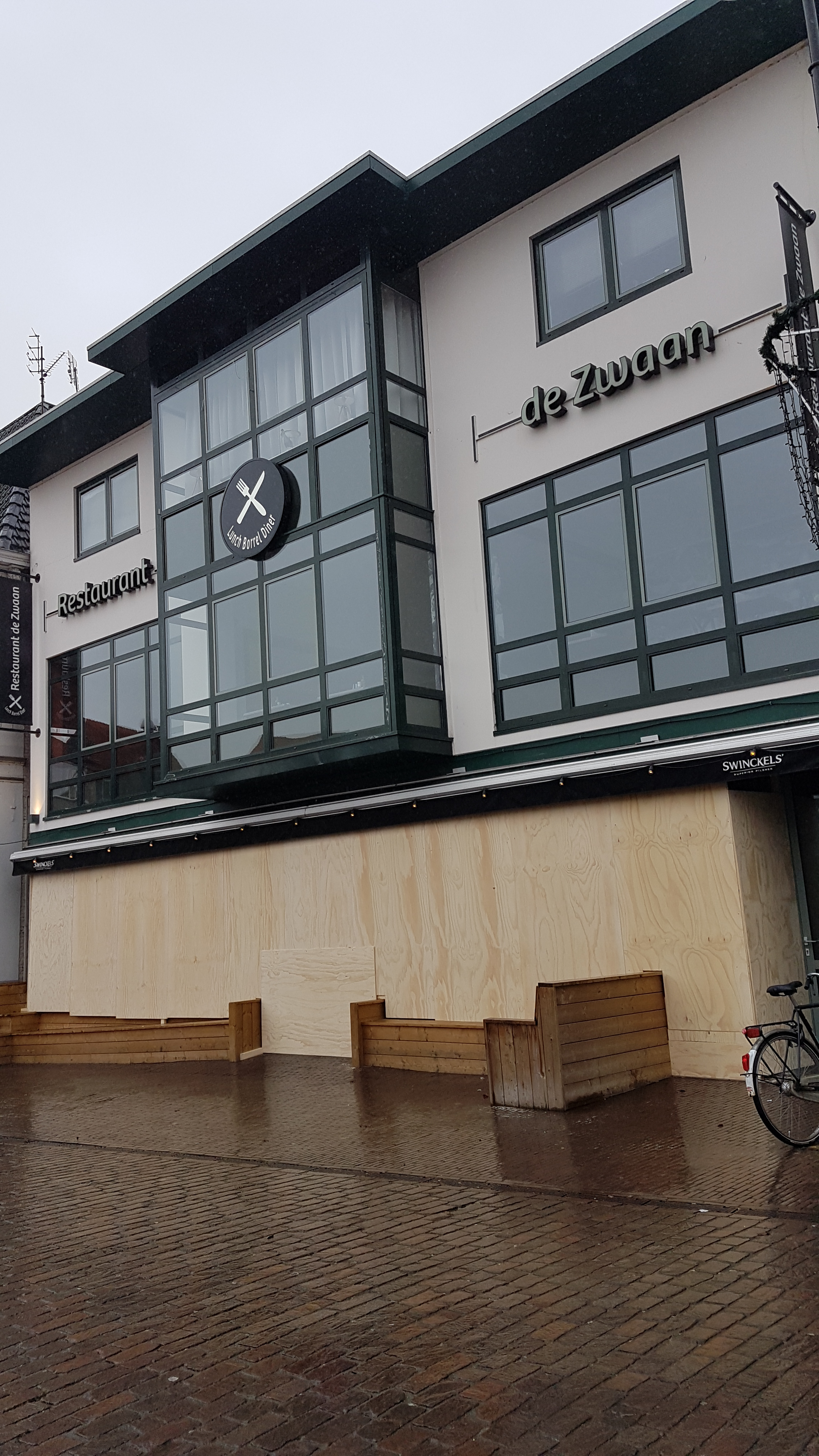
Vanwege verwachte rellen rondom de avondklok, timmerden sommige middenstanders hun pand dicht, om plunderingen te voorkomen.

#### Eerste avondklok (artikel 8 Wet buitengewone bevoegdheden burgerlijk gezag)
Op 21 januari 2021 werd bekendgemaakt dat vanaf 23 januari 2021 in geheel Nederland een avondklok werd ingesteld, van 21.00 tot 04.30 uur. Dit werd gedaan door artikel 8 Wet buitengewone bevoegdheden burgerlijk gezag (Wbbbg) in werking te laten treden. Dit is noodzakelijk, omdat de Wbbbg normaliter niet van kracht is. Volgens artikel 1 Wbbbg kan (o.a.) artikel 8, op voordracht van de minister-president, bij koninklijk besluit in werking worden gesteld.
Dit koninklijk besluit werd op 22 januari 2021 gepubliceerd op rijksoverheid.nl. Dezelfde dag werd in de Staatscourant de regeling van de minister van Justitie gepubliceerd waarin nadere regels stonden. Deze regels hadden o.a. betrekking op de uitzonderingen, maar bepaalde bijvoorbeeld ook dat de avondklok op 23 januari 2021 om 21.00 uur in werking trad.
Volgens artikel 1 lid 2 Wbbbg moet na het in werking laten treden van (o.a.) artikel 8, een wetsvoorstel naar de Tweede Kamer worden gestuurd. Dit is op 4 februari 2021 ingediend. Op 11 februari 2021 stemde een meerderheid van SP, PvdA, GroenLinks, 50PLUS, DENK, D66, VVD, CDA en ChristenUnie voor de voortduringswet.
Op 16 februari 2021 besloot de voorzieningenrechter in Den Haag, in een procedure aangespannen door Stichting Viruswaarheid.nl dat de Staat der Nederlanden artikel 8 leden 1 en 3 Wbbbg per omgaande buiten werking moest stellen. De Staat stelde hiertegen nog diezelfde dag een spoedappel in. Dit werd door de Staat gewonnen waardoor de avondklok bleef bestaan. Uiteindelijk vernietigde op 26 februari 2021 het Gerechtshof in Den Haag in hoger beroep de beslissing van de Rechtbank Den Haag in een einduitspraak.
Voordat de Eerste Kamer over het wetsvoorstel kon stemmen trok de minister van Justitie op 22 februari 2021 het voorstel in. De minister trok het voorstel terug, omdat dit inmiddels overbodig was geworden. Dit omdat een nieuw voorstel voor een avondklok inmiddels was aangenomen. Op 22 februari werd ook de op de Wbbbg gebaseerde avondklok buiten werking gesteld.

#### Tweede avondklok (Tijdelijke wet beperking vertoeven in de openlucht covid-19)
In verband met de juridische procedures over de avondklok, besloot de regering een voorstel tot wijziging van Hoofdstuk Va van de Wet publiek gezondheid in te dienen. Dit voorstel hield een avondklok op basis van die wet in en dus niet op basis van de Wbbbg. Het wetsvoorstel werd op 17 februari 2021 bij de Tweede Kamer ingediend. De Tweede Kamer nam het voorstel op 18 februari 2021 aan met een meerderheid van SP, PvdA, GroenLinks, 50PLUS, D66, VVD, CDA en ChristenUnie. Op 19 februari volgde de Eerste Kamer. De wet werd op 22 februari in het Staatsblad gepubliceerd.
De wet trad na publicatie direct in werking. De wet dient te worden aangehaald als Tijdelijke wet beperking vertoeven in de openlucht covid-19.
Het tijdelijke element zit in het feit dat het geen opzichzelfstaande wet is, maar een aanpassing van de Wet publieke gezondheid. En wel van Hoofdstuk Va van die wet. Dit hoofdstuk is ingevoerd via de Tijdelijke wet maatregelen covid-19 (Twm). In artikel VIII lid 1 aanhef en sub a van die wet staat dat de Twm na drie maanden vervalt. Echter, artikel VIII lid 3 van de Tijdelijke wet maatregelen zegt dat bij koninklijk besluit kan worden bepaald dat de maatregelen op een later moment vervallen. De verlenging is steeds ten hoogste drie maanden. De Tijdelijke wet trad op 1 december 2020 in werking.
De essentie van de 'Tijdelijke wet beperking vertoeven in de openlucht covid-19' is beperkt, hij bepaalt dat bij ministeriële regeling regels kunnen worden gesteld met betrekking tot 'het vertoeven in de openlucht, met dien verstande dat onder openlucht niet wordt begrepen openlucht behorende bij een woning of een gedeelte daarvan of bij het woongedeelte van een voertuig of vaartuig'. De minister van Justitie heeft gebruikgemaakt van zijn bevoegdheid om via een ministeriële regeling een avondklok in te voeren. Dit heeft hij gedaan in de Tijdelijke regeling maatregelen covid-19 (Trm). Meer specifiek in §6.9 Trm. In artikel 6.15 Trm staat het verbod om in de openlucht te vertoeven.
Op 30 maart werd de Trm dusdanig aangepast dat de dagelijkse starttijd van de avondklok werd verlaat van 21.00 uur naar 22.00 uur. De verlating trad in werking op 31 maart 2021 om 22.00 uur. Op 28 april 2021 om 04.30 uur verviel de avondklok.

### Economische steun
Het kabinet stelde een economisch hulpplan op om bedrijven die in geldnood kwamen te ondersteunen. De regering schatte eind april 2020 in dat het begrotingstekort dat jaar in het gunstigste geval zou uitkomen op 92 miljard euro, waar vooraf aan de coronapandemie was gerekend op een overschot van negen miljard euro. Uiteindelijk kwam het uit op een tekort van 34 miljard euro, terwijl er in 2019 nog een overschot was van veertien miljard euro.

### Grensverkeer

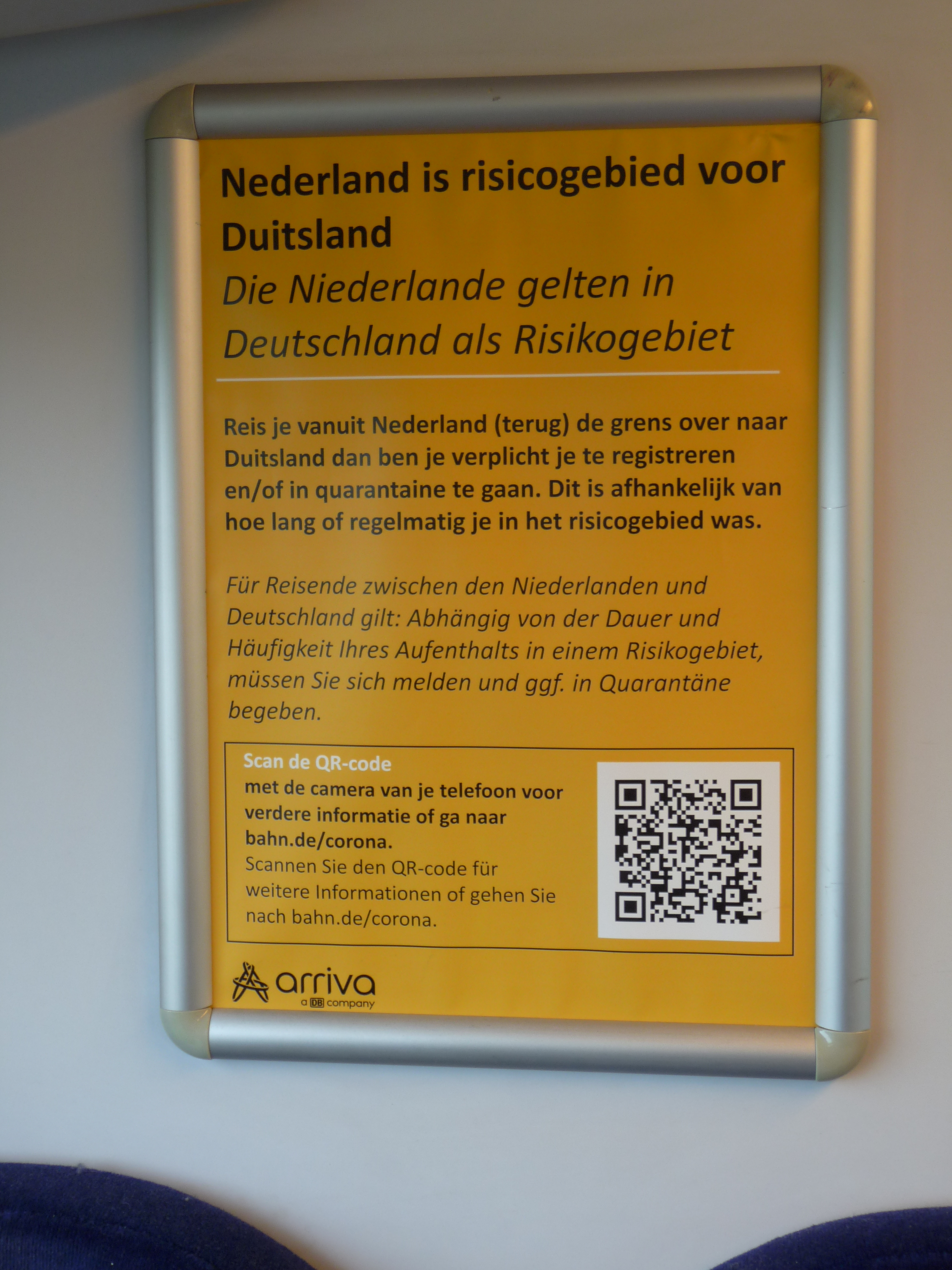
Boodschap voor treinreizigers naar Duitsland

Tijdens de eerste golf werd het personengrensverkeer tussen de Europese landen sterk beperkt. België sloot de meeste kleine grensovergangen met Nederland en personen konden alleen om strikt noodzakelijk redenen de landgrens oversteken. Het internationaal vliegverkeer viel vrijwel stil en veel gestrande reizigers hadden veel problemen om terug naar Nederland te reizen.
Tijdens de tweede en derde golf bleven de Europese landgrenzen wel open, maar veel landen namen veel beperkende maatregelen zoals verplicht recent negatieve testresultaten, verplichte quarantaines en reisverboden voor niet essentiële reizen. Ook Nederland nam beperkende maatregelen met verplichte negatieve testen voor inkomende reizigers. Ook een quarantaineplicht werd ingevoerd. Juridisch was de quarantaine handhaving eerst nog niet geregeld en handhaafbaar, tot de wetgeving werd aangepast. Vanaf 19 mei 2021 is het algeheel reisverbod naar het buitenland afgeschaft en vervangen door kleurcode per land. Veel landen beschouwen Nederland als een hoogrisicogebied in verband met het hoge aantal besmettingen en leggen reisbeperkingen op voor reizigers uit Nederland.

### Nertsenhouderijen
In Nederland werden in de loop van de zomer van 2020 steeds meer besmettingen op nertsenhouderijen vastgesteld. Alle aanwezige dieren werden daar vervolgens gedood en afgevoerd. Het leek erop dat op de bedrijven via nertsen ook mensen zijn besmet. Brabantse overheden stelden voor alle nertsfokkerijen preventief te ruimen. Ook het OMT-Z adviseerde dat.
Nertsen bleken een reservoir van het virus te zijn. Het is onduidelijk of loslopende nertsen een rol spelen in de besmettingsketens. Uit onderzoek bleek in september 2020 dat op 16 Nederlandse besmette bedrijven het virus ook voorkwam bij in totaal 66 mensen en elf katten. In oktober 2020 werd in Deurne een tweede loslopende ontsnapte besmette nerts gevangen. In Denemarken waren de problemen met nertsen veel grootschaliger en ook daar werd massief geruimd.

## Tijdlijn

### 2020

#### Januari 2020, minister: Nederland is goed voorbereid
Op 22 januari achtte het RIVM de kans klein dat het virus naar Nederland zou komen.
Minister voor Medische Zorg Bruno Bruins gaf op 24 januari aan de Tweede Kamer aan dat Nederland goed was voorbereid op een uitbraak van het SARS-Cov-2-virus dat leiden kon tot COVID-19, een nieuwe ziekte die fataal kon aflopen en waarvoor geen vaccin voorhanden was. COVID-19 was voor het eerst eind 2019 in de Chinese miljoenenstad Wuhan bij de mens gedetecteerd en om een verdere uitbraak te voorkomen waren alle elf miljoen inwoners in thuisisolatie geplaatst. Er heerste angst dat het virus zou muteren en daardoor onbehandelbaar zou blijven met vele doden tot gevolg.
Op 24 januari werd in Nederland een Outbreak Management Team (OMT) operationeel. Dit door het RIVM samengestelde team van experts ging het ministerie van Volksgezondheid adviseren over het virus en eventueel te nemen maatregelen. Drie dagen later werd COVID-19 door Bruins – op advies van het OMT – aangemerkt als een A-ziekte, waardoor deze ziekte ook bij een vermoeden al bij de GGD meldingsplichtig werd in plaats van tot dan alleen bij een diagnose. De maatregel hield ook in dat een besmet persoon gedwongen kon worden onderzocht, alsook tegen zijn wil in quarantaine kon worden gesteld. Een persoon met ziekteverschijnselen die op COVID-19 leken, mocht van het RIVM alleen op deze ziekte getest worden als hij recentelijk in of in de buurt van Wuhan was geweest.

#### Februari 2020, eerste besmetting gemeld
In de nacht van 2 op 3 februari arriveerden vijftien Nederlanders uit Wuhan in Nederland. Zij waren door de Nederlandse overheid uit die plaats geëvacueerd wegens kans op besmetting met het SARS-CoV-2-virus. Allen werden na aankomst voor veertien dagen in quarantaine gehouden en dienden minstens twee meter afstand te houden tot andere huisgenoten. De quarantaine was afgedwongen door buitenlandse autoriteiten. Ze werden bij aankomst niet standaard getemperatuurd. Alleen als ze zelf aangaven dat ze zich ziek voelden, werd de temperatuur opgenomen. Dat was niet het geval.
Drie dagen later gaf de rijksoverheid aan dat Nederland zich voorbereidde op een eventuele uitbraak van COVID-19 in eigen land. Concreet hield dit in dat het RIVM de ontwikkelingen nauwlettend in de gaten zou houden. De opzet was daarbij gericht op het voorkomen van besmettingen. Er was geen rechtstreekse vliegverbinding tussen Wuhan en Nederland en het RIVM achtte het daarom onnodig om passagiers uit China bij aankomst op Schiphol te testen op hun lichaamstemperatuur. Ook werd er niet toe overgegaan om beschermingsmaterialen als mondkapjes, beschermbrillen en plastic overalls landelijk in te slaan, evenmin werden materialen ingekocht om te testen op COVID-19.
Op 9 februari volgden uit Wuhan nog eens vijf Nederlanders. Diezelfde dag concludeerde het RIVM in een memo dat er onvoldoende zorgcapaciteit zou zijn. Het ministerie deelde deze memo niet met de ziekenhuizen.
Op 16 februari arriveerden tal van Nederlanders die in Oost-Azië passagier waren geweest op het cruiseschip Westendam van de Holland-Amerika Lijn en waarop COVID-19 was uitgebroken. Geen van hen hoefde van de GGD in quarantaine, dat werd pas nodig geacht als ze alsnog ziek zouden worden.
Op 27 februari werd de eerste besmetting met het virus in Nederland gemeld. Het betrof een 56-jarige ondernemer uit Loon op Zand die kort daarvoor naar de Noord-Italiaanse regio Lombardije was afgereisd voor een lederbeurs. Hij bevond zich in Italië van 18 tot 21 februari. De man was op 26 februari opgenomen in het Elisabeth-TweeSteden Ziekenhuis in Tilburg. Op 27 februari testten ook twee van zijn gezinsleden positief. In de nacht van 27 op 28 februari meldde zich een Amsterdamse vrouw met COVID-19-achtige klachten, waarna ook bij haar het virus werd vastgesteld. Zij was tot 23 februari in Italië op skivakantie geweest. Deze patiënt ging in quarantaine in een woning in Diemen. Bij beide gevallen werd contactonderzoek verricht door de GGD.
Na de eerste gevallen in februari in Nederland werd in de week daarop een screening gedaan met zorgpersoneel in tien ziekenhuizen. Daar bleek 4,5 procent al met de infectie rond te lopen.

#### Maart 2020, "intelligente" lockdown
Op 1 maart waren er tien bevestigde besmettingen in Nederland. Deze kwamen vooral voort uit contact met eerder besmette personen in Nederland. Op 4 maart werd ook een besmetting vastgesteld bij een reiziger die via luchthaven Schiphol op doorreis was. Deze werd in isolatie geplaatst in de daarvoor bestemde containerwoningen die de week ervoor in Hoofddorp werden geplaatst. Twee dagen later stierf in het Rotterdamse Ikazia Ziekenhuis de eerste persoon in Nederland ten gevolge van COVID-19. Het ging om een 86-jarige man uit de gemeente Hoeksche Waard.
Tussen 7 en 12 maart werden in het Bredase Amphia Ziekenhuis en het Tilburgse Elisabeth-TweeSteden Ziekenhuis alle gezondheidsmedewerkers met koorts en/of ademhalingsklachten op vrijwillige basis getest op COVID-19. Bij 83 (6,4%) van de geteste medewerkers – werkzaam op 52 verschillende afdelingen – werd de ziekte vastgesteld. Slechts 46 besmette personen hadden zeker koorts en maar drie waren in contact geweest met bewezen COVID-19-patiënten. Vierenvijftig personen hadden met de klachten doorgewerkt. Zeven gaven aan al klachten te hebben ondervonden eerder dan 27 februari. De meeste geïnfecteerden hadden milde klachten. Gesuggereerd werd dat de ziekte al in Nederland verspreid was voordat officieel de eerste persoon met COVID-19 vastgesteld werd. De onderzoekers riepen op om bij een vermoeden van COVID-19 niet alleen af te gaan op koorts.
De regering kwam op 9 maart met meerdere hygiënemaatregelen. Zo werd iedereen aangeraden regelmatig zijn handen te wassen en niet meer in de hand maar in de elleboog te niezen of te hoesten, alsook om geen stoffen maar alleen nog papieren zakdoekjes te gebruiken. Sinds die dag wordt ook landelijk gevraagd om geen handen meer te schudden. Inwoners van Noord-Brabant werd opgeroepen zo veel als waar mogelijk vanuit huis te werken.

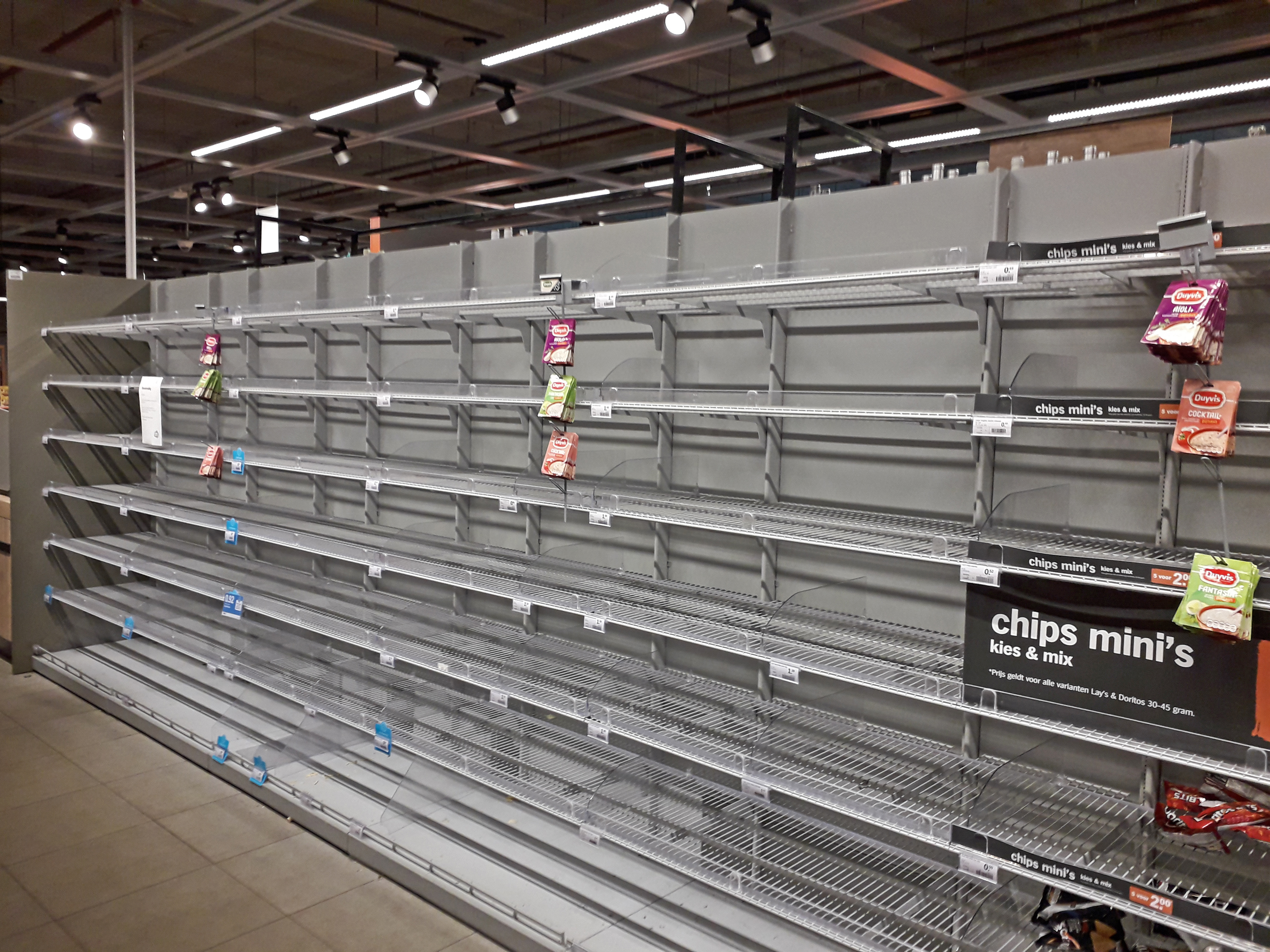
Hamstergedrag: lege schappen in Delft op 15 maart 2020

De ingestelde maatregelen leidden tot hamstergedrag bij een deel van de Nederlandse bevolking. Vooral toiletpapier, handgel en paracetamol, maar ook pasta's en blikvoeding, werden gretig ingekocht. Premier Mark Rutte riep op om het hamsteren te laten, aangezien er volgens hem voldoende voorraad was. Ook de supermarkten, die recordomzetten draaiden, riepen op om te matigen. De regering vroeg om in elk geval niet meer met contant geld, maar zoveel mogelijk contactloos te betalen om verspreiding van het coronavirus via contact met bankbiljetten of het toetsenbordje van de betaalautomaat te voorkomen.
In de provincie Noord-Brabant werden vanaf 10 maart alle evenementen met meer dan duizend bezoekers per direct verboden. De Brabanders werden gevraagd een week lang zo weinig mogelijk sociale contacten aan te gaan.
Op 11 maart oversteeg het aantal vastgestelde besmettingen in Nederland de vijfhonderd.
De volgende dag (12 maart) werden in de middag diverse nieuwe landelijke overheidsmaatregelen afgekondigd. Iedereen in Nederland werd opgeroepen om thuis te blijven bij klachten als neusverkoudheid, hoesten, keelpijn of koorts. Ook werd gevraagd om sociaal contact te mijden. Bijeenkomsten met meer dan honderd personen werden afgelast. Dat gold ook voor publieke locaties als musea, concertzalen, theaters, sportclubs en sportwedstrijden. Voor supermarkten gold die regeling niet. Mensen met een beroep werden opgeroepen zoveel mogelijk thuis te werken of de werktijden te spreiden. Ouderen en personen met verminderde weerstand werden verzocht grote gezelschappen en openbaar vervoer te mijden. Eenieder werd opgeroepen niet naar het buitenland te reizen. Hogescholen en universiteiten sloten hun deuren. Scholen in het primair, voortgezet en middelbaar beroepsonderwijs en kinderopvang bleven gewoon open. De regering was van mening dat daar weinig sprake was van besmettingen. Kinderen en jongeren vormden volgens het Rijk bovendien niet de groep met de hoogste risico's. Daarnaast zouden de maatschappelijke gevolgen van het sluiten van deze scholen volgens de overheid groot zijn en zou sluiting weinig bijdragen aan het beperken van de verspreiding. Kinderen die verkouden waren, werd wel gevraagd thuis te blijven.
Ondernemers konden vanaf die dag (12 maart) uitstel van betaling krijgen voor de inkomsten-, vennootschaps-, omzet- (btw) en loonbelasting als zij door de coronacrisis in betalingsproblemen waren gekomen. Een dag later werd de regeling voor een verbod op samenkomsten van meer dan honderd personen afgezwakt tot alleen "vergunningsplichtige" bijeenkomsten, iets wat volgens het Rijk meteen al de bedoeling was geweest.

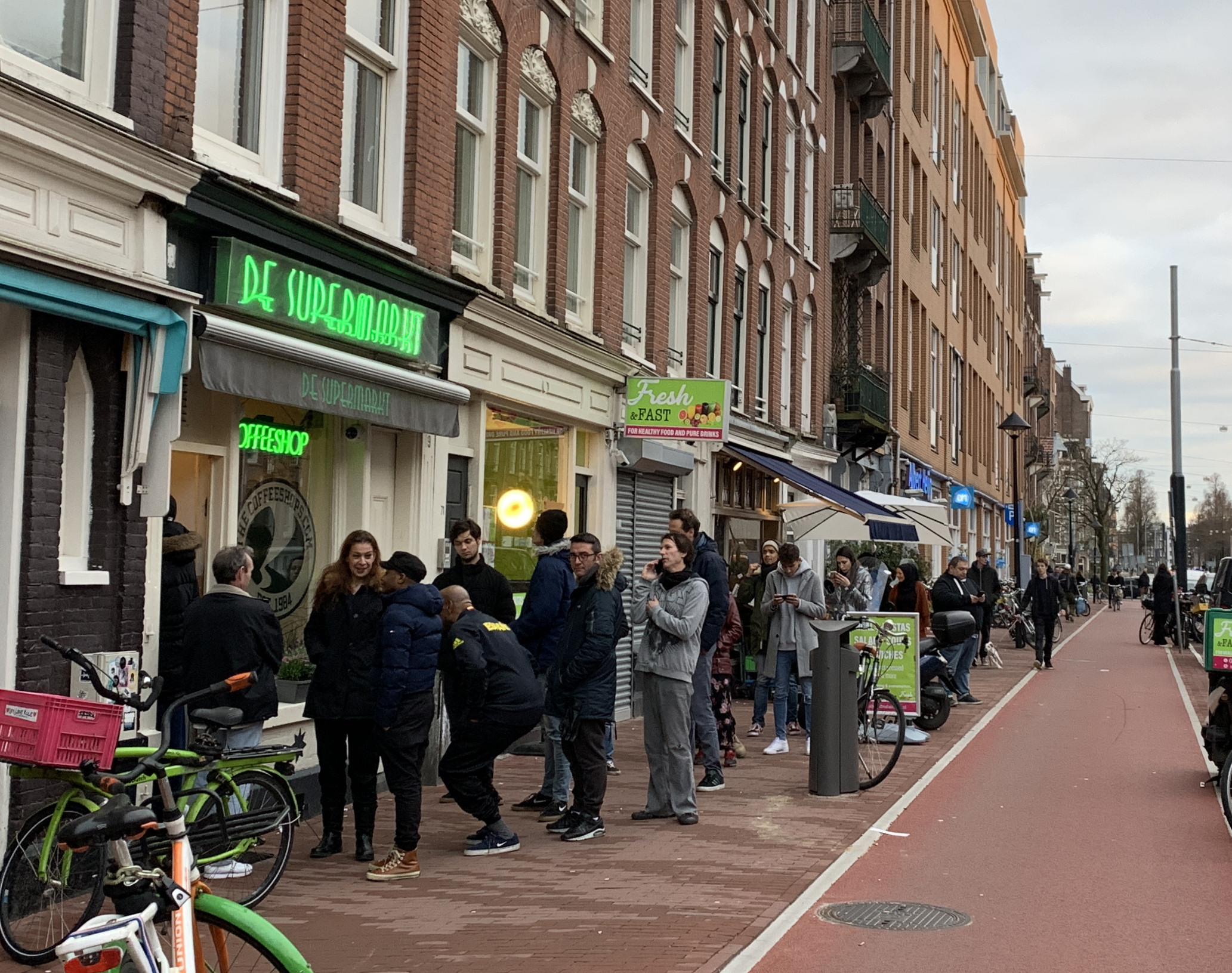
Een rij voor een coffeeshop in Amsterdam op de avond van 15 maart 2020

Diverse scholenorganisaties eisten dat de scholen gesloten werden en tal van scholen gingen daar zelf al toe over, in weerwil van de wens van het Nederlandse kabinet. Op 15 maart werd de grens van duizend vastgestelde COVID-19-gevallen overschreden. Op deze zondag werd om ongeveer halfzes 's middags bekendgemaakt dat alle eet- en drinkgelegenheden (behalve die in hotels), sport- en fitnessclubs, sauna's, seksclubs en coffeeshops vanaf 18.00 uur die dag dienden te sluiten. En het kabinet besloot tevens om vanaf de volgende dag toch maar alle scholen en kinderdagverblijven te sluiten. Het ging daarbij om scholen in het basis- en voortgezet onderwijs en mbo. Kinderen van personen in wat "cruciale beroepen" genoemd werden, zoals die in de zorg, politie, openbaar vervoer en brandweer kregen wel les, zodat hun ouders of verzorgers aan het werk konden blijven. Iedereen werd opgeroepen om 1,5 meter afstand van elkaar te houden. De volgende dag werden enkele regels versoepeld. Zo mochten afhaalrestaurants wel openblijven, evenals coffeeshops, zolang men maar na het ophalen van de bestelling weer vertrok. De regeling bij de coffeeshops werd ingevoerd om straathandel in softdrugs te voorkomen.

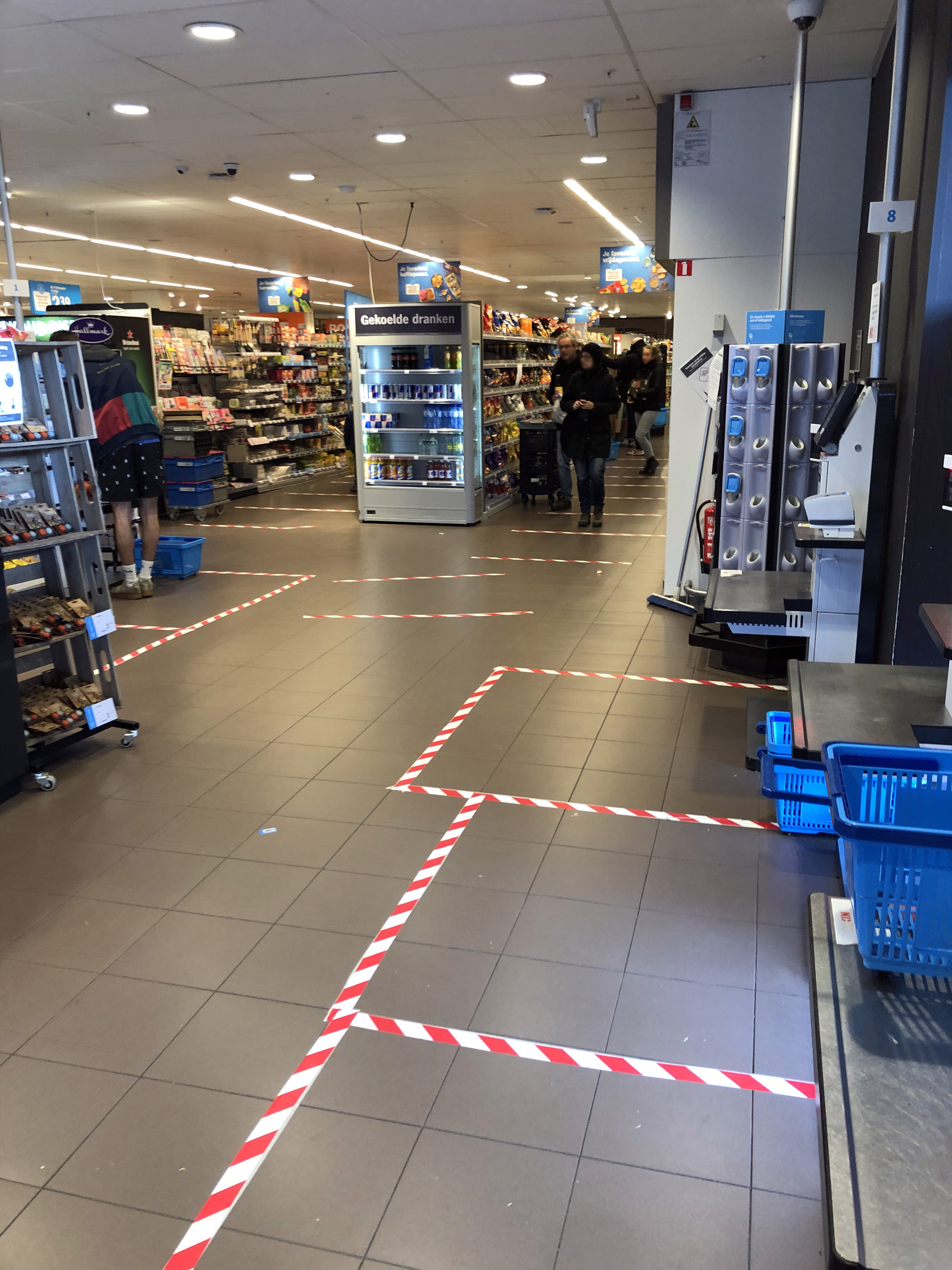
In supermarkten verschenen in maart 2020 rood-witte scheidslijnen op de grond om aan klanten aan te geven tot hoe ver ze van elkaar afstand dienden te houden, zoals hier in Amsterdam.

Op 16 maart sprak Rutte het land toe via de televisie, radio en livestreams. Hij legde uit dat het Nederlandse kabinet een strategie van groepsimmuniteit nastreefde, hoewel spreiding van besmettingen over de tijd het primaire doel was. Rutte zei ervan uit te gaan dat een groot deel van de Nederlandse bevolking uiteindelijk besmet zou raken met het nieuwe coronavirus. Hij gaf daarbij aan "dat het maanden of zelfs langer kan duren om groepsimmuniteit op te bouwen".
Vanaf dezelfde dag werden de bevolkingsonderzoeken naar darmkanker, baarmoederhalskanker en borstkanker stopgezet om capaciteit vrij te maken voor de opvang van coronapatiënten. Ook de testlaboratoria werden nu ontlast en konden hun capaciteit aanwenden voor testen op het coronavirus. Op dinsdagavond 17 maart om acht uur applaudisseerden tal van Nederlanders op afspraak voor zorgmedewerkers, vuilnismannen en alle anderen die het land draaiende hielden. Het initiatief kwam van drie particulieren die daartoe via sociale media een oproep hadden gedaan. Ook koning Willem-Alexander, koningin Máxima en hun kinderen deden mee. Half maart sloten alle Nederlandse ziekenhuizen hun deuren voor bezoekers aan patiënten die in het ziekenhuis waren opgenomen. Niet-essentiële operaties werden in principe niet meer uitgevoerd.
Eenieder die koorts had van meer dan 38 graden Celsius, verkouden was, of die een loopneus had of ademhalingsklachten werd verordonneerd om thuis te blijven. Een uitzondering was er voor personeel in wat de overheid "cruciale beroepen en vitale processen" noemde. Daaronder vielen onder meer alle gezondheidsmedewerkers, die in de zorg, brandweer, politie en bij het openbaar vervoer werkten. Zij konden aan het werk blijven bij milde verkoudheidsklachten, zoals neusverkoudheid, loopneus, niezen, keelpijn, lichte hoest of verhoging tot 38 graden Celsius, of wanneer een gezinslid klachten met koorts (vanaf 38 graden Celsius) en/of benauwdheid kreeg, dit om personeelstekorten in deze sectoren te voorkomen.
In openbare bussen in het hele land konden passagiers alleen nog achterin in- en uitstappen. Het gangpad direct achter de bestuurder werd geblokkeerd met rood-witte afzetlinten om te beletten dat passagiers in de buurt van de bestuurder konden komen. De achterdeur werd in het vervolg normaliter geopend door de bestuurder, zodat de passagiers de open-dichtknop niet hoefden te beroeren. Busmaatschappijen schrapten een deel van de dienstregeling wegens gebrek aan passagiers. Ook de dienstregeling van de treinen werd om dezelfde reden flink teruggedraaid.
Halverwege maart sloten diverse attractieparken, dierentuinen en vakantieparken op advies van de veiligheidsregio's hun deuren voor bezoekers.
Het kabinet presenteerde op 17 maart de Tweede Kamer de instelling van de Tijdelijke Noodmaatregel Overbrugging voor behoud van werkgelegenheid (NOW), bedoeld om werkgevers tegemoet te komen in de betaling van loon aan werknemers als het bedrijf in betalingsmoeilijkheden was gekomen door de coronacrisis. Een ondernemer die een omzetverlies verwachtte van minimaal 20% kon een tegemoetkoming in de loonkosten krijgen tot 90% van de loonsom, afhankelijk van het omzetverlies. Een harde bijkomende voorwaarde was dat bedrijven die gebruikmaakten van deze regeling geen personeel mochten ontslaan om bedrijfseconomische redenen. Gebeurde dat toch, dan werd de loonsom op basis waarvan subsidie werd verstrekt, verlaagd met 150 procent van het loon van het ontslagen personeelslid.
De regeling gold vooralsnog voor drie maanden, van maart tot mei. Daarnaast kon een zelfstandige zonder personeel onder voorwaarden een tegemoetkoming aanvragen tot het sociaal minimum. Deze regeling kreeg de naam Tijdelijke Overbruggingsregeling Zelfstandige Ondernemers (Tozo). Met de regeling waren miljarden euro's gemoeid. Het geld werd geleend op de kapitaalmarkt, waardoor de staatsschuld steeg.
Het Eurovisiesongfestival 2020 in Rotterdam werd op 18 maart geannuleerd. Verpleeghuizen en kleinschalige woonvormen in de ouderenzorg werden vanaf 20 maart gesloten voor bezoekers en anderen die niet noodzakelijk waren voor de basiszorg. Een deel van de instellingen was daar al uit eigen beweging toe overgegaan. Koning Willem-Alexander hield die avond een toespraak van zeven minuten gericht aan het gehele Nederlandse volk. Dit was de eerste keer, buiten de jaarlijkse kersttoespraak om, sinds de MH17-ramp in 2014. De Belgische koning Filip, de Deense koningin Margrethe en de Zweedse koning Carl Gustaf gingen hem al voor. De koning complimenteerde, troostte én waarschuwde. Hij riep op om eenzaamheid te voorkomen en sloot af met: "Alertheid, solidariteit en warmte: zolang we die drie vasthouden kunnen we deze crisis samen aan, ook als het wat langer gaat duren."

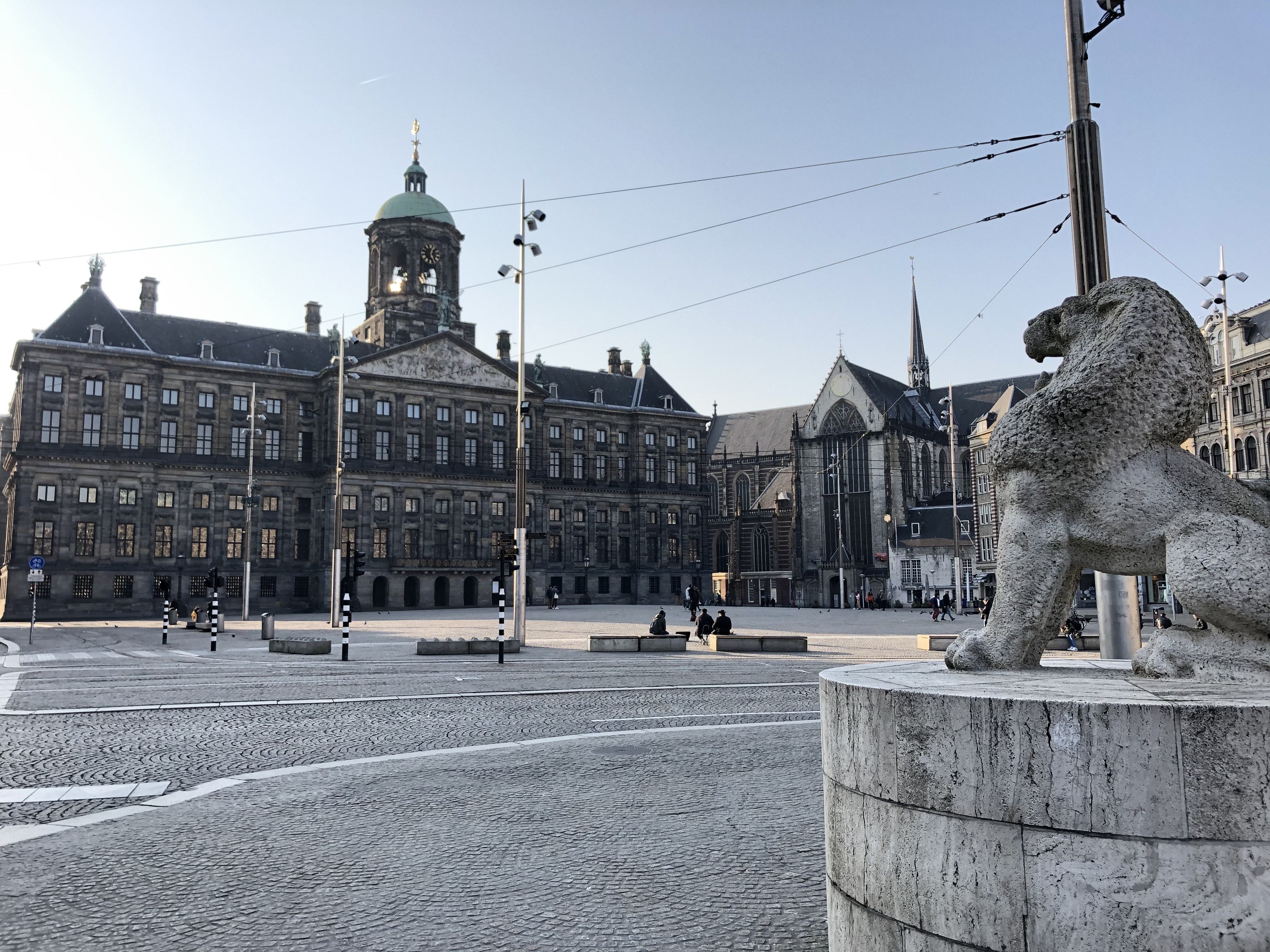
De Dam in Amsterdam op 27 maart om vijf uur 's middags, normaal gesproken een van de drukste pleinen van Nederland met voetgangers, nu vrijwel verlaten.

In supermarkten verschenen in maart bij de kassa spatschermen van plexiglas die moesten voorkomen dat klant en caissière elkaar konden besmetten. Op de grond bij de kassa's werden op 1,5 meter afstand van elkaar horizontale strepen geplakt die de wachtende klanten op afstand dienden te houden. Diverse winkels die open mochten blijven, sloten toch hun deuren, onder meer die van de winkelconcerns C&A, IKEA, Zara en De Bijenkorf. Bij de ingang van de winkels die openbleven verschenen sta-tafeltjes met flesjes desinfecterende vloeistof en het verzoek daar vooraf aan het betreden van de zaak gebruik van te maken.
Minister Wopke Hoekstra van Financiën gaf op 20 maart aan dat de komende drie maanden voor een bedrag van 45 tot 65 miljard euro door Nederland op de kapitaalmarkt geleend diende te worden om de door het kabinet toegezegde financiële vergoedingen aan bedrijven te kunnen betalen. En als de nood aan de man was, zou het kabinet volgens Hoekstra zelfs tot 90 miljard euro kunnen uitgeven.
Om de drukke Brabantse ziekenhuizen met COVID-19-patiënten te ontlasten werden honderden patiënten verspreid over Nederland, vooral naar Noord-Nederland en Oost-Nederland. Dat verliep niet overal voorspoedig. Zo werd een patiënt geweigerd omdat het geen "academische patiënt" betrof en eiste een ander ziekenhuis dat de overgedragen patiënt coronavirusvrij was. Ziekenhuis Bernhoven in Uden probeerde tevergeefs om de spoedoperatie van een niet-coronapatiënt te verplaatsen. Die moest uiteindelijk toch in het eigen gebouw plaatsvinden, omdat collega's hem weigerden over te nemen. Volgens de voorzitter van de Nederlandse Vereniging voor Intensive Care Diederik Gommers ging het om "misverstanden". Hij voegde daaraan toe dat het overplaatsen van patiënten lastig was, door het gebrek aan voertuigen met de benodigde uitrusting voor intensivecarepatiënten. Gommers kondigde op 21 maart de komst van het Landelijk Coördinatiecentrum Patiënten Spreiding aan dat zich ging bezighouden met de spreiding van ziekenhuisopnamen van COVID-19-patiënten in Nederland.
Op 23 maart werden door het kabinet strengere maatregelen afgeroepen. Rutte noemde deze maatregelen een "intelligente lockdown". Groepsvorming van meer dan twee personen in de publieke ruimte werd verboden. Een uitzondering was er voor personen die een gezamenlijk huishouden voerden. Onder groepsvorming in het algemeen werd verstaan als er minder dan 1,5 meter afstand werd gehouden. Er was ook geen sprake van groepsvorming als kinderen tot en met twaalf jaar samenspeelden onder toezicht van een of meer ouders of voogden, mits de toezichthouders onderling 1,5 meter afstand bewaarden. Het uitoefenen van bijna alle contactberoepen werd verboden. Daaronder vielen masseurs, kappers, nagelstylisten, prostituees en rijinstructeurs. Er werd een uitzondering gemaakt voor (para)medische beroepen. Casino’s, speelhallen en daarmee vergelijkbare instellingen werden gesloten. Winkels en markten mochten openblijven zolang men zich hield aan de 1,5 meter afstand en de geldende hygiënemaatregelen. Vakantieparken, campings, parken, natuurgebieden en stranden mochten door de autoriteiten gesloten worden als er door de bezoekers geen 1,5 meter afstand werd gehouden. Huishoudens mochten nog maar bezoek ontvangen van maximaal drie personen, waarbij wel een minimale afstand van 1,5 meter aangehouden diende te worden. Bij overtreding konden volwassenen een boete krijgen van 390 euro, minderjarigen van 95 euro. Bedrijven konden tot 4350 euro beboet worden.

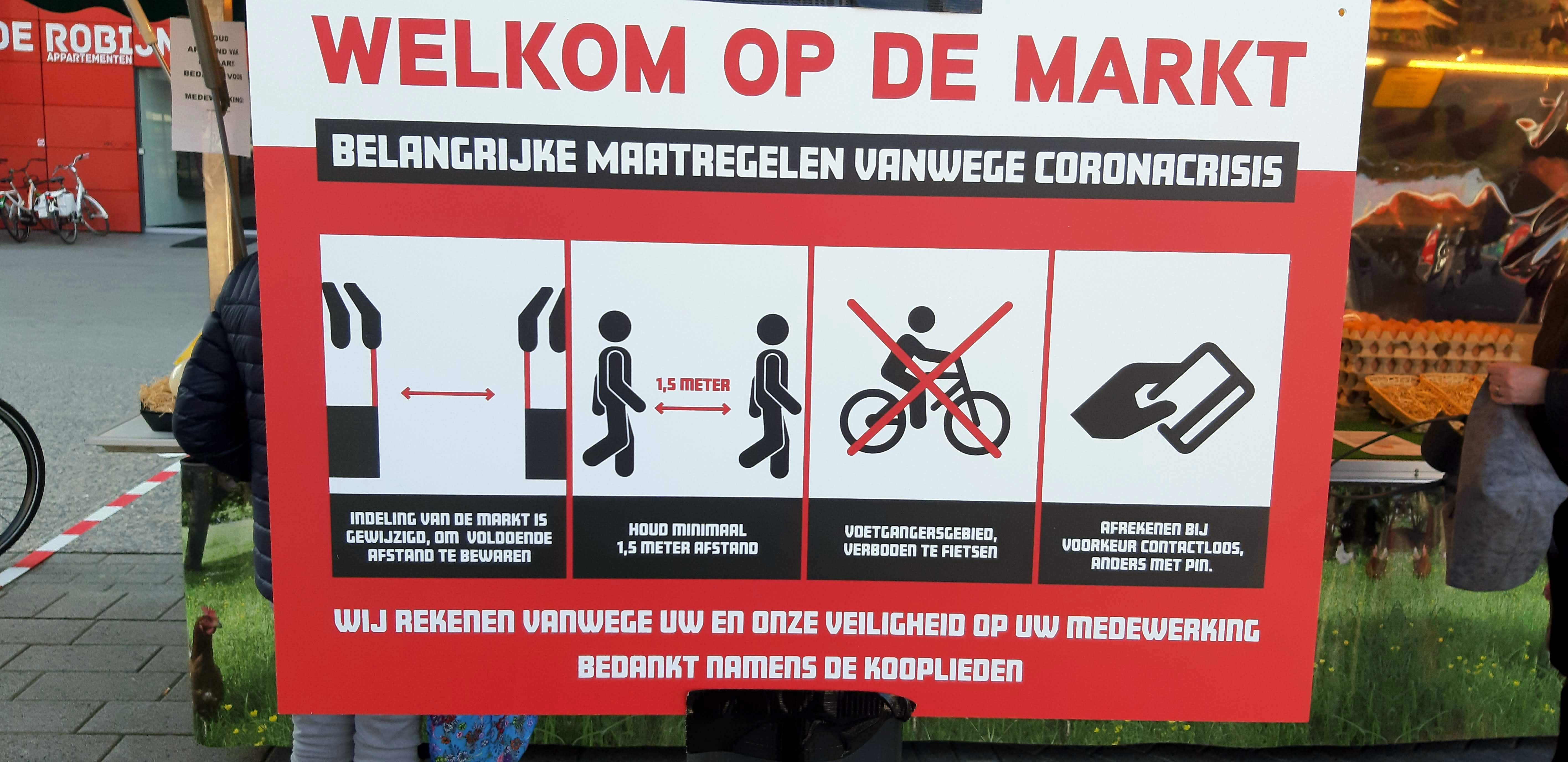
Marktregels in Nederland ten tijde van de coronacrisis

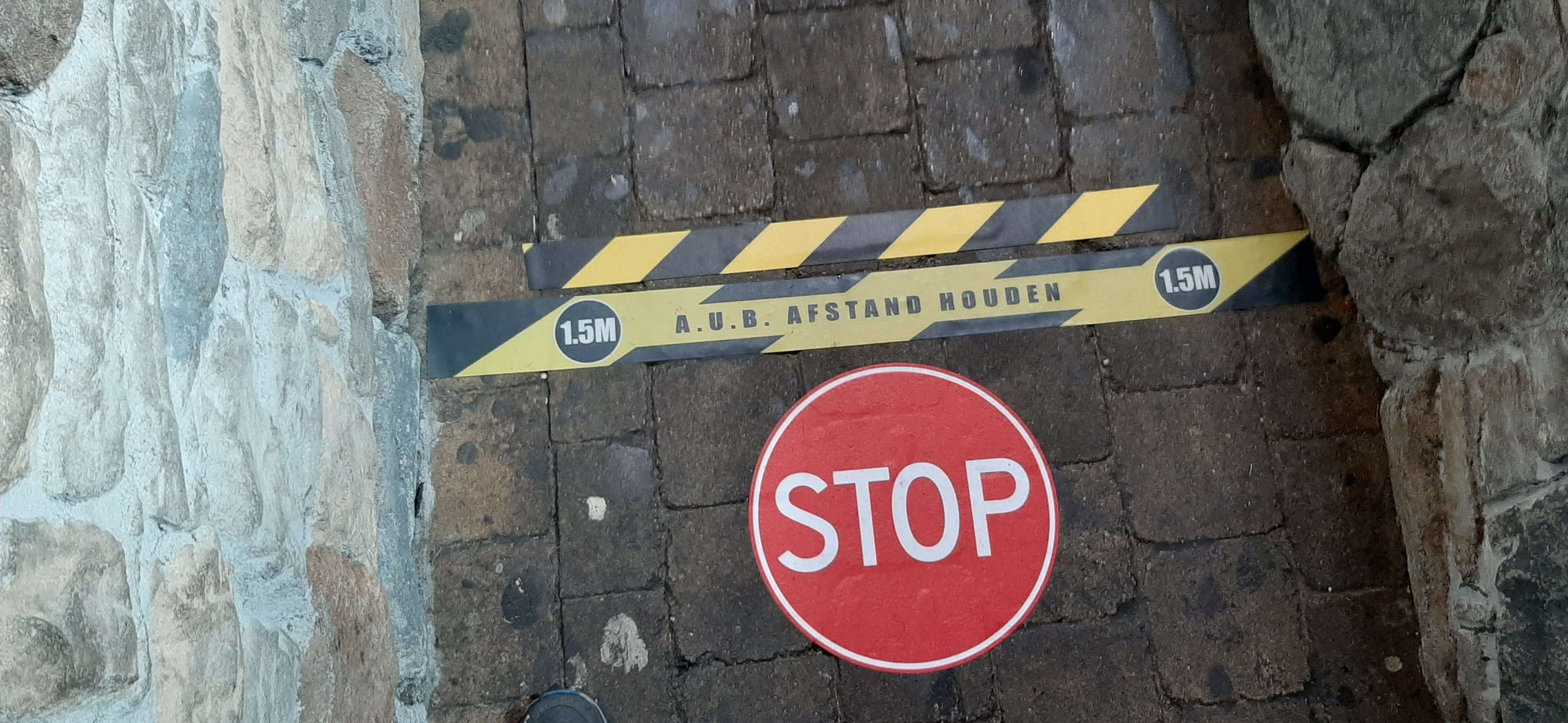
Reglementen in de wachtrijen van Attractiepark Toverland.

Om met een bankpas contactloos betalen zonder pincode voor meer mensen mogelijk te maken, werd op 24 maart het maximumbedrag van 25 euro verdubbeld. Op 19 maart werd de dagelijkse cumulatieve limiet al verhoogd naar honderd euro. In de publieke ruimte werden door de overheid handhavers ingezet die erop moesten toezien dat eenieder van wie dat verwacht werd minimaal 1,5 meter afstand tot elkaar hield. In supermarkten werd het gebruik van een winkelwagen en bij gebrek daaraan een winkelmand verplicht gesteld om op die manier automatisch afstand te creëren. Diverse winkels en supermarkten gingen ertoe over om winkelwagen en winkelmand direct na gebruik te desinfecteren. Overal in het land verschenen waarschuwingen om toch vooral 1,5 meter afstand te bewaren. Winkels lieten nog maar een beperkt aantal klanten toe en riepen anderen op om buiten op hun beurt te wachten.
Op 24 maart maakte minister Slob bekend dat de centrale eindexamens in het voortgezet onderwijs niet door zouden gaan in 2020. Leerlingen konden aan de hand van de schoolexamens, die eerder in het jaar afgenomen worden, hun diploma behalen. Als leerlingen gezakt waren, mochten deze twee resultaatverbeteringstoetsen maken, die even zwaar meewegen als een Centraal Examen voor een vak.
Vanaf de laatste week van maart werden op diverse locaties hotels van de ketens Van der Valk en Fletcher heringericht tot 'coronahotel'. Ze werden geschikt gemaakt voor coronapatiënten die er te slecht aan toe waren om thuis te blijven en te goed voor een ziekenhuis. Ook personen die een andere ziekte onder de leden hadden en in het ziekenhuis uitbehandeld waren, konden er terecht om de ziekenhuizen te ontlasten, zodat ze meer coronapatiënten konden opvangen.
Een protocol voor 'verantwoord winkelen' werd vanaf 25 maart van kracht. Winkels mochten nog maar per tien vierkante meter winkeloppervlak één klant toelaten. Klanten werd gevraagd zoveel mogelijk alleen te komen en alleen nog de producten aan te raken die men nodig had. Proeverijen werden verboden.
Nederland zou maximaal 1700 coronapatiënten op de Intensive Care-units kunnen opnemen, zo bleek tijdens een informatieronde van het RIVM met de Tweede Kamer. Uitbreiding van dat aantal werd op korte termijn onmogelijk geacht. De verwachting volgens het RIVM was dat eind mei het aantal van 1700 COVID-19-patiënten op de ic bereikt zou worden, daarna zou het aantal afnemen.
Het CBS meldde op 26 maart dat als gevolg van de genomen maatregelen om de coronacrisis te bezweren een recessie in Nederland onafwendbaar was. De werkloosheid zou oplopen. Op luchthaven Schiphol nam in de tweede helft van maart het passagiersvervoer af met 83%.
Een deel van de ondernemingen met tot 250 medewerkers kwam vanaf die dag in aanmerking voor een eenmalige uitkering van 4000 euro als aangetoond kon worden dat door de kabinetsmaatregelen om de SARS-CoV-2-uitbraak te bestrijden in drie maanden tijd een omzetverlies van 4000 euro werd geleden en er tegelijkertijd sprake was van 4000 euro vaste lasten. De beleidsregel was bedoeld voor bedrijven als kapperszaken en cafés die op last van de overheid hun zaak hadden moeten sluiten. De tegemoetkoming werd bekend als de TOGS-regeling.
Het Nederlandse Leger des Heils vroeg op 26 maart onder het motto "Thuisblijven, hoe dan?!" aandacht voor de problematiek van daklozen die geen plek hadden om vanwege het coronavirus thuis te blijven. Ook vluchtelingen hadden in de opvanglocaties geen eigen plek, waardoor het risico op besmetting groter was. Alternatieven konden volgens de christelijke organisatie worden gevonden in leegstaande hotels en vakantieparken of in sporthallen.
Om aan de grote vraag in Nederland aan handgels te voldoen gingen bedrijven die actief waren in het produceren van alcohol voor consumptie over op het fabriceren van desinfecterende alcohol. Royal Swinkels, voorheen Bavaria, haalde zelfs het onverkocht gebleven bier op bij cafés om er desinfecterende alcohol van te brouwen.
Winkels in doe-het-zelfartikelen, keukens en vloeren behaalden in maart hun grootste omzetstijging sinds het CBS in 2005 begon met de meting van koopdaggecorrigeerd gedrag. In dezelfde maand leden kleding- en schoenenwinkels hun grootste omzetverlies sinds 2005. Supermarkten hadden daarentegen een omzetstijging van meer dan dertien procent. Online werd er bijna 29 procent meer verkocht dan in dezelfde maand een jaar eerder. Over de hele linie werd er in maart in de detailhandel een omzetstijging van 13,5 procent gemeten.
Een reiziger vanuit Nederland die in Zuid-Afrika deelnam aan een wijnexcursie wordt in dat land beschreven als de "Patient Zero of the Winelands". Tijdens de tiendaagse trip tussen 3 en 13 maart bezocht de groep zo'n dertig wijnlocaties. In Suriname werd op 13 maart de eerste besmetting vastgesteld bij een reiziger die onlangs in Delft en Rotterdam was geweest. Dezelfde dag werd ook de eerste besmetting vastgesteld in Curaçao. Het betrof een 68-jarige man uit Noord-Brabant die op vakantie was in het land. Reizigers die aankwamen of terugkeerden vanuit Nederland testten ook positief in India.

#### April 2020, meer dan 2.500 overleden door corona
De NOW-regeling, waarbij werkgevers voor een periode van drie maanden een tegemoetkoming tot negentig procent in de financiering van loonkosten konden krijgen, ging in op 2 april.
Vanwege de uitbraak van het coronavirus werden alle evenementen in het kader van de 'Maand van de vrijheid' afgelast. De gehele maand april zouden er activiteiten gehouden worden om te herdenken dat Nederland 75 jaar bevrijd was van Duitse bezetting en de Nederlandse gebiedsdelen in Azië van Japanse overheersing, beide ten tijde van de Tweede Wereldoorlog.
Het kabinet riep op 2 april Duitsers en Belgen op om met Pasen niet naar Nederland te komen. Het verkeer uit België was toen al met zeventig procent afgenomen en dat uit Duitsland met tachtig procent. Een grenssluiting achtte het kabinet om die reden niet noodzakelijk. Vanaf 6 april werd er meer getest op patiënten met een hoog risico op ernstig verloop van een coronavirusinfectie. Ook zorgmedewerkers, zoals huisartsen, verpleeghuismedewerkers, medewerkers gehandicaptenzorg en thuiszorgmedewerkers met klachten, gingen meer getest worden.
Minister Hugo de Jonge van Volksgezondheid maakte op 7 april publiek dat het kabinet overwoog een app in te zetten die liet zien of iemand in de buurt was geweest van een persoon die COVID-19 onder de leden had gekregen. Ook moest de app het makkelijker maken om vanuit huis contact te houden met een dokter. De Jonge liet nog in het midden of het gebruik van de app verplicht werd gesteld. Op vrijdagnamiddag 11 april gaf het kabinet bedrijven en private deskundigen tot 14 april 12.00 uur de tijd om voorstellen in te dienen voor deze track-and-trace-app. De app-gegevens mochten daarbij niet centraal worden opgeslagen en niet herleidbaar zijn tot een individu.
Lokale publieke omroepen en huis-aan-huiskranten konden een beroep doen op een voor hun opgericht steunfonds, waarbij ze afhankelijk van hun bereik of oplage eenmalig tussen de vierduizend en enkele tienduizenden euro’s financiële steun konden krijgen ter compensatie voor tijdens de coronacrisis gemaakte verliezen.
In de pers verschenen meerdere berichten over mensen die door buurtgenoten aan de politie verklikt werden voor het overtreden van de anti-coronavirusregelgeving, zoals meer dan drie personen thuis op visite hebben, het voor een select gezelschap geopend houden van een café, het houden van pokerwedstrijden of kappers die stiekem klanten knipten. De politie drong huizen binnen waar zich meer dan drie bezoekers bevonden. De gemeente Kampen startte een telefonische kliklijn waar inwoners anoniem iemand konden verklikken.
Na druk vanuit de non-foodsector van ondernemingen die open mochten blijven maar klaagden over sterk omzetverlies door de kabinetsmaatregelen, besloot de regering op 7 april de TOGS-regeling voor een eenmalige tegemoetkoming van 4000 euro ook voor deze branche beschikbaar te maken.

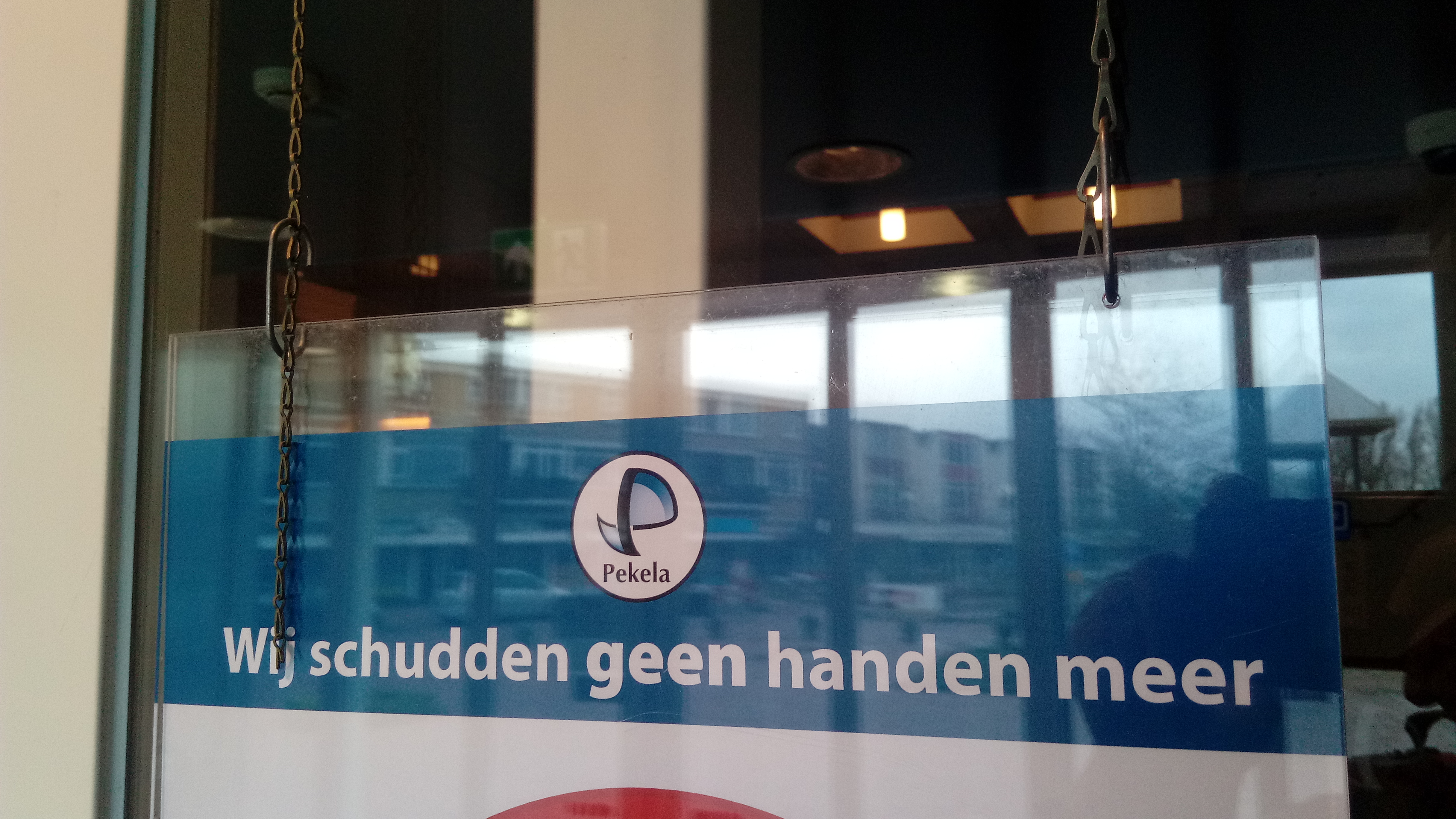
Het gemeentehuis in Pekela is een van de vele plaatsen waar geen handen meer werden geschud.

Het RIVM gaf op 8 april aan dat sinds begin maart in zo'n 900 van de 2.500 verpleeghuizen het coronavirus was uitgebroken. In alleen al de helft zouden zeker al 389 bewoners aan de ziekte zijn overleden. Rutte riep voor het paasweekeinde op om gespreid inkopen te doen en zoveel mogelijk thuis te blijven. Op 10 april werd de grens van 2.500 geregistreerde COVID-19-doden overschreden.
Vanaf 14 april gingen de Nederlandse huisartsen op eigen initiatief zelf bijhouden welke patiënten die niet getest waren op COVID-19 toch deze ziekte onder de leden konden hebben. Van patiënten die zowel koorts, minder zuurstof in het bloed als luchtwegproblemen hadden, werd aangenomen dat ze COVID-19 hadden. De huisartsen hoopten hiermee een beter beeld te kunnen creëren van de besmettingsgraad. Tot nog toe werden patiënten die niet getest werden, niet in de statistieken opgenomen. Alle gegevens werden centraal verzameld. Dezelfde dag kwam het RIVM met de mededeling dat tot dan 28% van alle geregistreerde besmettingsgevallen zorgmedewerker was, ofwel in zo'n 8.000 gevallen. Files op de verkeerswegen waren er bijna niet meer. In de spits was er ongeveer vijftig procent minder verkeer. Winkelend publiek bleef ook weg en daalde ruwweg met zo'n zestig procent.
De sterfte onder bewoners van institutionele huishoudens, zoals verpleeg- en verzorgingshuizen, instellingen voor geestelijke gezondheidszorg en gehandicapten, gevangenissen en asielzoekerscentra, was in week 14 bijna verdubbeld ten opzichte van de gemiddelde sterfte per week in de eerste tien weken van het jaar.
Voor de sierteelt en bepaalde onderdelen van de voedingstuinbouw werd een omzetschaderegeling in het leven geroepen ter hoogte van zeshonderd miljoen euro. Fritesaardappeltelers kregen een compensatie voor de fritesaardappelen waarvoor geen afzet meer was. Vooral door de sluiting van de horeca bleef de aardappelbranche met hun fritesaardappelen zitten. Volgens de branche ging het om een miljoen ton fritesaardappelen waarvoor geen kopers meer waren.
Op 16 april werd op Bonaire als laatste eiland van Caribisch Nederland een besmetting vastgesteld. Het betrof een persoon die recentelijk contact had gehad met iemand die in Aruba was geweest en zelf ziekteverschijnselen had. De contacten waren in beeld en directe nieuwe maatregelen werden niet nodig geacht.
Rutte gaf op 17 april aan dat het gebruik van de app ten behoeve van de COVID-19-bestrijding niet verplicht zou worden gesteld. Op 18 en 19 april konden bedrijven en organisaties op uitnodiging hun ontwerp voor een 'corona-app' voorleggen aan het ministerie van Volksgezondheid. Er werden zeven apps getoond, waarvan er zes met bluetooth werkten.
De Nederlandse huisartsen hadden tussen 12 maart en 20 april in verband met de uitbraak van het SARS-CoV-2-virus naar schatting ruim 360.000 minder patiënten doorverwezen naar een medisch specialist in het ziekenhuis. Daarnaast wachtten naar schatting 290.500 mensen na een doorverwijzing langer dan gemiddeld nog op een afspraak in het ziekenhuis. De Nederlandse Zorgautoriteit (NZa) ging ervan uit dat al deze afspraken waren afgezegd. De NZa werd door het ministerie van Volksgezondheid gevraagd om de opvang gefaseerd weer op gang te krijgen, afhankelijk van de ontwikkelingen rond het coronavirus en te beginnen met de ergste gevallen. Alle betrokken instanties waren ervan doordrongen dat ook bij andere patiënten dan die met COVID-19 gezondheidsschade voorkomen diende te worden.

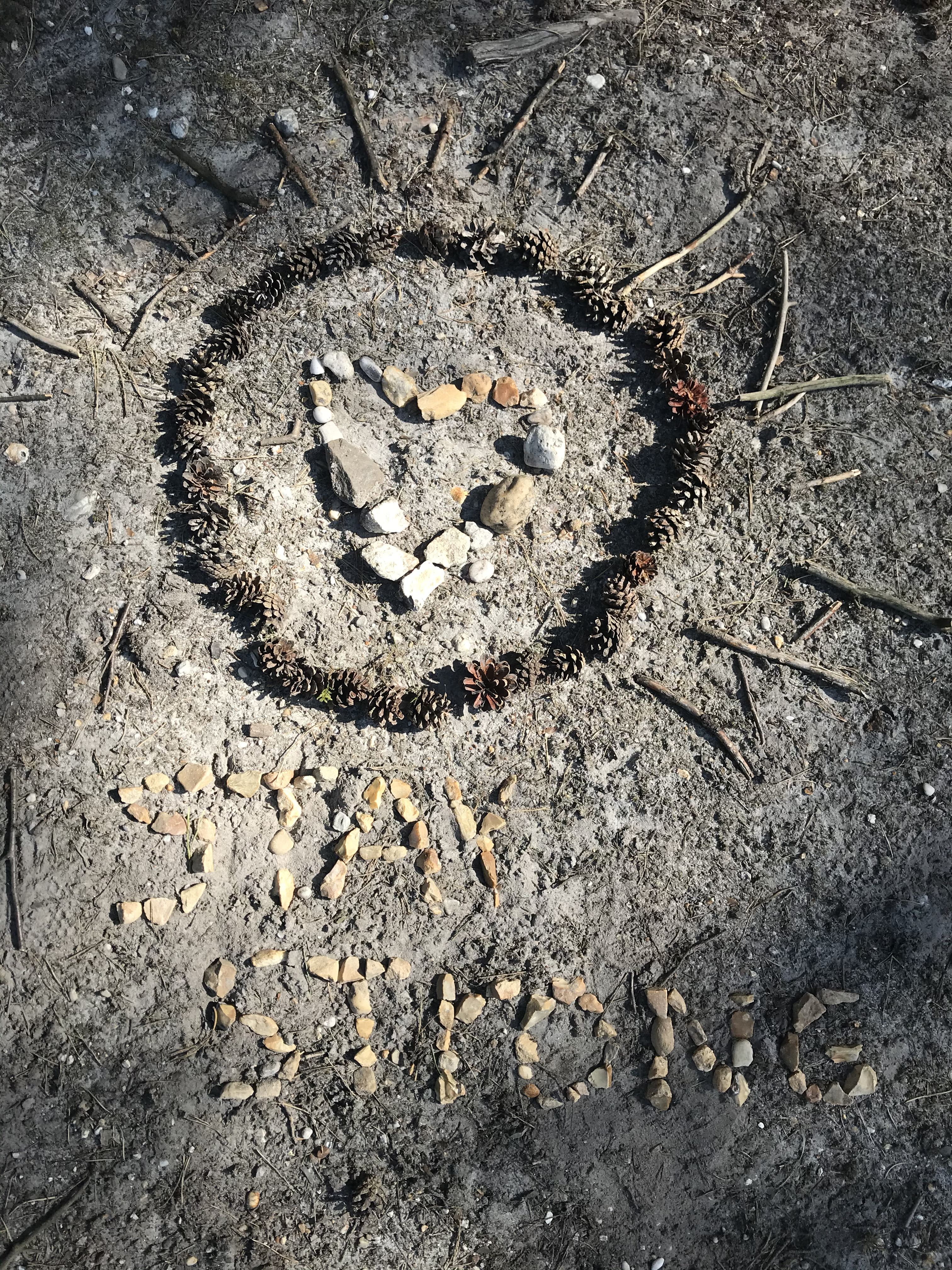
In het hele land verschenen op de grond steunbetuigingen om de coronacrisis te doorstaan, zoals hier in een bos

Het kabinet besloot op 21 april om de basisscholen vanaf 11 mei weer te openen. Scholieren zouden ongeveer de helft van hun lestijd weer les op school gaan krijgen, wel in kleinere groepen. De andere helft van de tijd zouden ze thuiswerk krijgen. De dagopvang voor 0-4-jarigen zou vanaf 11 mei weer volledig open gaan. Dat gold ook voor het speciaal onderwijs in de basisschoolleeftijd. Alle evenementen werden in elk geval tot 1 september afgelast, waardoor festivals als Pinkpop en Lowlands geen doorgang konden vinden, maar ook de Nijmeegse Vierdaagse en Sail Amsterdam gingen niet door. De festivalbranche had het kabinet om organisatorische en verzekeringstechnische redenen al onder druk gezet om nu al een dergelijke stap te zetten als de ontwikkelingen rondom de uitbraak van het coronavirus vooralsnog ongewis zouden zijn. Ook het betaald voetbal werd tot 1 september verboden, waarmee het seizoen 2019/2020 per direct beëindigd was. Het aantal geregistreerde ziekenhuisopnamen oversteeg op 21 april de 10.000 patiënten en dezelfde dag werd bij het aantal bevestigde doden aan COVID-19 de grens van 4000 gepasseerd.
Meer dan honderdduizend bedrijven hadden op 22 april al een beroep gedaan op de NOW-regeling die pas op 2 april was ingesteld. De regeling werd vanaf vandaag versoepeld, waardoor meer concerns er een beroep op konden doen. Die moesten dan wel afspraken maken met vakbonden over werkbehoud en dit jaar afzien van de uitkering van bonussen en dividend en mochten ook geen eigen aandelen inkopen.
Het ministerie van Financiën sprak op 24 april de verwachting uit dat het begrotingstekort voor 2020 in het gunstigste geval 92 miljard euro zou bedragen, ofwel een tekort van 11,8%. Vooraf aan de coronacrisis was nog gerekend op een positief resultaat van negen miljard euro. Dezelfde dag werd aangegeven dat leerlingen van het voortgezet onderwijs vanaf 2 juni (deels) weer naar school konden. Op 24 april trad een wet in werking die het tijdelijk mogelijk maakte dat onder andere notariële aktes tijdelijk elektronisch mochten worden ondertekend, dus op afstand. Deelnemers aan jaarvergaderingen hoefden niet meer bij elkaar te komen en mochten 'elektronisch vergaderen'. De politie kreeg het wettelijke recht om degenen die agenten bespuugden of met hun adem in het gezicht bliezen desnoods gedwongen te laten testen op het SARS-CoV-2-virus.
Die dag maakte het kabinet ook kenbaar dat de staat luchtvaartmaatschappij KLM financiële steun ging verlenen in ruil voor onder meer een loonoffer van het personeel. Gedacht werd aan een bedrag tussen de twee en vier miljard euro dat besteed ging worden aan een geldlening en staatsgarantie. De jaarlijkse landelijke uitreiking van een koninklijke onderscheiding werd vanwege de coronacrisis uitgesteld tot een nader te bepalen dag. Wel werden de gedecoreerden op 24 april telefonisch ingelicht dat "het Zijne Majesteit de Koning heeft behaagd om hen te benoemen in een ridderorde".
De huisartsen meldden tot 24 april 764 namen van overledenen die bij leven niet getest waren op het SARS-CoV-2-virus, maar waarvan wel sterk vermoed werd dat ze het virus onder de leden hadden. Doordat ze niet getest waren, ontbraken ze in de cijfers van het RIVM. Ze bleken gemiddeld nog acht dagen te leven na het opdoen van de eerste gezondheidsklachten gerelateerd aan COVID-19. Van deze patiënten stierf 45% thuis en 44% in verpleeg- of verzorgingshuizen. Geconcludeerd werd tevens dat vermoedelijk al eerder dan 6 maart in Nederland mensen zijn gestorven aan het coronavirus.
Doordat zich minder mensen op straat bevonden en meer thuis namen het aantal verkeersongevallen, zakkenrollen, fietsendiefstallen en woninginbraken af. Doordat de mensen meer tijd thuis doorbrachten en meer gingen tuinieren, werd er vier keer meer gevonden explosief oorlogstuig gerapporteerd.
Het besmettingspercentage van de Nederlandse bevolking lag eind april volgens schattingen op vier procent. Mocht dat de komende drie jaar stijgen naar zestig procent, dan verwachtte de Nederlandse Vereniging voor Intensive Care (NVIC) en het RIVM dat er nog 37.500 coronapatiënten op de ic terecht zouden komen. De ic-capaciteit zou dan structureel verhoogd moeten worden.
Het kabinet werkte aan een noodwet om de noodmaatregelen in een wettelijk kader te plaatsen. Nu de noodverordeningen een semipermanent karakter kregen, werd die nieuwe wet noodzakelijk, aangezien de noodmaatregelen ongrondwettelijk waren en daardoor niet rechtsgeldig. Het ging onder meer om het wettelijk vastleggen van het verbod op groepsvorming zonder anderhalve meter afstand te houden en dat de politie ongevraagd woonhuizen mocht betreden om degenen die zich niet aan die afstandsregeling hielden te bekeuren.
Per 27 april telde Nederland bijna vijftienduizend mensen minder in verpleeg- en verzorgingshuizen dan op 1 januari dat jaar, een afname van twaalf procent. Het aantal bewoners daalde door de hogere sterfte ten gevolge van het coronavirus in combinatie met een sinds half maart gedecimeerde instroom van nieuwe bewoners. Nederlanders waren huiverig geworden zich in zorg- en verpleeghuizen te laten opnemen, niet alleen omdat in veel van die instellingen het coronavirus tierde, maar ook omdat bezoek niet toegestaan werd.
Het aantal mensen met betaald werk daalde in april met 160.000 naar 8,9 miljoen. Een dergelijke terugval in een maand tijd was niet eerder voorgekomen sinds in 2003 door het cbs begonnen werd met maandcijfers. Bij jongeren was de daling met meer dan 100.000 het grootst. In april waren er 314.000 werklozen in het land, een toename van 41.000, onder wie 25.000 jongeren. Het UWV registreerde eind april 292.000 WW-uitkeringen, 42.000 meer dan in maart.

#### Mei 2020, versoepelingen

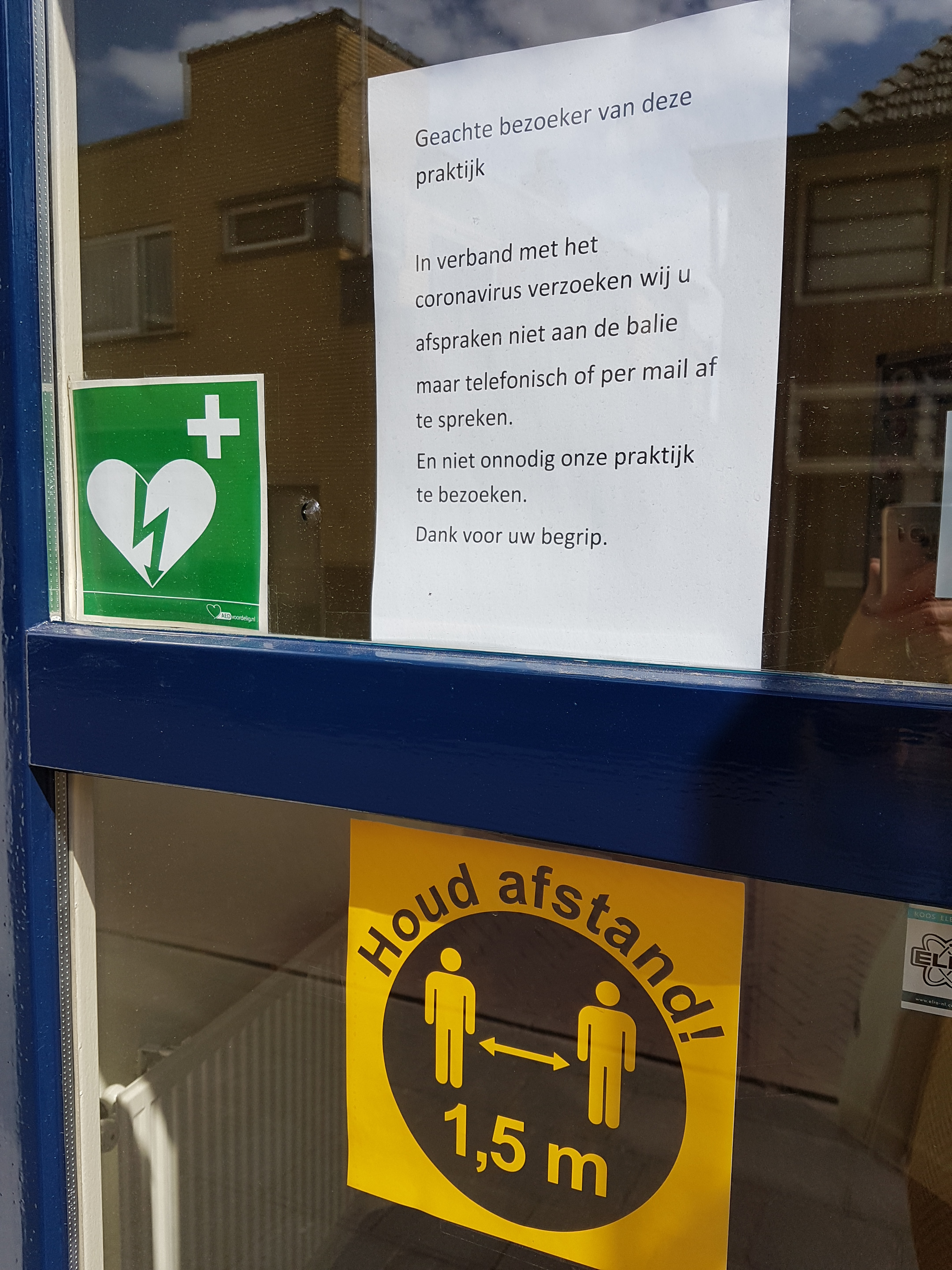
Een van de vele waarschuwingen op papier, hier bij een tandartsenpraktijk.

De jaarlijkse dodenherdenkingen op 4 mei vonden doorgang, maar zonder publiek. Op veel plaatsen konden de gehele dag kransen en bloemen bij oorlogsmonumenten neergelegd worden. In tegenstelling tot voorgaande jaren waarbij alleen na zes uur 's avonds gevlagd mocht worden, mocht dat nu de gehele dag.
In het weekeinde van 2 en 3 mei arriveerden in Nederland een miljoen serologische tests, door het ministerie van Volksgezondheid in samenwerking met bloedbank Sanquin in China ingekocht. Met de test konden antistoffen op het SARS-CoV-2-virus in de bloedbaan worden aangetoond. De testen worden steekproefsgewijs uitgevoerd. Het ministerie van Volksgezondheid hoopt daarmee inzicht te krijgen in hoe het virus zich in Nederland verspreidt. Het bevolkingsonderzoek wordt uitgevoerd Sanquin, het RIVM en medische laboratoria. Het is de bedoeling dat met de test vastgesteld gaat worden hoeveel Nederlanders het virus hebben gehad. Bovendien moet de test gaan helpen bij het verkrijgen van kennis over de ontwikkeling van antistoffen tegen COVID-19 bij degenen die het virus al hebben gehad. Met de test kon niet aangetoond worden of iemand immuun is tegen het virus, omdat nog niet bekend was in welke mate iemand die antistoffen had ontwikkeld, ook immuniteit ontwikkeld had.
Het geplande aantal vluchten van luchtvaartmaatschappij KLM bedroeg in mei nog maar ongeveer vijftien procent vergeleken met dezelfde maand een jaar eerder. De intercontinentale vluchten bestonden vooral uit vrachtvervoer. Vanaf 11 mei werd voor alle KLM-passagiers het gebruik van mondkapjes verplicht gesteld.
De NS vroeg passagiers om op roltrappen vier treden afstand van elkaar te houden en vijf stoeptegels op de perrons. De beleidsregel om in de trein zelf 1,5 meter afstand van elkaar te houden bleef gehandhaafd.
Alle publieke evenementen ter gelegenheid van 75 jaar bevrijding van Nederland werden op Bevrijdingsdag 5 mei afgelast vanwege het coronavirus. Wel werd in alle provinciehoofdsteden en in Wageningen het bevrijdingsvuur ontstoken, maar publiek was niet welkom.

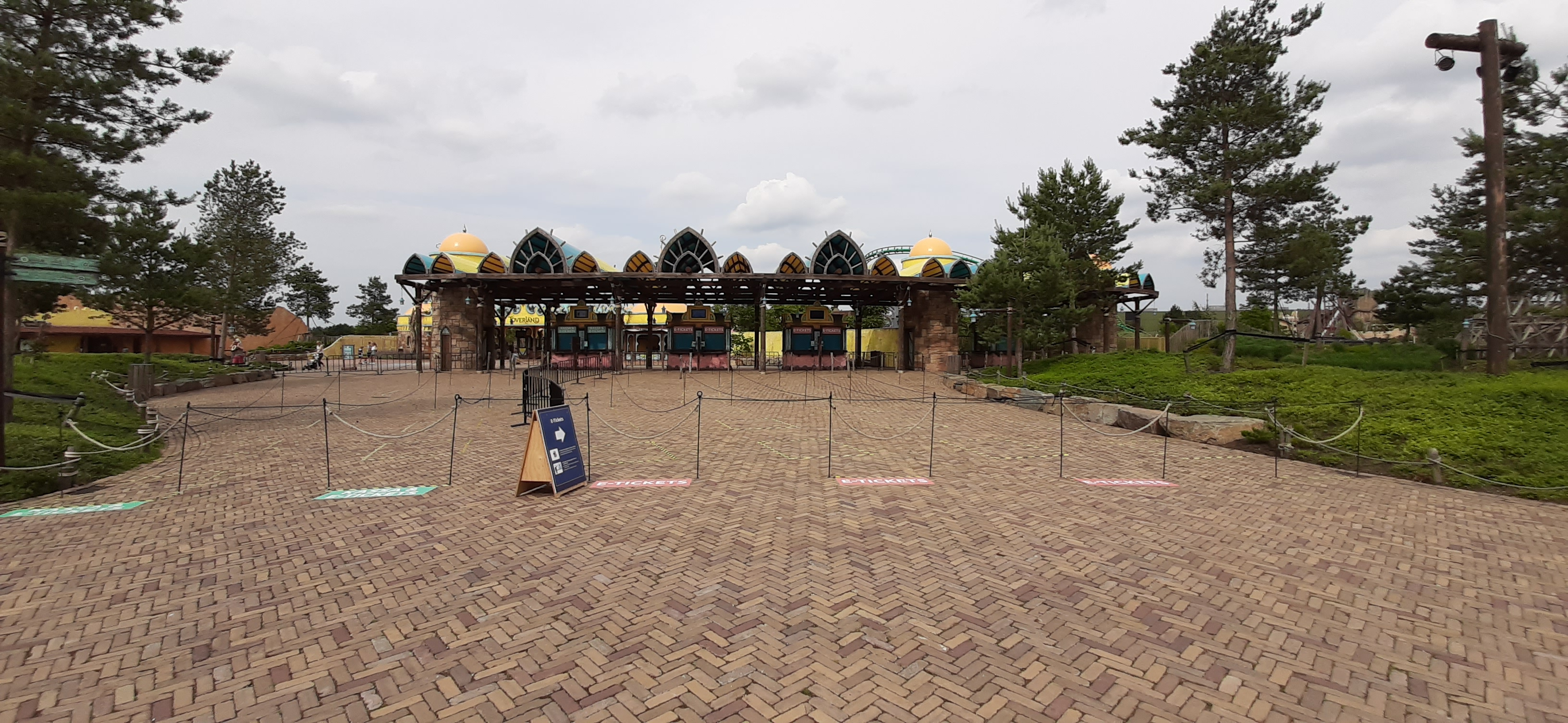
Aangepaste wachtrijen en waarschuwingsborden bij de entree van Attractiepark Toverland (juni 2020).

Rutte kondigde op 6 mei aan dat kappers, schoonheidsspecialisten en pedicures vanaf 11 mei weer aan het werk mochten gaan. Klanten dienden wel vooraf een afspraak te maken.
Buitensporten werden ook weer toegestaan, maar er moest wel 1,5 meter afstand aangehouden worden. Ook bibliotheken gingen vanaf 11 mei weer open. Vanaf 1 juni wordt voor passagiers in het openbaar vervoer het dragen van een mondkapje verplicht. Er werd aangedrongen om alleen noodzakelijke reizen te maken. Het voortgezet onderwijs zou weer van start gaan, en terrassen gingen ook weer open. Restaurants en cafés mochten ook weer de deuren openen, doch voor maximaal dertig gasten. Ook hier moest eerst gereserveerd worden. Bioscopen kregen vanaf die dag groen licht om weer voor bezoekers een film te draaien, maar er moest wel vooraf online een kaartje worden gekocht. Dezelfde regeling gold ook voor musea. Vanaf 1 juli mochten de campings weer gasten toelaten, ook de douches en toiletten op campings werden vanaf die dag weer toegankelijk. Bioscopen, restaurants, cafés, theaters en concertzalen gingen vanaf 1 juli open voor maximaal honderd personen. Vanaf 1 juli mochten de sportscholen hun deuren weer openen. Ook binnen- en contactsporten werden vanaf dan weer toegestaan. Ook sportwedstrijden mochten vanaf die dag weer gehouden worden, maar publiek was niet welkom. De aangekondigde versoepelingen zouden niet doorgaan als er een stijging merkbaar was van het aantal COVID-19-patiënten.
Minister Wouter Koolmees van Sociale zaken en werkgelegenheid gaf op 8 mei aan dat vanaf de maand juni bij de verlenging van de NOW-regeling niet meer de voorwaarde werd gesteld dat bedrijven hun personeel niet mochten ontslaan om bedrijfseconomische redenen. De 'ontslagboete' wilde Koolmees per 1 juni laten vervallen. Over deze vernieuwde NOW-regeling diende de Tweede Kamer nog een beslissing te nemen.
Ook binnenzwembaden mochten vanaf 11 mei weer opengaan. Aan de bezoekers werd gevraagd om vooraf aan het zwembadbezoek thuis naar het toilet te gaan, eerst thuis te douchen en de zwemkleding thuis al aan te trekken. Toiletbezoek in de badinrichting dient tot een minimum beperkt te worden en zwemmers wordt verzocht om in de badinrichting geen gebruik te maken van de douches. Ook mogen ze tijdens het zwembadbezoek niet met de handen hun gezicht aanraken en dus niet het water uit hun ogen wrijven en moet iedereen 1,5 meter afstand houden; dat laatste geldt niet voor personen uit het eigen huishouden en voor kinderen tot twaalf jaar.
Vanaf 11 mei werd een eerste voorzichtige stap gezet naar versoepeling van de bezoekregeling voor verpleeghuizen. In 26 verpleeghuislocaties werd onder voorwaarden één vaste bezoeker per verpleeghuisbewoner toegestaan. Met de kennis en ervaring die daarmee wordt opgedaan wil het kabinet stapsgewijs en voorzichtig op steeds meer verpleeghuislocaties beperkt bezoek toelaten.
Medewerkers in het openbaar vervoer, mantelzorgers, politie, marechaussee en andere handhavers behoorden vanaf 18 mei tot degenen die zich bij COVID-19 gerelateerde klachten op het SARS-CoV-2-virus konden laten testen, mits doorverwezen door een arts.
Het kabinet maakte op 19 mei een versoepeling van de coronamaatregelen bekend. Ze zouden pas ingaan als de verspreiding van het coronavirus onder controle bleef en niet eerder dan 1 juni, Tweede Pinksterdag. Bij alle aangepaste regelingen diende er 1,5 meter afstand aangehouden worden, behalve voor personen die tot een eigen huishouden behoorden.
Op 19 mei kondigde het kabinet ook aan dat het voortgezet onderwijs vanaf 2 juni weer leerlingen mocht toelaten en vanaf 8 juni mocht het basisonderwijs weer volledig toegankelijk worden. Het middelbaar beroepsonderwijs en het hoger onderwijs (hbo en universiteiten) mochten vanaf 15 juni weer beperkt starten met toetsing, tentamens, praktijklessen en begeleiding van kwetsbare studenten op de instelling.
Op 19 mei specificeerde het kabinet de voorgenomen maatregel dat vanaf 1 juni reizigers in het openbaar vervoer een mondkapje moeten dragen. Dat moet in principe een niet-medisch mondkapje zijn - een dat niet in de zorg gebruikt wordt - en de regeling gaat alleen gelden voor reizigers vanaf dertien jaar, op straffe van een geldboete van 95 euro. Het dragen geldt niet op stations, haltes en perrons. Het openbaar vervoer bleef alleen bedoeld voor noodzakelijke reizen. Werknemers bij contactberoepen, bijvoorbeeld kappers en schoonheidsspecialisten, hoeven geen mondkapje te dragen, maar als ze dat toch doen dan ook alleen niet-medische mondkapjes. Het laten dragen van niet-medische mondkapjes was bedoeld om te voorkomen dat er een tekort in de zorg zou ontstaan van medische mondkapjes. Personen die desondanks toch een medisch mondkapje in het openbaar vervoer gebruiken, zouden niet beboet gaat worden.
Uit onderzoek van Sanquin, uitgevoerd van 10 tot 20 mei, werd vastgesteld dat vijf tot zes procent van de bloeddonoren in Nederland antistoffen tegen SARS-CoV-2 in zijn bloed had.
In mei openden diverse attractieparken en dierentuinen hun deuren voor bezoekers.

#### Juni 2020, testen wordt mogelijk

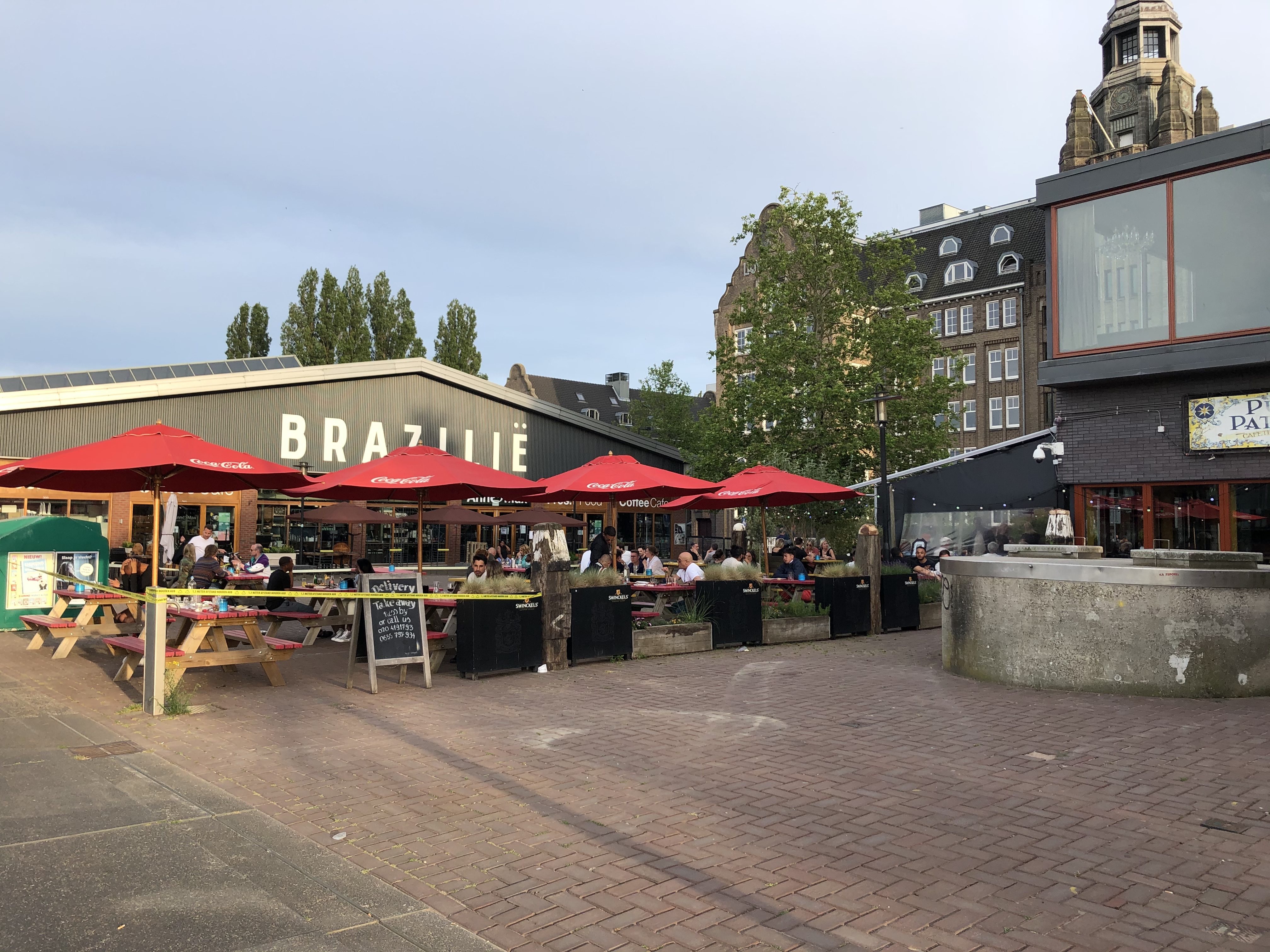
Op 1 juni mocht de horeca weer open, zoals dit Spaanse restaurant in Amsterdam

Vanaf 1 juni mocht de horeca vanaf twaalf uur 's middags weer zijn deuren openen. Vanuit de horecabranche was er op het kabinet druk uitgeoefend om vanaf het begin van het Pinksterweekeinde open te gaan, maar de 25 veiligheidsregio's ― voorgezeten door burgemeesters ― verzetten zich daartegen. Vanaf 1 juni mochten tevens in alle publieke gebouwen maximaal dertig personen bij elkaar komen, exclusief personeel. Diezelfde regeling ging ook in voor de horeca, behalve voor de terrassen waarvoor geen maximum ging gelden. Wel moest iedereen daar aan een tafel plaatsnemen. Film-, theater- en concertzalen, evenals musea, mochten vanaf Tweede Pinksterdag ook weer bezoekers toelaten, maar met eveneens de restrictie van niet meer dan dertig personen en er moest vooraf gereserveerd worden.
Reizigers in het openbaar vervoer dienden vanaf 1 juni een mondkapje te dragen. Volgens het kabinet was een niet-medisch mondkapje te prefereren, om te voorkomen dat er bij vitale beroepsgroepen een tekort aan zou ontstaan. Reizigers mogen ook hun eigen mondkapje fabriceren.

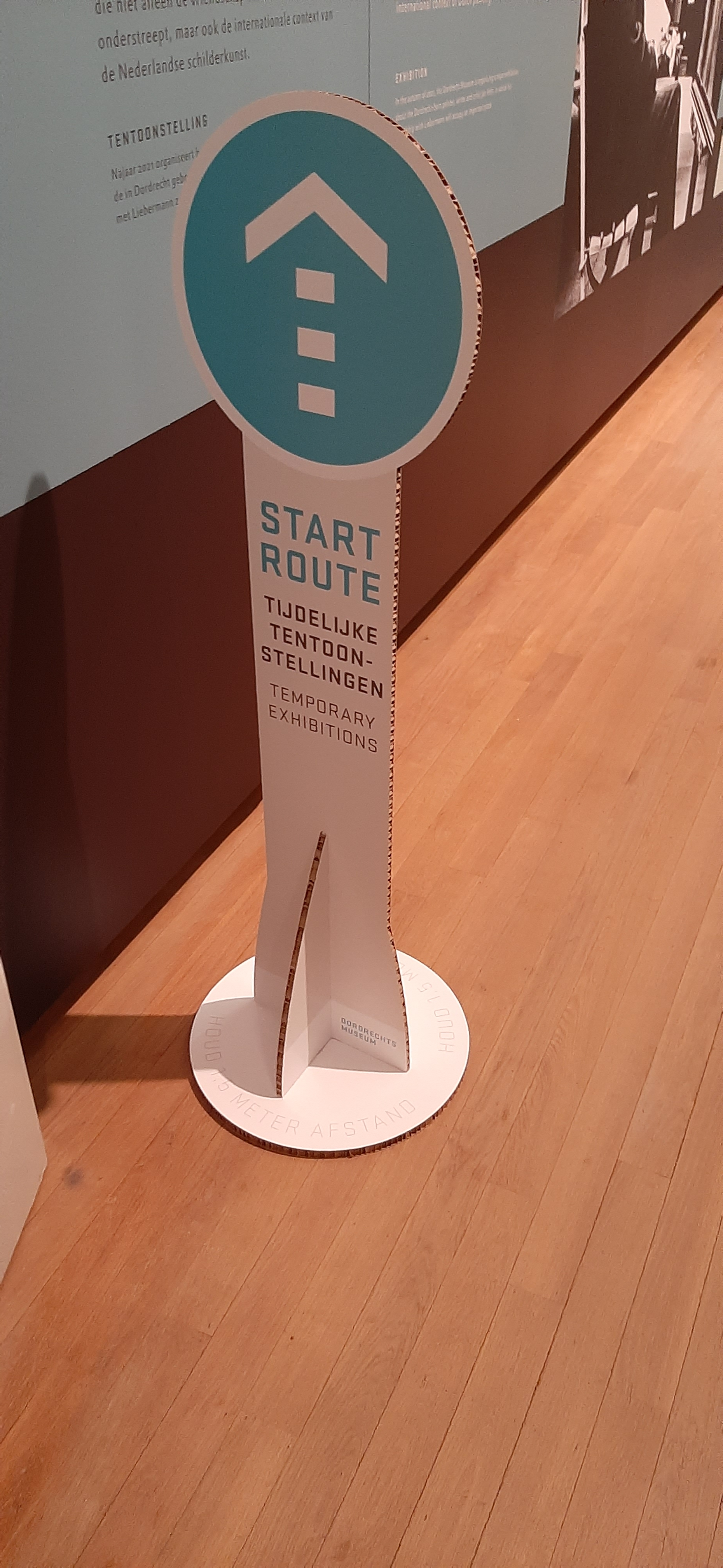
Verplichte looproute in het Dordrechts Museum om afstand te bewaren tussen de bezoekers (juni 2020).

Vanaf 1 juni werd het voor het eerst mogelijk dat eenieder met milde COVID-19-achtige klachten én een burgerservicenummer getest kon worden op het SARS-CoV-2 virus. Hiervoor werd zeven dagen in de week van 08.00 tot 20.00 uur een gratis te gebruiken telefoonnummer beschikbaar gesteld. Om voor een test in aanmerking te komen is tussenkomst van een arts niet nodig. De testen worden door de GGD afgenomen in ruim tachtig teststraten. Wie positief test, dient veertien dagen in thuisquarantaine te gaan. Alle huisgenoten krijgen hetzelfde advies. Als iemand positief getest is, wordt door de GGD gestart met een contactonderzoek. Dagelijks zijn 30.000 testen beschikbaar. Aanvang juni werden 1100 callcentermedewerkers ingezet die de telefoontjes beantwoordden.
Op 4 juni werd aangekondigd dat Nederland de beperkende maatregelen voor twaalf landen in het Schengengebied vanaf 15 juni ging versoepelen. Op die dag veranderde code oranje (alleen noodzakelijke reizen) naar code geel (let op, veiligheidsrisico's).
Op 21 juni vond een demonstratie in Den Haag tegen de coronamaatregelen van de overheid en de aangekondigde Spoedwet (het wetsvoorstel Tijdelijke wet maatregelen COVID-19) plaats. Deze was georganiseerd door de groep Viruswaanzin, maar vanwege een te grote opkomst werd de demonstratie verboden. Toch kwamen er mensen naar het Malieveld waar later op de middag mede door hooligans ongeregeldheden ontstonden waarbij het tot een treffen kwam met de politie op het Malieveld en in de Rijnstraat naast het Station Den Haag Centraal. Rond de 400 personen werden aangehouden, de meesten omdat ze het Malieveld niet wilden verlaten; maximaal vijftien vanwege openlijke geweldpleging.
Op 24 juni publiceerde Maurice de Hond details van zijn "Deltaplan ventilatie", dat voortkwam uit zijn overtuiging dat inademing van virusdeeltjes (dus door de lucht verspreid) bij de besmetting met het virus een grote rol speelt. Deze besmetting zou volgens De Hond tegengegaan worden door de ventilatie te verbeteren; controle van de kwaliteit van de lucht ter plaatse kan met een CO2-meter.
De groep onder de noemer Viruswaanzin riep op om op 28 juni wederom naar het Malieveld te komen om tegen de coronamaatregelen te demonstreren. Opnieuw werd deze demonstratie verboden en raadde Viruswaanzin de belangstellenden af om naar het Malieveld te komen. Het Malieveld bleef grotendeels leeg en de politie verrichtte 37 arrestaties. Ondertussen had de groep ook een strafzaak lopen tegen de staat met de eis dat de maatregelen zouden worden opgeheven.

#### Augustus 2020, Mondkapjesplicht & vliegverbod verlengd naar Caraïbische gemeenten
Op 5 augustus 2020 trad in Rotterdam en Amsterdam de mondkapjesplicht in werking in sommige delen van de stad. In het uiterste geval zouden mensen beboet kunnen worden voor het negeren van de verplichting. Verschillende rechtsgeleerden uitten hun twijfels over de rechtmatigheid van de maatregel. Op dezelfde dag demonstreerde Viruswaarheid (het voormalige Viruswaanzin) in aanwezigheid van Willem Engel, in Rotterdam tegen de mondkapjesplicht.
Op 6 augustus 2020 werd door de Nederlandse overheid een verlenging afgekondigd van de sinds maart 2020 vliegbeperkingen voor passagiers die reizen naar de Caraïbische gemeenten van het Koninkrijk Bonaire, St. Eustatius en Saba. Gebaseerd op informatie van het Rijksinstituut voor Volksgezondheid en Milieu (RIVM) werd besloten de restricties voor luchtverkeer van passagiers uit te breiden tot deze gemeenten tot 1 september, 18.00 uur lokale tijd. De lijst met landen waarnaar het vliegverbod voor luchtverkeer van passagiers naar Bonaire, Sint Eustatius en Saba van toepassing is, werd geactualiseerd volgens het meest recente overzicht van hoogrisicogebieden opgesteld door het Europees Agentschap voor de veiligheid van de luchtvaart (European Union Aviation Safety Agency, EASA). De regering besloot dat het reisverbod zou gelden voor:
1. alle landen van de Europese Unie, met uitzondering van Nederland, België, Duitsland en Frankrijk;
2. het Verenigd Koninkrijk;
3. alle landen op het westelijk halfrond, behalve Aruba, Curaçao en St. Maarten.

#### September 2020, 40-60% groei per week
Het aantal positief getesten nam toe met 40-60% per week.

#### Oktober 2020, gedeeltelijke lockdown
Op 13 oktober introduceerde het kabinet een routekaart met maatregelen per risiconiveau.
Vanaf 14 oktober 22.00 uur gold een gedeeltelijke lockdown voor het hele land. Vrijwel alle eet- en drinkgelegenheden werden gesloten. Een uitzondering was er voor afhalen en bezorgen, voor uitvaartcentra of vergelijkbare locaties waar een uitvaartplechtigheid plaatsvindt, eet- en drinkgelegenheden in zorginstellingen voor cliënten en hun bezoekers, eet- en drinkgelegenheden binnen een locatie waar besloten en georganiseerde dagbesteding plaatsvindt voor kwetsbare groepen, bedrijfskantines, hotels voor hun gasten en vliegvelden na de securitycheck. Tussen 20.00 uur en 07.00 uur mocht er in het hele land geen alcohol meer verkocht worden, ook niet in hotels. Evenmin mocht men gedurende deze uren in de openbare ruimte alcohol op zak hebben. Thuis mocht men nog maar drie personen ontvangen. In binnenruimtes waar mensen zitten gold een maximumaantal personen van dertig. Binnen (niet in de thuissituatie) en buiten mocht een groep bestaan uit maximaal vier personen van verschillende huishoudens. Er werd geen maximum gesteld aan de aanwezigheid van een groep personen binnen eenzelfde huishouden. Winkels in de detailhandel dienden uiterlijk om 20.00 uur te sluiten. Koopavonden werden afgeschaft. Eenieder werd opgeroepen zo min mogelijk te reizen.

#### November 2020, eerste vaccins aangekondigd
De Minister van Justitie en Veiligheid stelde op 13 november een tijdelijk programmadirectoraat-generaal Samenleving en COVID-19 in.
Begin november werden de eerste werkzame vaccins aangekondigd. Op 9 november werd bekend dat Pfizer/BioNTech voor 90% effectief was. Een week later, op 16 november, meldde Moderna een effectiviteit van 94.5%. Eind november werd ook bekend dat het vaccin van AstraZeneca de derde testfase had afgerond.

#### December 2020, harde lockdown wegens alfavariant

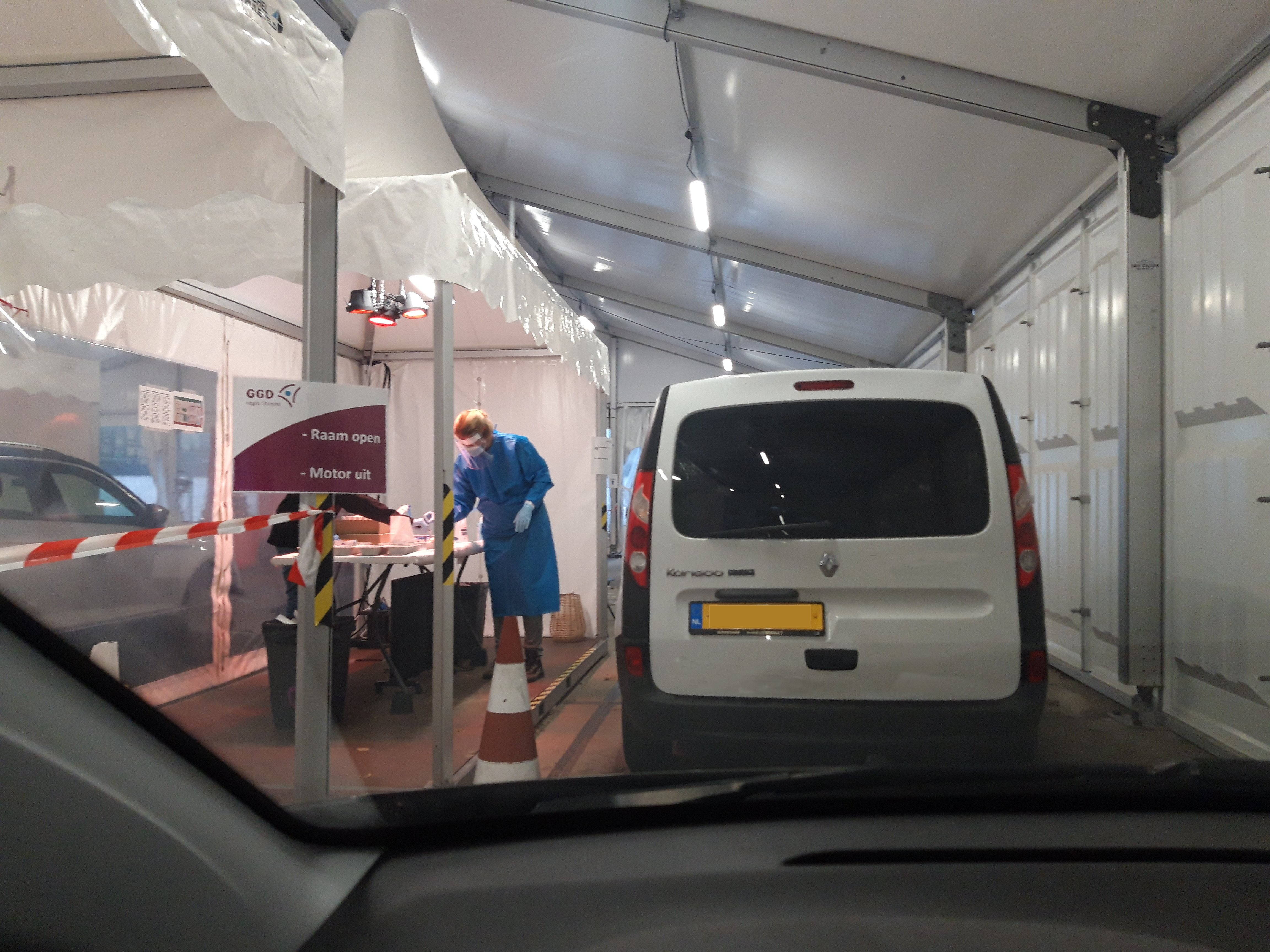
Coronateststraat in december 2020

Vanaf 1 december werd het dragen van een mondkapje verplicht in alle openbare overdekte ruimten, in het onderwijs, het openbaar vervoer (al sinds 1 juni, maar nu ook op het perron en station en alle bus- metro- en tramhaltes) en bij contactberoepen.
Sinds begin december werd een mogelijk besmettelijkere mutatie van het coronavirus ook vastgesteld in Nederland.
De norm voor het testen op corona werd uitgebreid. Personen die getraceerd waren via bron- en contactonderzoek en die in een nauw contact waren met iemand met een besmetting, mochten zich ook laten testen als ze nog geen COVID-19-gerelateerde klachten ondervonden. Het aantal besmettingen steeg weer. Het aantal tests nam toe, maar ook het percentage positieve tests.
Vanaf 15 december middernacht tot en met in ieder geval 19 januari 2021 werd er in heel Nederland een "harde lockdown" ingesteld. Alle winkels met niet-essentiële levensbehoeften gingen dicht. Winkels als supermarkten, drogisterijen en tankstations – met eerste levensbehoeften – mochten openblijven. Ook theaters, bioscopen, sauna's, dierentuinen en musea sloten verplicht hun deuren. Contactberoepen als pedicures en kappers mochten geen werk meer verrichten. Een uitzondering was er voor medische contactberoepen, zoals fysiotherapeuten. Scholen gingen ook dicht, maar om praktische redenen pas vanaf 16 december en dienden in elk geval gesloten te blijven tot en met zondag 17 januari. Uitgezonderd waren afgesloten natuurgebieden waar ook een kaartcontrole aanwezig is, zoals Nationaal Park De Hoge Veluwe. De horecamaatregelen bleven van kracht, maar de hotels mochten geen eten meer in hun restaurants serveren. De reden hiervoor was dat het kabinet geconstateerd had dat mensen alleen in hotels inchecken om er in een restaurant te kunnen eten. Geadviseerd werd om het aantal te ontvangen gasten binnenshuis te beperken tot twee personen op een hele dag. Een uitzondering was er voor 24, 25 en 26 december, waarop drie mensen mochten worden uitgenodigd.
Half december werden de resultaten bekend van een onderzoek van het Consortium Onderzoek Huisartsgeneeskunde, waaraan de helft van alle huisartsen in Nederland meedeed. Daaruit bleek dat minstens 1.566 oudere en kwetsbare coronapatiënten niet meer doorverwezen zijn naar een ziekenhuis en uiteindelijk elders stierven; thuis, in een hospice of in een andere zorginstelling. Vijf ouderen zouden volgens dat onderzoek vermoedelijk al eerder dan 27 februari zijn overleden aan COVID-19. De link met deze ziekte werd pas later gelegd.
Vanaf 29 december dient iedereen die naar Nederland komt in het bezit te zijn van een negatieve uitslag van een moleculaire PCR-test die niet eerder dan 72 uur voor aankomst in Nederland was afgenomen. De negatieve uitslag was geen vervanging van de verplichte thuisquarantaine. Ook personen met een negatieve uitslag dienen na aankomst tien dagen thuis in quarantaine te blijven. Voor het openbaar vervoer per land zijn de negatieve testen verplicht voor de reizigers komende met internationale IC-treinen (IC Berlijn, ICE Frankfurt/Basel, IC Berlijn, ICE Frankfurt/Basel, Thalys, Eurostar, IC Direct Brussel) of met lange afstand bussen (Flixbus). Reizigers komende met de internationale stoptreindiensten hoeven geen negatieve testuitslag te tonen, evenmin met regionale streekbus (in principe tot 30 kilometer vanaf de Nederlandse grens). Ook grenswerkers, grensscholieren en grensstudenten en andere uitzonderingen hoeven geen negatieve test te tonen. Op auto's en ander individueel vervoer wordt geen controle toegepast.
In heel 2020 gingen in Nederland 2703 bedrijven failliet, het laagste aantal in twintig jaar en zestien procent minder dan het jaar ervoor. Volgens het CBS was de reden de noodsteun die het Rijk in het kader van de coronamaatregelen aan veel bedrijven uitkeerde.

### 2021

#### Januari 2021, start van vaccinaties

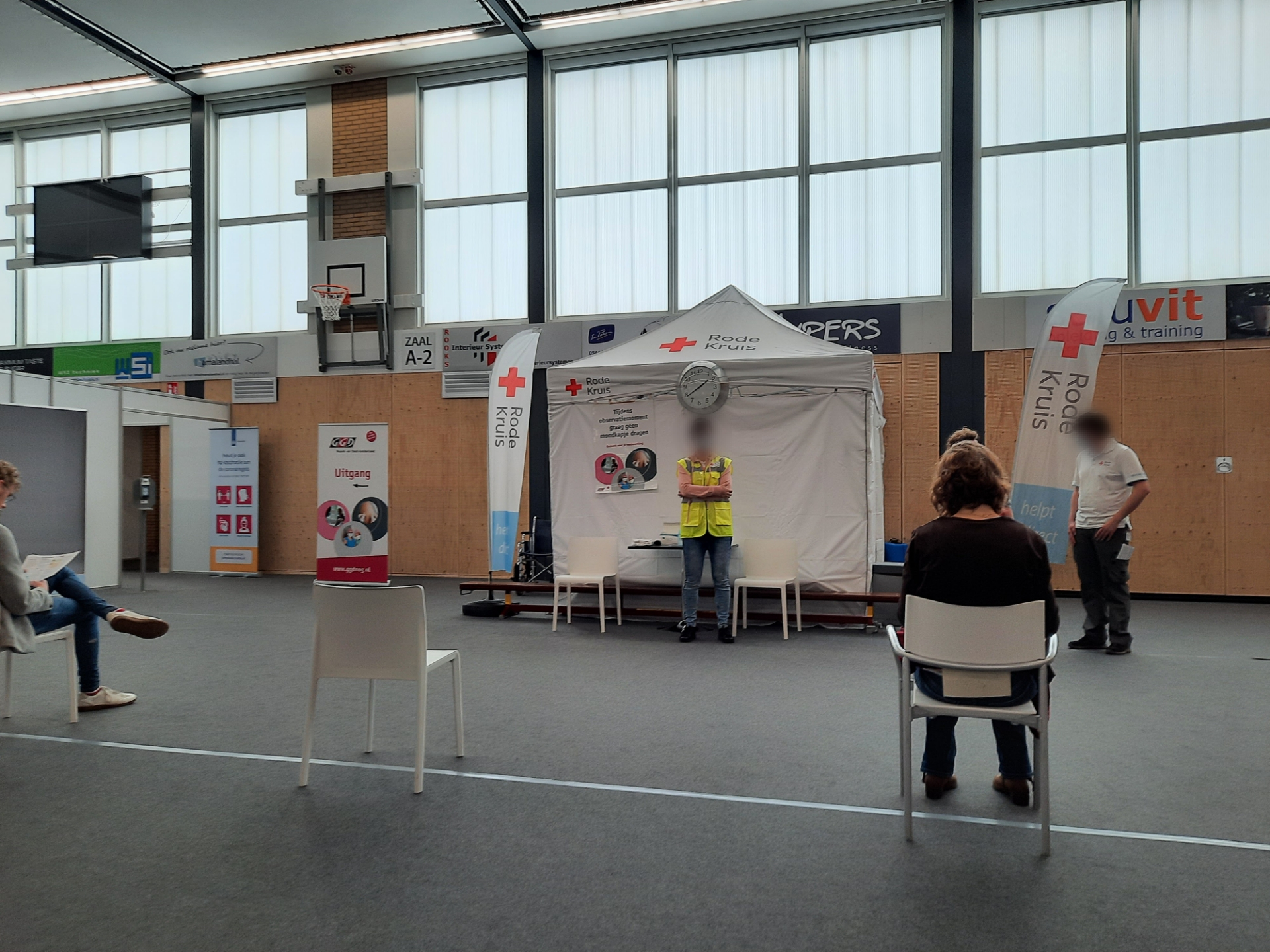
In januari wordt in Nederland gestart met het vaccineren. Na vaccinatie moet men ter observatie van bijwerkingen 15 of 30 minuten wachten.

Het vaccinatieprogramma in Nederland ging op 6 januari van start met de eerste inentingen. De eerste vaccinaties werden bestemd voor de circa 269.000 zorgmedewerkers van verpleeghuizen en kleinschalige woonvormen en de circa 30.000 medewerkers uit de directe COVID-zorg. In het laatste geval gaat het om een selecte groep verpleegkundigen en artsen op de intensive care, spoedeisende hulp, de COVID-afdeling en ambulancemedewerkers.
Op 12 januari werden de op 15 december ingestelde landelijke coronamaatregelen verlengd tot ten minste 9 februari. Een van de aanleidingen was de aanwezigheid van een COVID-19-mutatie, die voor het eerst in het Verenigd Koninkrijk was opgedoken, en als "de Britse variant" werd aangeduid. De officiële naam hiervan is VOC – 202012/01; ook werd de naam B117 gehanteerd. Een avondklok werd ingesteld, ingaand op 23 januari.
Naast het tonen van een negatieve uitslag van een moleculaire PCR-test dienden reizigers die per vliegtuig uit Ierland, Verenigd Koninkrijk en Zuid-Afrika in Nederland arriveren, vanaf 15 januari ook in het bezit te zijn van een negatieve uitslag van een sneltest die direct voor vertrek moest zijn afgenomen. Voor personen die per veerboot arriveerden, gold deze verplichting vanaf 19 januari. De negatieve uitslag van een extra sneltest gold niet als vervanging voor de na aankomst verplichte thuisquarantaine. Ook met een negatieve testuitslag diende iedereen nog tien dagen thuis te verblijven.

#### Februari 2021, scholen gaan weer open
Op 8 februari werd de avondklok verlengd tot 3 maart. Basisscholen konden weer opengaan. Op 22 februari 2021 werd de avondklok van een andere wettelijke basis voorzien. Het vaccinatieprogramma kwam in Nederland trager op gang dan in andere landen. Op 23 februari werd aangekondigd dat middelbare scholen en het middelbaar beroepsonderwijs vanaf 1 maart op minimaal een dag per week weer fysiek onderwijs konden geven.

#### Maart 2021, winkelen op afspraak
Op 8 maart zei minister De Jonge dat alle Nederlanders begin juli minstens eenmaal gevaccineerd zouden kunnen zijn. Op 11 maart waren vaccins van vier fabrikanten toegelaten, te weten AstraZeneca, Pfizer, Moderna en Janssen. Op 14 maart werd vaccinatie met het vaccin van AstraZeneca voor twee weken gestaakt omdat in zeldzame gevallen bijwerkingen optraden (trombose en trombocytopenie) bij gevaccineerden in Denemarken en Noorwegen. Op 23 maart werd de avondklok verlengd tot (ten minste) 20 april, maar werd het aanvangstijdstip vanaf 31 maart verschoven naar 22.00. Winkelen op afspraak (waarbij winkelbezoek mogelijk was na voorafgaande afspraak, gedurende een beperkt "tijdslot" en voor een beperkt aantal klanten) werd toegestaan. Het reisadvies voor het buitenland bleef tot half mei 2021 van kracht. Er werd een experiment aangekondigd met een pakketreis naar Rhodos waarbij de reizigers het resort niet zouden mogen verlaten, regelmatig getest zouden worden en na terugkeer in thuisquarantaine zouden moeten gaan. Op 14 maart 2021 besloot het kabinet om vaccinaties met het AstraZeneca-vaccin, (wederom) uit voorzorg, stop te zetten tot 28 maart 2021.

#### April 2021, enige versoepelingen

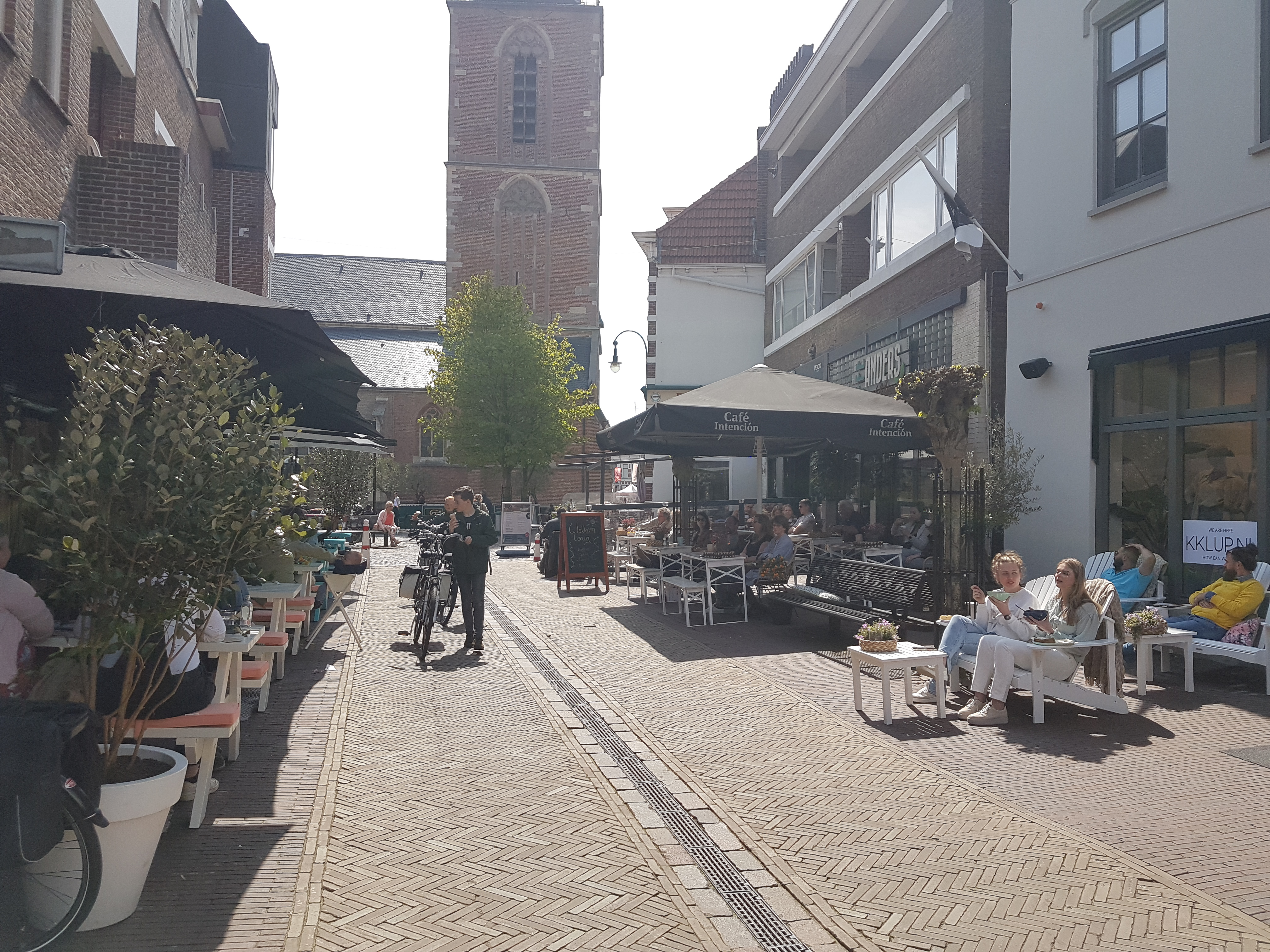
Vanaf 28 april 2021 mochten horeca-terrassen weer open, van 12.00 tot 18.00 uur, met maximaal twee personen aan een tafel.

Op 2 april werd het besluit verlengd om niet met vaccins van AstraZeneca te vaccineren. Op 3 april deden de burgemeesters van de vier grote steden (Amsterdam, Rotterdam, Utrecht en Den Haag) een oproep om de caféterrassen weer te openen, nadat gebleken was dat stadsparken bij mooi weer zeer druk bezocht werden (en grote hoeveelheden zwerfvuil werd achtergelaten). Op 6 april werden experimenten aangekondigd met het openstellen van onder meer dierentuinen en musea, waarbij een beperkt aantal bezoekers kon worden toegelaten die voorzien waren van een recent negatief testbewijs. Voorts werden fieldlab-evenementen aangekondigd: evenementen met 1000 tot 10.000 bezoekers. Doel hiervan was om inzicht te verkrijgen in het gedrag van de bezoekers, teneinde te kunnen beoordelen of dergelijke evenementen voldoende veilig konden worden georganiseerd. Op 7 april kondigde de Duitse regering aan, Nederland als "risicogebied" aan te merken. Reizen van Nederland naar Duitsland werd aan strenge voorwaarden onderworpen. Dit gold ook voor kortstondige bezoeken en voor woon-werkverkeer, waardoor ook personen in de grensregio's getroffen werden. In het algemeen was het verplicht om zich van tevoren aan te melden als binnenkomend in Duitsland en na binnenkomst in Duitsland 10 dagen in quarantaine te gaan. Op 8 april besloot het kabinet vaccinaties met het AstraZeneca-vaccin voort te zetten voor personen van zestig jaar en ouder; voor jongere personen zou een ander vaccin worden gebruikt. Op 13 april 2021 presenteerde het kabinet een "openingsplan" dat voor het tijdspad afhankelijk werd gesteld van het aantal besmettingen en het aantal ziekenhuisopnamen.
Op 14 april gaf minister De Jonge in een toelichting aan de Tweede Kamer aan dat voor het organiseren van toegangstesten voor fieldlab-evenementen door het kabinet een bedrag van 1,1 miljard euro is gereserveerd. Circa 900 miljoen voor de realisatie en exploitatie van de toegangstestlocaties - georganiseerd door Stichting Open Nederland, een stichting zonder Raad van Toezicht -, en circa 200 miljoen voor de kosten van antigeentesten en de opbouw van XL-straten waar de ademtest gebruikt wordt - uitbesteed aan de Baarnse sneltestaanbieder Lead Healthcare. Twintig sneltestbedrijven spanden hierom een kort aan tegen Stichting Open Nederland vanwege vermeende oneerlijke concurrentie. De controverse leidde tot Tweede Kamervragen.
Op 16 april zond het kabinet een wetsvoorstel voor een quarantaineplicht aan de Tweede Kamer: reizigers uit "zeer hoog risicogebieden" dienden, indien dit voorstel tot wet zou worden, bij terugkeer in Nederland in ieder geval vijf dagen in quarantaine te gaan tot zij een negatieve test konden overleggen. Zonder negatieve test zou de quarantaine tien dagen duren. Overtreding zou "in ieder geval" leiden tot een bestuurlijke boete van €435 of een last onder dwangsom, op te leggen door de burgemeester. Op 19 april 2021 besloot Paul Depla, burgemeester van Breda, geen vergunning te verlenen voor een fieldlab-evenement met 10.000 deelnemers, op grond van bezwaren van lokale horecaondernemers en vrees voor wanordelijkheden; een online petitie waarin werd opgeroepen het evenement geen doorgang te laten vinden werd volgens de organisatoren circa 370.000 keer ondertekend.
Op 20 april kondigde het kabinet versoepelingen per 28 april aan. De avondklok verviel op 28 april om 04.30 uur. Het advies voor thuisbezoek werd verruimd van een naar twee personen. Terrassen mochten van 12.00 tot 18.00 uur open zijn, voor maximaal vijftig personen, met maximaal twee personen aan één tafel (en 1,5 meter afstand), tenzij ze tot één gezin behoorden en exclusief kinderen tot en met twaalf jaar. Terrasbezoekers dienden bij aankomst hun contactgegevens achter te laten. Winkels mochten weer klanten ontvangen zonder voorafgaande afspraak. Het maximaal aantal bezoekers bij uitvaarten werd verdubbeld naar honderd. Het kabinet gaf aan daarmee een afweging te hebben gemaakt tussen de risico's voor de volksgezondheid en de economische belangen. Rutte zei dat de openingstijden voor de terrassen zo gekozen waren dat daarmee volgens het kabinet te langdurig terrasbezoek, met inbegrip van het nuttigen van bitterballen (en mogelijk andere snacks en avondmaaltijden), voorkomen werd.
Een Fieldlab-experiment in de Efteling werd geannuleerd nadat het aantal deelnemers te gering bleek. Op 25 april stelde het kabinet een verbod in voor passagiersvluchten vanuit India, met ingang van 26 april 18.00 tot in elk geval 1 mei 00.01, vanwege het sterk toegenomen aantal besmettingen in India.
Op Koningsdag, 27 april, werden in diverse steden parken ontruimd nadat de drukte zodanig was dat de anderhalvemeterregel niet (tot in het geheel niet) in acht werd genomen. Dit was onder meer het geval in Amsterdam, Breda, Tilburg, Haarlem, Groningen en Utrecht.
Op 30 april verlengde het kabinet het vliegverbod voor passagiersvluchten vanuit India, Zuid-Afrika en Zuid-Amerika tot 15 mei dat jaar.

#### Mei 2021, meer versoepelingen
Op 3 mei adviseerde het OMT om pas over te gaan tot verdere versoepelingen als er een afname zou zijn van ten minste 20% over het lopende 7-daagsgemiddelde van nieuwe ziekenhuis- en ic-opnamen. Op 11 mei besloot het kabinet dat vanaf 15 mei reizen naar landen met een laag besmettingsniveau (met kleurcode groen of geel in het reisadvies van het ministerie van Buitenlandse Zaken) weer mogelijk zijn. De reismogelijkheden vanuit Nederland zijn zeer sterk afhankelijk van het reisbeleid in andere landen. Nederland is in mei een van de meest besmette landen in Europa. Omgekeerd legt Nederland reizigers uit diverse landen met gunstige coronacijfers geen inreisbeperkingen op (testverplichting en/of quarantaine). Voorbeelden: Finland (vanaf 8 mei), Portugal (vanaf 11 mei), IJsland (vanaf 12 mei). Op 22 mei besloot het kabinet dat middelbare scholen vanaf 31 mei weer volledig open mochten; vanaf 7 juni moesten zij open zijn. Leerlingen hoefden onderling geen afstand te houden, maar dienden wel afstand te houden tot onderwijspersoneel. Bij de persconferentie van 28 mei werd aangekondigd dat de voorgenomen versoepelingen van stap 3 van het openingsplan op 5 juni konden worden ingevoerd. Hiertoe behoorden onder meer: de grootte van thuisbezoek ging van 2 naar 4 personen; winkels konden de normale openingstijden aanhouden; horeca mocht open van 06.00 tot 22.00 uur; musea, bioscopen en theaters mochten open, evenals sauna's; sporten in groepsverband werd toegestaan. Hierbij golden wel regels ten aanzien van het aantal personen, en waren reserveringen en een gezondheidscheck verplicht. Op 31 mei werd het vliegverbod op landen met een zeer hoog Covid-19-risico opgeheven. Hiervoor in de plaats kwam een quarantaineplicht van 10 dagen (bij een negatieve test na 5 dagen te verkorten tot 5 dagen), en een negatieve PCR-test, niet ouder dan 72 uur voor vertrek naar Nederland, dan wel de combinatie van een negatieve PCR-test, niet korter dan 72 uur voor aankomst in Nederland en een negatieve sneltest, niet ouder dan 24 uur voor vertrek naar Nederland.

#### Juni 2021, met negatieve test naar evenementen

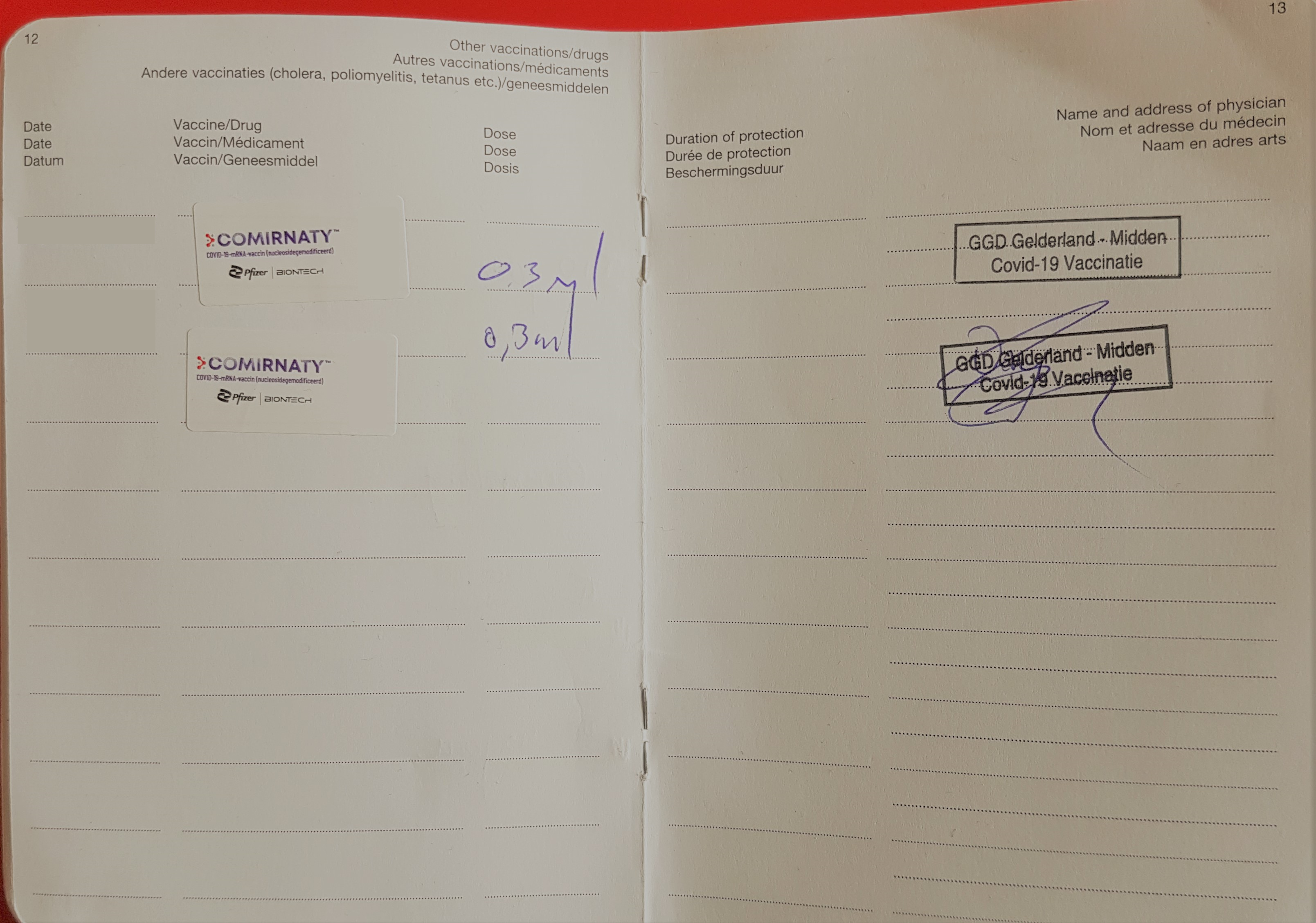
Een Nederlands ICVP ('vaccinatieboekje') met bewijs van vaccinatie tegen COVID-19 (BioNTech/Pfizer-vaccin)

Op 11 juni besloot het kabinet dat vanaf 30 juni evenementen georganiseerd konden worden met 100% bezoekerscapaciteit, onder voorwaarden: bezoekers dienden zich vooraf te laten testen (maximaal 40 uur voorafgaand aan het evenement), of in het bezit te zijn van een vaccinatie- of herstelbewijs. Vanaf 29 juli worden evenementen van maximaal 24 uur toegestaan, met een maximum van 25.000 bezoekers (met dezelfde voorwaarden). Op 11 juni 2021 werd met ingang van 15 juni de quarantaineplicht uitgebreid voor reizigers komende uit het Verenigd Koninkrijk, Bangladesh, Pakistan, Myanmar en Nepal, in verband met de "deltavariant" van het Coronavirus. Deze reizigers dienden bovendien te beschikken over een negatieve PCR-test en een negatieve sneltest. Op 18 juni werden met ingang van 26 juni verdere versoepelingen aangekondigd. De beperkingen op thuisbezoek en groepsvorming vervielen. De mondkapjesplicht verviel, tenzij de anderhalvemeterregel niet in acht zou kunnen worden genomen, zoals in het openbaar vervoer en in het voortgezet onderwijs. Het advies omtrent het thuiswerken werd versoepeld. Horeca en evenementen konden open zijn zonder beperkte openingstijden, doch met inachtneming van de anderhalvemeterregel. Met een vaccinatie- of herstelbewijs kon deze restrictie vervallen. Amateursportwedstrijden waren toegestaan, doch het publiek moest de anderhalvemeterregel in acht nemen. Alcohol kon ook na 22.00 uur verkocht worden. Het zang-, schreeuw- en blaasinstrumentenadvies verviel. Reizigers naar het buitenland konden zich in juli en augustus gratis laten testen.

#### Juli 2021, dramatische stijging aantal besmettingen

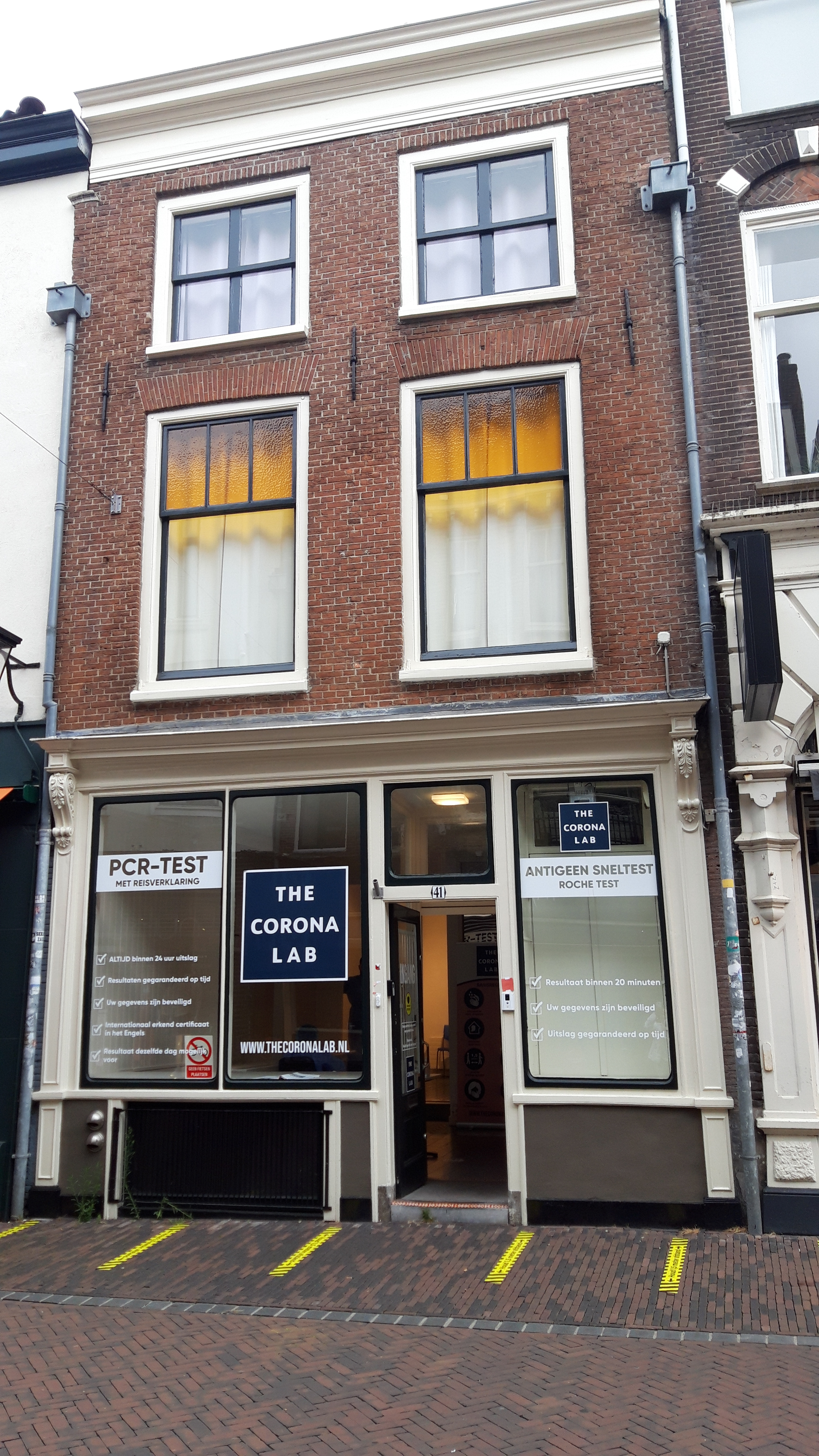
Een commerciële coronatestfaciliteit in de Zadelstraat in Utrecht, juli 2021

In juli werd na een drastische stijging van het aantal nieuwe besmettingen erkend dat de gevolgen van het versoepelen van de maatregelen waren onderschat. Het openstellen van het nachtleven had sinds eind juni tot een groot aantal superspreading events geleid. Het RIVM telde tussen 6 en 13 juli 137 clusters van tien of meer besmettingen en 63 clusters van meer dan twintig besmettingen. Een meerdaags festival in Utrecht zou tot 301 gerelateerde coronagevallen hebben geleid. Op de eerste dag werden 178 mensen besmet, op de tweede 123. In totaal waren er zeven clusters van meer dan twintig besmettingen die aan een festival of evenement gekoppeld konden worden. Vijfenveertig superspreading events werden van 5 tot 11 juli gelinkt aan horecazaken. Het aantal besmettingen varieerde van 22 tot 152 besmettingen per cluster. Ook telde het RIVM tien clusters die waren voortgekomen uit feestjes bij studentenverenigingen. Het ging om maximaal 57 gevallen per cluster. Daarbij gaat het om grote bijeenkomsten met soms wel 500 tot 600 studenten, stelt het RIVM. Eén cluster van 36 besmettingen kon gerelateerd worden aan een reis.
Met name 'Dansen met Janssen', de aanname dat het verantwoord was om mensen direct na een injectie met het Janssen-vaccin in het nachtleven toe te laten, bleek achteraf niet verstandig. Het vaccin heeft tijd nodig om het immuunsysteem te stimuleren en bijkomend verdrong de meer besmettelijke deltavariant de oudere virusvarianten. Het kabinet besloot op 9 juli tot het deels terugdraaien van de versoepelingen voor de horeca die op 26 juni waren ingegaan. Nederland kleurde rood op het Europese risicolandenkaart en veel landen namen beperkende maatregelen voor reizigers uit Nederland.
Vanaf de piek van 16 juli daalde het aantal gemeten besmettingen en op 24 juli was het aantal besmettingen meer dan gehalveerd. Die piek in de COVID-ziekenhuisbezetting (zonder ic) is omstreeks 2 augustus. Initieel waren de ziekenhuisopnamen voor jongere leeftijdscategorieën relatief hoog, in lijn met de vele infecties bij jongeren, maar na verloop van tijd waren de meeste nieuwe infecties weer meer in de hogere leeftijdscategorieën. Hiervoor werden de ziekenhuisbedden weer door meer ouderen bezet. In de week van 26 juli - 1 augustus waren de meeste opnamen voor 90+ patiënten (184,9 opnamen per 1.000.000)
Op 14 juli nam de Tweede Kamer  een motie aan:
constaterende dat aerogene transmissie, besmetting via de adem, de belangrijkste besmettingsroute van corona is;
verzoekt de regering, per ommegaande van ventilatie topprioriteit te maken en de juiste ventilatie te verlangen in de horeca, scholen, bedrijven en winkels, en goede adviezen te geven voor ventilatie thuis,
Dit volgende op een eveneens aangenomen motie van 24 juni, om "het belang van ventilatie tegen virusverspreiding actief onder de aandacht te brengen". Op dezelfde dag, 14 juli gaf premier Rutte aan dat voortaan ventileren als vierde basismaatregel opgenomen zou worden.
Op 26 juli besloot het kabinet het verbod op meerdaagse evenementen (met een of meer overnachtingen) tot 1 september te verlengen; op 13 augustus zou een besluit worden genomen omtrent de periode daarna. Eind juli bleek dat de overgang van de Drank- en Horecawet naar de Alcoholwet (per 1 juli) tot gevolg had dat de ventilatie-eisen voor horecagelegenheden per die datum versoepeld waren, daar de inrichtingseisen voor horecagelegenheden per die datum slechts hoefden te voldoen aan de (lagere) eisen die in het Bouwbesluit gesteld waren. (De oude wetgeving stelde de eis dat de lucht iedere 10 minuten moest worden ververst; in de per 1 juli geldende regelgeving was dit ieder uur.) Dit leidde tot kritiek van onder meer brancheorganisatie KHN.
Op 30 juli publiceerde Trouw een overzicht van hoe ventileren in Nederland langzamerhand serieus genomen werd als maatregel tegen corona. Internationaal komt ventileren op de kaart in april 2020 wanneer 39 wetenschappers zich tot de WHO richten; in Nederland publiceert Maurice de Hond zijn eerste blog over het onderwerp op 2 april 2020, terwijl ook hoogleraar Philomena Bluyssen (TU Delft) aandacht voor ventilatie vraagt. Pas in juli 2020 noemde het RIVM ventileren voor het eerst, waarbij benadrukt werd dat de normale eisen voor ventileren (in het Bouwbesluit) voldoen en dat extra ventileren gevaarlijk is. In september 2020 voegde Duitsland ventileren toe aan de basismaatregelen. Begin oktober 2020 stelde het kabinet een regeling in (per 1 januari), waarbij het Rijk één derde bijdroeg aan verbetering van ventilatie in scholen; de regeling was succesvol in de zin dat het volledige ter beschikking bestelde gedrag benut werd, maar minder geslaagd in de zin dat veel scholen niet konden meedoen omdat de overige twee derde niet te bekostigen was. Verder waren veel scholen er zo slecht aan toe dat elke poging tot verbetering (bestuurlijk) kansloos was. Ook in oktober 2020 accepteerde de WHO verspreiding door de lucht als weg tot besmetting. In november 2020 presenteerde de Britse overheid een filmpje over het belang van ventileren. In mei publiceerde The Lancet een commentaar dat verspreiding door superspreading events, via aerosolen, mogelijk de motor van de pandemie was. Ook in mei erkende de website van het RIVM voor het eerst dat besmetting via aerosolen mogelijk was. Met de motie van 14 juli telde verspreiding via de lucht ook in Nederland serieus mee; er werd nu gekeken naar België, waar men al eerder maatregelen in die richting genomen had. 
Op 30 juli werd het Moderna-vaccin toegelaten voor jongeren van 12 tot en met 17 jaar.

#### Augustus 2021, ventilatie op scholen
Op 2 augustus verlengde het kabinet het verbod op eendaagse evenementen zonder vaste zitplaats tot 1 september. Kleinschalige evenementen zonder vaste zitplaats met maximaal 750 bezoekers waren vanaf 14 augustus, onder voorwaarden, toegestaan; dit gold ook voor evenementen buiten met een vaste zitplaats, eveneens onder voorwaarden.
Op 9 augustus 2021 besloot het kabinet om alle Nederlandse huishoudens kosteloos 2 zelftesten ter beschikking te stellen. Op 13 augustus besloot het kabinet de 1,5 meter-norm vanaf 30 augustus (het begin van het studiejaar) los te laten in het middelbaar beroepsonderwijs, hogescholen en universiteiten, met wel de voorwaarde van een maximale groepsgrootte van 75 personen en het gebruik van mondkapjes buiten de les- of collegezalen. Alle overige maatregelen werden verlengd tot en met 19 september. Het kabinet nam zich voor op 17 september te besluiten over verdere versoepelingen.
Op 28 augustus publiceerde de Volkskrant een onderzoek naar ventilatie op scholen. Uit eigen onderzoek bleek dat, mits ramen en deuren open staan, op lagere scholen het CO2 gehalte laag bleef (onder de 700 ppm), maar dat op middelbare scholen het CO2 gehalte maar net onder het toegestane maximum blijft (van 1.200 ppm), met pieken erboven. Het open zetten van ramen en deuren had uiteraard ook zijn nadelen, vooral in de winter en bij vervuilingsbronnen. In 2020 had het Landelijk Coördinatieteam Ventilatie op Scholen al een inventarisatie uitgevoerd: hierbij was gebleken dat een kleine veertig procent van de scholen hun ventilatie op orde heeft, van ruim tien procent was de ventilatie beslist niet op orde en van de helft van de scholen bleef de toestand onbekend. Er bestond al sinds 2005 een project Frisse Scholen (onder meer omdat "de kans op het overdragen van een infectieziekte groter [is] naarmate de ventilatie lager is"). Geschat werd dat om het binnenklimaat in scholen op orde te brengen, er de komende dertig jaar lang minimaal 700 miljoen euro per jaar extra bij zou moeten.

#### September 2021, einde 1,5 meter-regel
Op 14 september besloot het kabinet de 1,5 meter-afstandsmaatregel per 25 september in te trekken. Per diezelfde datum verviel de maximale groepsgrootte van 75 personen in het mbo en hoger onderwijs. In het primair onderwijs en de kinderopvang verviel (eveneens op 25 september) de verplichting om bij een enkele besmetting de hele klas of groep in quarantaine te plaatsen. In het openbaar vervoer verviel de verplichting tot het dragen van een mondkapje op stations en perrons. Per 25 september werd een coronatoegangsbewijs verplicht in de horeca (behalve afhaalrestaurants), bij evenementen en bij vertoning van kunst en cultuur, vanaf de leeftijd van 13 jaar. Vanaf 14 jaar diende het coronatoegangsbewijs samen met het identiteitsbewijs te worden gecontroleerd. De sluiting van de horeca tussen 00.00 en 06.00 bleef van kracht. Op 22 september maakten het kabinet en het Veiligheidsberaad afspraken over de naleving van de toegangsmaatregelen voor de horeca:
- De primaire verantwoordelijkheid berustte bij de bezoekers en de ondernemers.
- De lokale driehoek zou zich primair op de in haar ogen meest riskante locaties concentreren.
- Bij herhaalde of opzettelijke niet-naleving van de controleplicht door de ondernemer zou tot daadwerkelijk ingrijpen over worden gegaan. Dit kon de vorm aannemen van een waarschuwing, een last onder dwangsom of sluiting.[277]

#### Oktober 2021, rechtszaken over coronatoegangsbewijs
In oktober werden diverse rechtszaken gevoerd over het coronatoegangsbewijs; deze werden door de eisers verloren. Zie hiervoor Coronatoegangsbewijs (Nederland)#Juridische verwikkelingen. 

#### November 2021, omikronvariant gedetecteerd in Zuid-Afrika
Op 2 november kondigde het kabinet, naar aanleiding van het snel gestegen aantal besmettingen, nieuwe maatregelen af die deels een terugkeer naar een vroeger regime betekenden.
- De mondkapjesplicht werd met ingang van 6 november weer ingevoerd voor openbare binnenruimtes, winkels, bibliotheken en pretparken, stations en perrons en tram- en bushaltes, op luchthavens en in vliegtuigen, bij verplaatsingen in mbo- en hbo-onderwijs en universiteiten, en bij uitvoering van contactberoepen waar nodig (zowel voor klant als voor dienstverlener)
- Het coronatoegangsbewijs werd in een groter aantal situaties verplicht. Dit betrof eet- en drinkgelegenheden (ook terrassen), casino's, culturele locaties, doorstroomevenementen, evenementen met en zonder vaste zitplaats, zakelijke evenementen, publiek bij sportwedstrijden, georganiseerd sporten vanaf 18 jaar, georganiseerde beoefening van kunst en cultuur vanaf 18 jaar.
- Voor personen van 80 jaar ouder en zorgmedewerkers met direct patiëntencontact werd vanaf december een aanvullende vaccinatie ("booster shot") beschikbaar gesteld.

Ook werden de basisregels (waaronder testen bij klachten, thuisblijven bij een positieve test, en de 1,5 meter afstand) onder de aandacht gebracht.
Voorts werd medegedeeld dat wetgeving werd voorbereid om werkgevers in staat te stellen werknemers om een coronatoegangsbewijs te vragen. Reeds op 13 november zou het effect van de op 2 november aangekondigde maatregelen besproken worden.
Op 8 november besloten de burgemeesters van Maastricht, Brunssum, Heerlen en Kerkrade de festiviteiten rond de opening van het carnavalsseizoen, gepland voor 11 november, te schrappen. Aanleiding vormde de opnamestop van coronapatiënten in de ziekenhuizen in Heerlen en Sittard. Op 11 november werden 16.364 nieuwe positieve tests gemeld, het hoogste aantal sinds het begin van de pandemie.
Op 12 november werd door het kabinet een verdere verscherping van de maatregelen aangekondigd, die een dag later om 18.00 uur inging, en ten minste zou duren tot 4 december dat jaar.
- Waar geen coronatoegangsbewijs verplicht was diende 1,5 meter afstand te worden gehouden.
- Wanneer er geen coronatoegangsbewijs verplicht was gold een mondkapjesplicht.
- Niet-essentiële winkels en dienstverlening dienden om 18.00 uur te sluiten; horeca en essentiële winkels als supermarkten dienden om 20.00 uur te sluiten.
- In horeca was een coronatoegangsbewijs en een vaste zitplaats verplicht.
- Bij evenementen gold een maximum van 1.250 personen per ruimte, een coronatoegangsbewijs, een vaste zitplaats en een sluitingstijd van 18.00 uur.
- Bij sport (zowel beroeps- als amateursport) was geen publiek toegestaan.
- Het advies om thuis te werken werd aangescherpt tot ‘Werk thuis, tenzij het echt niet anders kan’.
- Bij het constateren van besmetting diende de besmette persoon in isolatie te gaan, en de huisgenoten (gevaccineerd en ongevaccineerd) in quarantaine. (Deze maatregel ging in op 15 november.)
- Voor MBO, HBO en universiteiten gold een maximale groepsgrootte van 75 personen (exclusief personeel) per zelfstandige ruimte; deze eis gold niet voor ruimten gebruikt voor tentamens en examens.)[281]

De op 2 november aangekondigde regelgeving werd uitgebreid. Voor een aantal kwetsbare groepen zou een derde vaccinatie ("boosterprik") eerder dan eerst beoogd ter beschikking worden gesteld. Vervolgens zou die beschikbaar komen voor 80- tot 60-jarigen, en daarna voor de lagere leeftijdscategorieën.
Horeca-ondernemers in Breda bleken hun gelegenheden op 13 november ook na 20.00 uur geopend te houden.
Op 18 november werden die eerste "boosterprikken" gezet. Oorspronkelijk was het de bedoeling dat deze campagne zou starten op 6 december.
Op 19 november kondigde het kabinet een verbod af op de verkoop en het afsteken van consumentenvuurwerk gedurende de jaarwisseling 2021/2022, teneinde de zorg te ontlasten. Of professionele vuurwerkshows konden doorgaan werd overgelaten aan de gemeenten. Licht vuurwerk, zoals sterretjes, trektouwtjes en sierfonteintjes, mocht wel verkocht worden en afgestoken.
Op 23 november stelde het kabinet de 1,5 meter afstand verplicht met ingang van 24 november 2021; tot die datum was dit een dringend advies. In een aantal situaties was deze verplichting niet van toepassing.
Op 26 november kondigde het kabinet wederom nieuwe en verscherpte maatregelen aan, die op 28 november 05.00 uur in zouden gaan en ten minste tot 19 december zouden gelden.
- Bijna alle locaties dienden te sluiten tussen 17.00 en 05.00 uur. Hieronder vielen onder anderen de horeca, niet-essentiële winkels en dienstverlening, amateursport, bioscopen, theaters, dierentuinen en pretparken. Essentiële winkels mogen tot 20.00 uur open blijven. Essentiële dienstverlening hield de reguliere openingstijden.
- De 1,5 meter afstand en mondkapjes werden ook verplicht in gelegenheden waar een coronatoegangsbewijs verplicht was. Zodoende werd het maximumaantal bezoekers op die locaties verkleind.
- Het reisadvies werd: blijf zoveel mogelijk thuis.
- Het thuiswerkadvies werd: werk thuis. Kan dat niet: houd op het werk altijd 1,5 meter afstand.
- Het onderwijs bleef open, maar mondkapjes werden vanaf groep 6 op de basisschool, en in het middelbaar onderwijs weer verplicht. Geadviseerd werd aan leerlingen en leraren om 2 keer per week een zelftest te doen, en scholen werd gevraagd looproutes aan te brengen en klassen zoveel mogelijk te scheiden.
- Het advies om een zelftest voorafgaand aan een bezoek te doen gold.
- Het advies werd om naast maximaal 4 personen thuis te ontvangen maximaal bij 1 ander huishouden op bezoek te gaan.

Eind november 2021 bleek een nieuwe corona-variant te bestaan, aangeduid als B.1.1.529 of als omikron. Deze variant werd voor het eerst gesignaleerd in Zuid-Afrika. Deskundigen achtten dit een "verontrustende variant". De Nederlandse regering stelde met ingang van 26 november 12.00 uur tot 25 december middernacht een vliegverbod in voor inkomende vluchten vanuit Zuid-Afrika, Lesotho, Eswatini, Botswana, Namibië en Zimbabwe (later aangevuld met Mozambique). Dit verbod gold niet voor passagiers met een Nederlands paspoort en uit EU- en Schengenlanden die op doorreis waren naar het land waar ze woonden. Reizigers naar Nederland dienden een negatieve PCR-testuitslag van maximaal 24 uur oud te kunnen tonen en dienden na aankomst in quarantaine te gaan, voor een periode van tien dagen, na een negatieve testuitslag bij de GGD vijf dagen. Op 3 december werd dit verlengd tot en met 15 december.
Op 29 november deed de voorzieningenrechter in de Rechtbank Den Haag uitspraak in een kort geding waarin intrekking van de handelsvergunningen van de fabrikanten van de corona-vaccins werd gevorderd, alsmede gevorderd werd dat de Gezondheidsraad c.q. haar leden adviezen zouden intrekken respectievelijk hun steun aan deze adviezen zouden intrekken. Al deze vorderingen werden afgewezen. )Bij arrest van 19 april 2022 werd het hoger beroep tegen dit vonnis afgewezen.)

#### December 2021, harde lockdown
De Nederlandse bisschoppen van de Rooms-Katholieke Kerk namen op 1 december het besluit om vooralsnog geen publieke vieringen in rooms-katholieke kerken te laten plaatsvinden tussen 17.00 en 05.00 uur. Avondvieringen werden dusdanig vervroegd dat ze om 17.00 uur geëindigd zijn. De regeling gold ook voor Kerstmis.
Vanaf 6 december ontvingen alle basisscholen en scholen voor speciaal basisonderwijs een eerste voorraad zelftesten voor hun leerlingen in groep 6, 7 en 8.  Hiermee konden de scholieren twee keer per week thuis een zelftest doen. De eerste levering bestond uit 2,4 miljoen zelftesten, voldoende voor twee testen per week gedurende twee weken. Vooraf aan de kerstvakantie was er nog een levering die genoeg voorraad gaf tot en met enkele weken na de kerstvakantie. Scholen hoefden hiervoor niet te betalen.
Op 2 december adviseerde de minister van VWS om bij corona-gerelateerde klachten een zelftest te doen, en bij een positieve uitslag de volgende dag nog een keer. Bij verergering van de klachten, inclusief reuk- en smaakverlies, diende men zich tot de GGD te wenden. Tot dan toe was het advies om bij corona-gerelateerde klachten direct een test door de GGD te laten doen.
Op 3 december schreef minister De Jonge aan de Tweede Kamer dat nog vóór de jaarwisseling alle ruim drie miljoen 60-plussers en zorgmedewerkers met patiëntencontact een boosterprik konden krijgen, mits in de zevende maand na de laatste vaccinatie of recente coronabesmetting. De teller stond eind van die week op al 700.000 prikken. Tevens werd meegedeeld dat vanaf januari iedereen, eveneens in de zevende maand na vaccinatie of besmetting, een boostervaccinatie mocht halen. Er werd uitgenodigd van oud naar jong. Als booster werd een mRNA-vaccin aangeboden: BioNTech/Pfizer of Moderna. Er kon niet gekozen worden. 
De Gezondheidsraad adviseerde op 3 december om kinderen van vijf tot en met elf jaar met onderliggende aandoeningen een coronavaccinatie aan te bieden. Op 8 december volgde het kabinet dit advies. Het ging om kinderen met bepaalde ziektes zoals ernstige astma, chronische longaandoeningen of aangeboren hartafwijkingen. Deze kinderen hebben een hogere kans om door een coronabesmetting in het ziekenhuis terecht te komen. De vaccinatie met een aangepaste dosering van het Pfizer-vaccin kon vanaf 20 december bij de GGD van start gaan op uitnodiging van de kinderarts.
Kroonprinses Amalia hield op 11 december een feest ter gelegenheid van haar achttiende verjaardag, waarbij beduidend meer mensen aanwezig waren dan door de regering in het algemeen dringend was geadviseerd. De festiviteiten vonden volgens Rutte plaats in het besloten park behorende bij Paleis Huis ten Bosch, de officiële residentie van het koningsgezin. Rutte verklaarde dat 21 gasten waren uitgenodigd, terwijl het advies was om niet meer dan vier mensen thuis te ontvangen. Alle gasten was gevraagd vooraf een coronatest af te nemen. Allen waren volgens Rutte gevaccineerd. Ook was volgens hem het uitgangspunt dat gepaste afstand in acht werd genomen. De familie verkeerde naar zijn zeggen in de overtuiging met deze bijeenkomst buiten en met de genomen voorzorgsmaatregelen op een verantwoorde manier met de corona-adviezen om te gaan. De koning liet Rutte weten dat het bij nader inzien niet goed was om dit zo te organiseren. In een brief aan de Tweede Kamer schreef Rutte daarover: "Ik vind dat een verstandige reactie."
Basisscholen en scholen voor speciaal basisonderwijs, alsmede de buitenschoolse kinderopvang, sloten vanaf 20 december tot na de gebruikelijke twee weken durende kerstvakantie. De kinderen kregen daarmee vijf dagen extra kerstvakantie. Voor noodopvang van kwetsbare kinderen en kinderen van ouders met een cruciaal beroep bleven de scholen wel open. De scholen hoefden tot de kerst geen afstandsonderwijs te geven. Het kabinet besloot op 14 december hiertoe op advies van het OMT, doordat er grote zorgen waren over de opkomst van de omikronvariant, die zich snel verspreidt. Omdat de kerstvakantie dit jaar direct met de kerstdagen begon, zouden kinderen onbewust hun oudere familieleden kunnen besmetten met een volgens het OMT te hoge druk op de zorg tot gevolg.
Vanaf 14 december kunnen mensen die twijfelen om zich te laten vaccineren voor informatie terecht op de speciaal daarvoor door de rijksoverheid gelanceerde website www.overvaccineren.nl. Uit onderzoek van het RIVM bleek dat het grootste deel van de mensen dat nog geen vaccin heeft gehaald, dat doet vanwege twijfels. Slechts een klein deel zou om principiële redenen een vaccinatie weigeren. Met de site wil de regering die twijfels over bijvoorbeeld langetermijneffecten, vruchtbaarheid of de ontwikkeling van de vaccins proberen weg te nemen.
Eveneens op 14 december wees het Gerechtshof Den Haag arrest in twee gedingen omtrent de mondkapjesplicht. De vorderingen van appellanten, strekkende tot onverbindend verklaren van de mondkapjesplicht (in het algemeen respectievelijk in het onderwijs) werden afgewezen.
Half december werd de periode tussen de laatste vaccinatie en de booster verkort van zes naar drie maanden. Personen die na de laatste vaccinatie positief getest waren op corona, konden drie maanden na deze positieve testuitslag een boostervaccinatie krijgen. De reden voor deze aanpassing was dat de omikronvariant aan een snelle opmars bezig was. Op advies van de Gezondheidsraad werd gestart met mensen geboren in 1961 of eerder, bewoners in instellingen en mensen met het downsyndroom. Ook zorgmedewerkers konden eerder een boostervaccinatie krijgen. Dit om te voorkomen dat zij ziek worden en de druk op de zorg toeneemt.  
Op 18 december werd wederom een harde lockdown afgekondigd, nadat de omikronvariant zich sneller dan verwacht in Nederland bleek te verspreiden en al eind december in Nederland dominant zou worden. Een overlast op de ic's werd daarmee reëler. Met de harde lockdown wilde het kabinet de verspreiding van de omikronvariant op korte termijn vertragen om de zorg toegankelijk te houden voor iedereen.
De harde lockdown ging zondag 19 december om 5.00 uur in en zou in elk geval tot en met vrijdag 14 januari 2022 duren. Dringend werd geadviseerd dat men thuis niet meer dan twee personen vanaf dertien jaar per dag ging ontvangen, met uitzondering van kerstavond, eerste en tweede kerstdag en tijdens de jaarwisseling. Dan mochten maximaal vier personen vanaf dertien jaar per dag worden uitgenodigd. Eenieder werd aangeraden niet meer dan een keer per dag bij iemand op bezoek te gaan. Buiten ging een maximum groepsgrootte gelden van twee personen vanaf dertien jaar. Mensen die op eenzelfde adres woonden werden hiervan uitgezonderd. Op kerstavond, eerste en tweede kerstdag en tijdens de jaarwisseling ging de maximum groepsgrootte buiten omhoog naar maximaal vier personen. Het onderwijs en de buitenschoolse opvang werden fysiek gesloten tot en met in elk geval 9 januari, met enkele uitzonderingen. Alle horeca werd gesloten. Bestellen en afhalen bleef mogelijk. Ook alle niet-essentiële winkels gingen dicht. Bestellen, afhalen en retourneren bleef ook hier mogelijk. Essentiële winkels, zoals supermarkten en drogisterijen, mochten openblijven tot 20.00 uur. Hier bleef een mondkapjesplicht en een maximum van één bezoeker per 5 m². Dienstverlenende bedrijven zoals tankstations, apotheken, bibliotheken, rijscholen, de notaris- en advocatenkantoren mochten openblijven. Alle niet-medische contactberoepen, zoals kappers en schoonheidsspecialisten, gingen dicht. Bioscopen, musea, theaters en concertzalen werden gesloten, evenals alle binnensportlocaties (zwemlessen uitgezonderd). Buitensportlocaties bleven tussen 05.00 en 17.00 uur open voor alle leeftijden. Voor volwassenen vanaf achttien jaar werd buiten sporten toegestaan met maximaal twee personen op 1,5 meter afstand. Kinderen en jongeren tot en met zeventien jaar mochten buiten sporten en onderlinge wedstrijden spelen op de eigen club. Er ging een evenementenverbod gelden. Uitvaarten met maximaal honderd gasten, weekmarkten en professionele sportwedstrijden zonder publiek, werden uitgezonderd. Kerstmarkten werden niet toegestaan. Alle andere al genomen maatregelen bleven van kracht. Nederland was het enige land in Europa waar zo'n lockdown werd ingesteld. De Belgische viroloog Marc Van Ranst (op 11 jan 2022) schatte dat deze lockdown politiek gemotiveerd was: het instellen van een lockdown door het oude, demissionaire kabinet stelt het nieuwe, missionaire kabinet in de gelegenheid zich populair te maken door de lockdown weer op te heffen.
Testlaboratorium Royal GD in Deventer bleek fouten te hebben gemaakt bij de afwikkeling van 930 PCR-testen en tien PCR-platen. Alle betrokkenen kregen de uitslag van iemand anders doorgebeld. In elk geval 273 personen kregen een verkeerde uitslag aangereikt. 140 mensen kregen te horen dat ze negatief waren getest, terwijl ze in werkelijkheid positief waren getest. Aan 133 mensen werd verteld dat ze COVID-19 onder de leden hadden, terwijl ze in werkelijkheid negatief waren getest. Alle anderen kregen eveneens de uitslag van iemand anders doorgebeld, maar omdat in deze groep iedereen negatief was getest, veranderde dat niets aan de doorgegeven diagnose. De PCR-testen waren afgenomen op 1-3 december bij inwoners uit Friesland en Drenthe. De fout kwam op 17 december bij een steekproef aan het licht. Oorzaak van de gemaakte fout was menselijk handelen. Na een uitvoerige controle werden degenen die een verkeerde uitslag hadden ontvangen op 20 december door de GGD Fryslân geïnformeerd.

### 2022

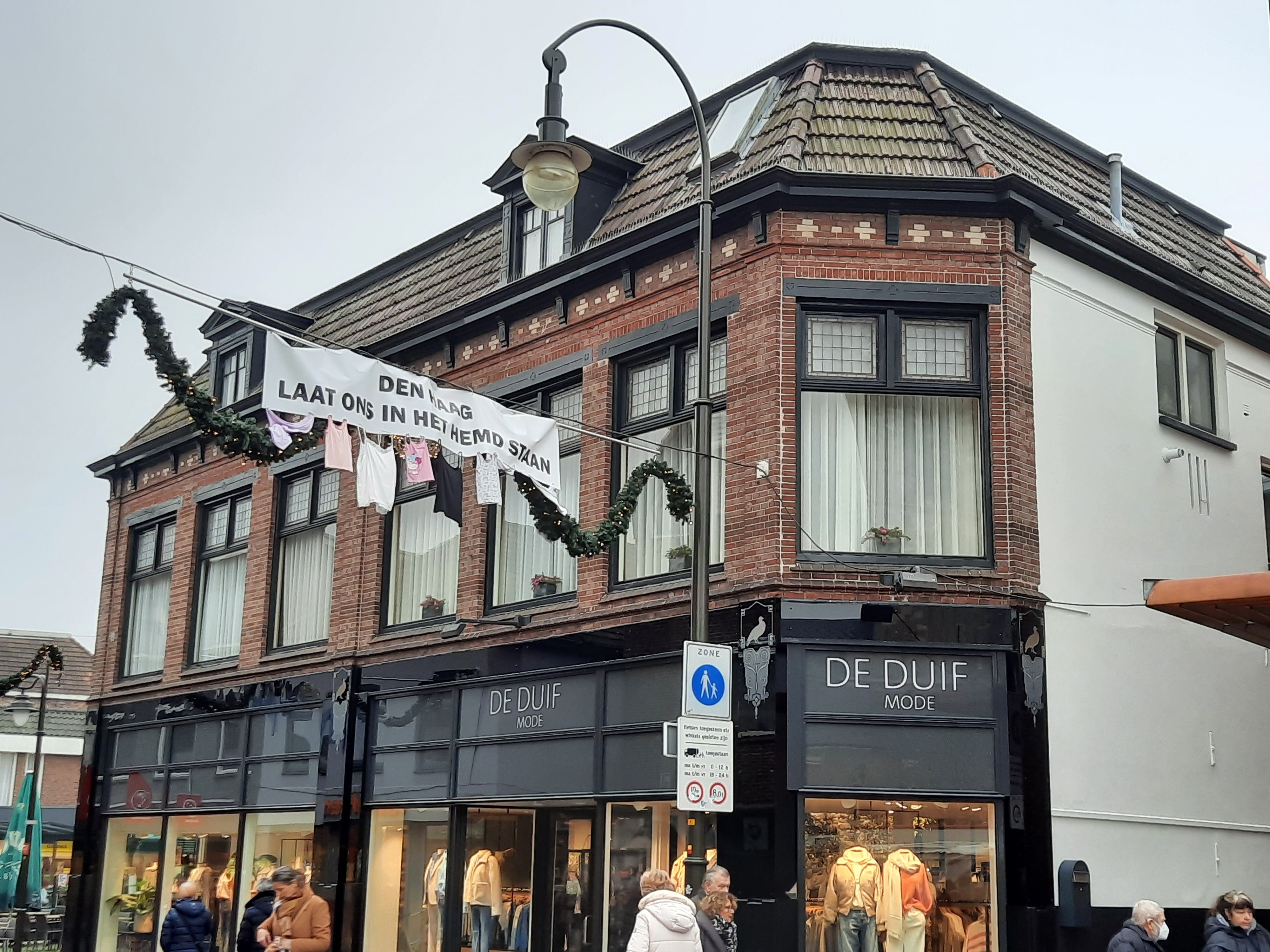
Lokale winkeliers voeren een stil protest in de winkelstraten, als zij in december 2021 en januari 2022 voor de tweede maal hun winkels moeten sluiten en zich "in het hemd gezet" voelen.

#### Januari 2022, basisscholen en middelbare scholen weer open; acties cultuursector; versoepelingen vanaf 26 januari
Op 3 januari werd bekend dat de basisscholen en een deel van de middelbare scholen behalve het middelbaar beroepsonderwijs per maandag 10 januari, na afloop van de kerstvakantie, weer open mogen. Het middelbaar beroepsonderwijs, het hoger beroepsonderwijs en de universiteiten moeten nog wel dichtblijven. Dit ondanks het feit dat de meeste hbo en universitaire studenten gevaccineerd zijn en de lagere scholieren niet.
Op 5 januari wees de voorzieningenrechter van de Rechtbank Den Haag een vordering tot schorsing van de op 18 december afgekondigde lock-down-maatregelen af.
5.10. De voorzieningenrechter is dan ook van oordeel dat de Staat in redelijkheid heeft kunnen komen tot de beslissing om de lockdown van kracht te laten worden en deze vooralsnog te laten voortduren. Daarom bestaat geen aanleiding om de primair gevorderde voorziening te treffen. Dat geldt eveneens voor de subsidiair gevorderde voorziening, te meer nu de Staat in deze procedure heeft bevestigd de situatie voortdurend te monitoren en de geldende maatregelen steeds opnieuw te bezien.
Op 14 januari 2022 werden de maatregelen van 18 december 2022 gedeeltelijk versoepeld. Winkels gingen (tot 17.00 uur) weer open, met voorwaarden; horeca bleef echter gesloten. Ook bioscopen, theaters en musea bleven gesloten. Middelbaar en hoger beroepsonderwijs kon weer fysiek plaatsvinden. Het dragen van (medische of FFP2-) mondkapjes op drukke plaatsen (winkelstraten, werkvloer) werd aangeraden. In diverse gemeenten gingen horeca-gelegenheden open uit protest tegen de gehandhaafde sluiting. Er vonden demonstraties plaats tegen de coronamaatregelen. Deze worden in sommige gevallen bijgewoond of georganiseerd  door extreemrechtse organisaties, bijvoorbeeld de fakkeloptocht in Utrecht op 12 januari 2022, waarbij deelnemers de historisch beladen Prinsenvlag droegen. De leider van de Germaanse Jeugd Nederland, de jeugdorganisatie van de extreemrechtse Nederlandse Volks-Unie, Etienne van Basten, organiseerde de fakkeloptocht; de volgende dag werd hij door partijvoorzitter Constant Kusters gecomplimenteerd. Bij de optocht waren ook antifascisten aanwezig, uit protest tegen de extreemrechtse deelname.
Op 19 januari 2022 werden, onder de noemer "Kapsalon Theater", door een aantal theaters kappers uitgenodigd een tijdelijke kapsalon in hun theater te openen, waarbij tegelijkertijd een voorstelling werd gegeven. Ook werden, in theaters en musea, fitness- en yogalessen gegeven. In een aantal gemeenten werd dit door de overheid verboden.

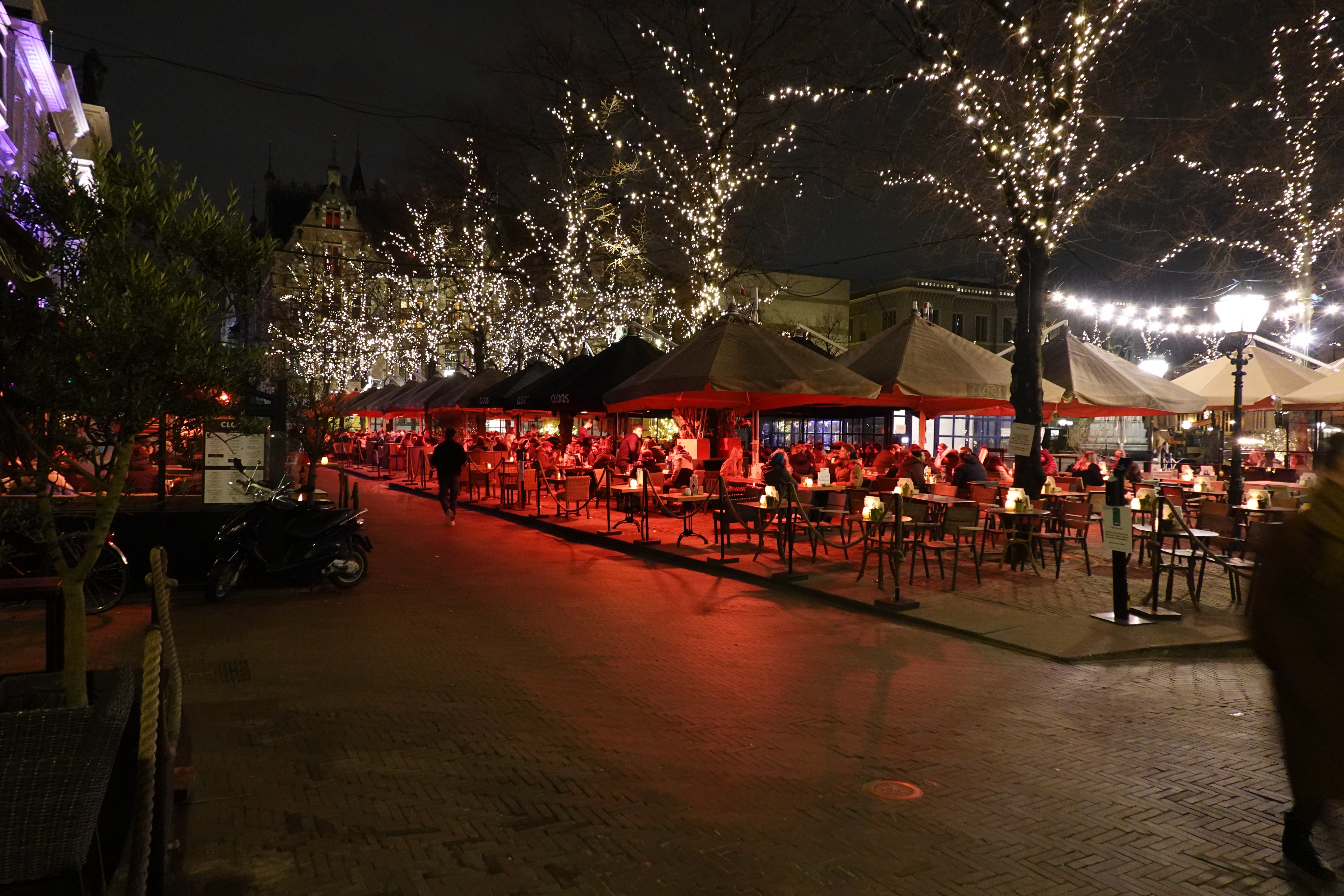
De eerste avond dat de terrassen weer open zijn

Op 25 januari 2022 werden met ingang van 26 januari 2022 de maatregelen verder versoepeld. Horeca, winkels, bioscopen, theaters, musea, concertzalen, dierentuinen, pretparken, sauna's en wellnesscentra konden tussen 05.00 en 22.00 uur geopend zijn, onder voorwaarden (1,5 meter afstand, mondkapjesplicht en coronatoegangsbewijs). Voor doorstroomlocaties gold een maximum van 1 bezoeker per 5 m². Evenementen met een vaste zitplaats waren onder voorwaarden toegestaan; evenementen zonder vaste zitplaats waren nog niet toegestaan. De quarantaineregels in het onderwijs werden versoepeld. Deze regels zouden in ieder geval tot 8 maart 2022 gelden.

#### Februari 2022, personeelsuitval bij het ov; protestacties nachthoreca; 15 februari: aankondiging versoepelingen
Vanaf 7 februari schaalde NS stapsgewijs de dienstregeling uit in verband met het groot aantal ziekmeldingen en werknemers die in quarantaine moeten.
 Ook andere ov-bedrijven moesten noodgedwongen hun dienstregelingen inkrimpen.
In de nacht van 12 op 13 februari 2022 hielden in een aantal steden horecagelegenheden hun deuren open tot na 22.00 uur uit protest tegen de opgelegde sluitingstijd.
Per 15 februari verdween het advies om een maximaal mensen thuis te ontvangen en werd geadviseerd om de helft van de tijd thuis te werken, in plaats van alle tijd. Diezelfde dag werd aangekondigd dat per vrijdag 18 februari de horeca en cultuursector tot 01.00 uur mochten openblijven en het afstand houden en mondkapjes niet meer hoeven op plekken met een coronatoegangsbewijs, mits het om niet meer dan vijfhonderd bezoekers gaat. Per 25 februari zou de anderhalvemetersamenleving opgeschort worden, zou het coronatoegangsbewijs niet meer gelden en zouden mondkapjes niet meer gedragen hoeven te worden, op het openbaar vervoer, vliegvelden en vliegtuigen na. De horeca en cultuursector mogen dan ook onbeperkt open. Bij evenementen op een binnenlocatie waar meer dan vijfhonderd personen komen, moet iedereen negatief getest worden.

#### Maart 2022: verdere versoepelingen
Op 15 maart 2022 werden verdere versoepelingen aangekondigd. De mondkapjesverplichting in het openbaar vervoer verviel per 23 maart 2022. Het thuiswerkadvies verviel. Vanaf 23 maart 2022 verviel het testen voor toegang voor grote nachtclubs en grote ongeplaceerde evenementen. Inreismaatregelen voor reizigers vanuit EU/Schengen-landen werden eveneens versoepeld. De basisregels bleven van kracht.

#### April 2022: langetermijnstrategie
Begin april stuurde het kabinet een langetermijnstrategie naar de Tweede Kamer. Hierin stond dat hybride werken en gezond leven meer aangemoedigd zouden geworden. Ook zou er meer verantwoordelijkheid naar de sectoren zelf gaan. Het doel was om nieuwe maatregelen te voorkomen, nieuwe maatregelen werden echter niet uitgesloten. Verder vervalt de PCR-Test na een positieve zelftest per 11 april; een positief zelftestresultaat is dan genoeg. De mogelijkheid om PCR-Test af te laten nemen, blijft bestaan.

#### Mei 2022: versoepelingen vliegtuigen
In mei gaf de Europese Unie toestemming tot het versoepelen van de mondkapjesplicht in het vliegtuig en op het vliegveld. Waardoor de mondkapjesplicht per 21 mei 2022 is afgeschaft in vliegtuigen en op vliegvelden.

#### Juni 2022: besmettingen lopen op
De Tweede Kamer is kritisch over de langetermijnstrategie: Sectoren zichzelf moeten voorbereiden.
Besmettingen met de Omikron subvarianten BA4- en BA5 lopen op. Het rioolwater bevat drie keer zo veel coronavirusdeeltjes als begin mei.

#### Juli 2022: voorbereiding parlementaire enquête
Een tijdelijke commissie werkt aan de opzet van een parlementaire enquête naar het verloop van de coronacrisis in Nederland.

#### Augustus 2022: langdurige klachten bij 1 op de 8 Nederlanders
12,7% van de Nederlandse coronapatiënten houdt langdurig klachten als pijn op de borst, verlies van reuk en smaak, benauwdheid, vermoeidheid en spierpijn. 

#### September 2022: mogelijk nieuwe maatregelen in de winter
Het kabinet houdt een maatregelenladder gereed voor wanneer er een nieuwe opleving van het virus is en er eventuele nieuwe maatregelen nodig zijn. Hierin zitten onder andere afstand, mondkapjes, 3G-coronapassen en looproutes.
Uiteindelijk is echter geen enkele maatregel ingezet anders dan de basisadviezen zoals die al golden vanaf maart 2022.

### 2023

#### Maart 2023: coronamaatregelen geschrapt
Het kabinet heeft op 10 maart de laatste coronamaatregelen geschrapt. Mensen hoeven bij klachten geen zelftest meer te doen. Ze hoeven als ze zich niet ziek voelen ook niet meer thuis te blijven, en kunnen in overleg met hun werkgever naar het werk. Kwetsbare mensen worden geacht zichzelf te beschermen.
Tot en met 17 maart konden mensen nog een officiële coronatest bij de GGD laten doen en sloot de GGD in geheel Nederland alle GGD teststraten. Hierna kan dat alleen nog bij commerciële bedrijven. Mensen die een herstelbewijs nodig hebben voor het buitenland, kunnen ook daar terecht.

#### Juni 2023
Op 15 juni 2023 werd COVID-19 geschrapt van de A-lijst zoals beschreven in de wet Wet publieke gezondheid en verviel hiermee de meldingsplicht en mogelijkheid tot het nemen van bepaalde maatregelen.

#### Augustus 2023
Op 18 augustus 2023 werd bekend dat er voor het eerst sinds februari 2020 in Nederland geen coronapatiënten meer op de intensive care liggen.

## Statistiek

### Gegevensverzameling
Het Rijksinstituut voor Volksgezondheid en Milieu (RIVM) publiceert dagelijks de laatste aan dit overheidsinstituut gemelde cijfers over COVID-19. Deze behelzen het aantal vastgestelde meldingen van besmettingen, sterfgevallen en opnamen in ziekenhuizen in de afgelopen periode van 24 uur tot 10.00 uur. Deze cijfers worden door de Nederlandse GGD'en verzameld en aan het RIVM gerapporteerd. Vaak bevatten deze cijfers ook verlate meldingen en correcties. Tot begin januari 2022 publiceerde het RIVM ook cijfers over ziekenhuisopnamen gemeld bij de GGD. Sinds 18 januari gebruikt het RIVM uitsluitend cijfers van het Stichting Nationale Intensive Care Evaluatie (Stichting NICE) voor dagelijkse ziekenhuisopnamen, omdat een groot deel van de ziekenhuisopnamen niet bij de GGD gemeld worden.
De cijfers over de ziekenhuisbezetting zijn afkomstig van het Landelijk Coördinatiecentrum Patiënten Spreiding (LCPS). Deze organisatie publiceert dagelijks cijfers over het aantal bezette ic-bedden en kliniekbedden.
Sterfgevallen waarbij de ziekte werd vermoed maar niet werd vastgesteld - bijvoorbeeld door gebrek aan testmateriaal - worden niet door de GGD'en geïnventariseerd, maar alleen bijgehouden door het CBS, die de gegevens pas later ontvangt doordat vrijwel alle doodsoorzaakverklaringen nog per post worden verzonden. Het CBS publiceert wekelijks de cijfers over alle sterfte in Nederland en concludeert daaruit de oversterfte en daarmee de mogelijke totale sterfte aan COVID-19.

### Rioolwater
Op 25 maart 2020 meldde het RIVM dat het coronavirus ook werd aangetroffen in Nederlands rioolwater. Zo werd genetisch materiaal van het virus aangetroffen in afvalwater in Amsterdam en Tilburg en bij de rioolwaterzuiveringsinstallatie die ook het afvalwater afkomstig van Loon op Zand zuivert.
Het virus werd in dit water aangetroffen doordat bij sommige patiënten met het coronavirus het virus wordt uitgescheiden via de ontlasting. Het RIVM vond het virus vier dagen nadat de eerste persoon in Nederland positief op het coronavirus was getest.
De drinkwaterbedrijven lieten eerder weten dat Nederlands drinkwater zeer goed beschermd is tegen alle virussen, inclusief het coronavirus. Zo overleven ze niet goed in water en zouden ze relatief makkelijk te verwijderen en te inactiveren zijn. "De kans dat het drinkwater besmet raakt met het coronavirus is dan ook nul", meldde onder meer Vitens.

### Sterftecijfer door infectie
De infection fatality rate (IFR) geeft het percentage sterfgevallen aan onder alle geïnfecteerde personen. Internationaal onderzoek uit 2022 heeft laten zien dat de IFR van Covid-19 in het jaar 2020 niet hoger was dan de IFR van het hevige griepseizoen van 2017-2018. In 2020 was er oversterfte als gevolg van de uitbraak van COVID-19. In de eerste negen weken van de coronapandemie bedroeg de oversterfte naar schatting bijna negenduizend mensen. Dit is ongeveer evenveel als tijdens de griepepidemie in 2018, maar het aantal werd bereikt in slechts de helft van de tijd.  
Ioannidis et al. kwamen in oktober 2022 tot een schatting van de IFR voor degenen jonger dan 60 jaar van rond de 0.04%. Voor de leeftijdsgroep tussen 60 en 69 jaar was de IFR ongeveer 0,1%. Dus 1 op de 1000 van degenen die Covid kregen tussen 60 en 69 jaar zouden eraan of ermee overlijden. Bij degenen ouder dan 70 nam dat verhoudingscijfer sterk toe. Het risico werd ook beïnvloed door de aanwezigheid van verschillende comorbiditeiten.
Begin maart 2020 had de WHO gemeld dat de IFR van Covid-19 ruim 3% zou zijn. Jaap van Dissel van het RIVM presenteerde tot en met 7 mei 2020 een hoger cijfer. Op  7 mei 2020  presenteerde hij aan de Tweede Kamer een IFR van 5%: gemiddeld 1 op 20 van degenen die corona zouden krijgen, zou eraan overlijden. Maar op basis van de beschikbare cijfers van het aantal overledenen op dat moment in Nederland  (rond de 8.000) was al duidelijk dat de IFR fors lager moest zijn. Prof. Streeck die in Gangelt, vlak over de Nederlandse grens intensief onderzoek had gedaan in een plaats waar een grote uitbraak had plaatsgevonden, meldde al in april 2020 dat hij daar een IFR van 0,4% had vastgesteld.. Ook uit andere plaatsen in de wereld kwamen dit soort meldingen. 
Om de IFR te kunnen bepalen is het niet alleen nodig om te weten hoeveel mensen er aan Covid-19 zijn overleden, maar ook hoeveel er besmet waren geraakt. Dat aantal werd in het begin sterk onderschat. Een groot steekproefonderzoek in Californië liet zien dat er veel meer mensen besmet waren geraakt dan gedacht werd. De IFR was daardoor veel lager dan gedacht. De Los Angeles Times van 20 april 2020 2020 meldde dat de IFR daar slechts tussen de 0.1% en 0.2% lag.

## Gevolgen

### Maatschappelijke gevolgen
Maatregelen die de Nederlandse regering oplegde tegen de verspreiding van het virus hadden grote impact op de maatschappij: scholen, universiteiten, uitgaansgelegenheden, bibliotheken, musea, bioscopen moesten sluiten en evenementen, centrale eindexamens en sportwedstrijden moesten worden afgelast. Iedereen werd geadviseerd 1,5 meter afstand van elkaar te houden, thuis te werken, zoveel mogelijk binnen te blijven en niet naar het buitenland te reizen.

### Economische gevolgen
Maatregelen die in Nederland werden genomen tegen de verspreiding van het virus hadden een aanmerkelijke invloed op de economie, desastreus voor sommige sectoren, positief voor andere.

### Gevolgen voor het milieu

#### Afname luchtvervuiling
Het Koninklijk Nederlands Meteorologisch Instituut (KNMI) stelde op 27 maart 2020 dat uit gegevens van het Nederlands satellietinstrument Tropomi gebleken was dat door de verminderde economische activiteit tijdens de coronacrisis de luchtvervuiling in Nederland met 20 tot 60 procent was afgenomen.
Op 27 maart 2020 stelde het kabinet de nieuwe landelijke klimaatplannen door het uitbreken van de coronapandemie voorlopig uit. De Tweede Kamer had geëist dat dit besluit vóór 1 april genomen zou worden.

#### Zwerfafval
Sinds de coronacrisis is er een toename te zien in mondkapjes, hygiënedoekjes en latex handschoenen die als zwerfafval op straat liggen of door het riool gespoeld worden. Het aantal rioolverstoppingen neemt toe gedurende de coronacrisis. Ook wordt het afval verkeerd aangeboden zoals in de papiercontainer.

## Buitenlandse kritiek
De Wereldgezondheidsorganisatie (WHO) benadrukte half maart 2020 dat Nederland meer testen zou moeten uitvoeren om het virus beter onder controle te krijgen.

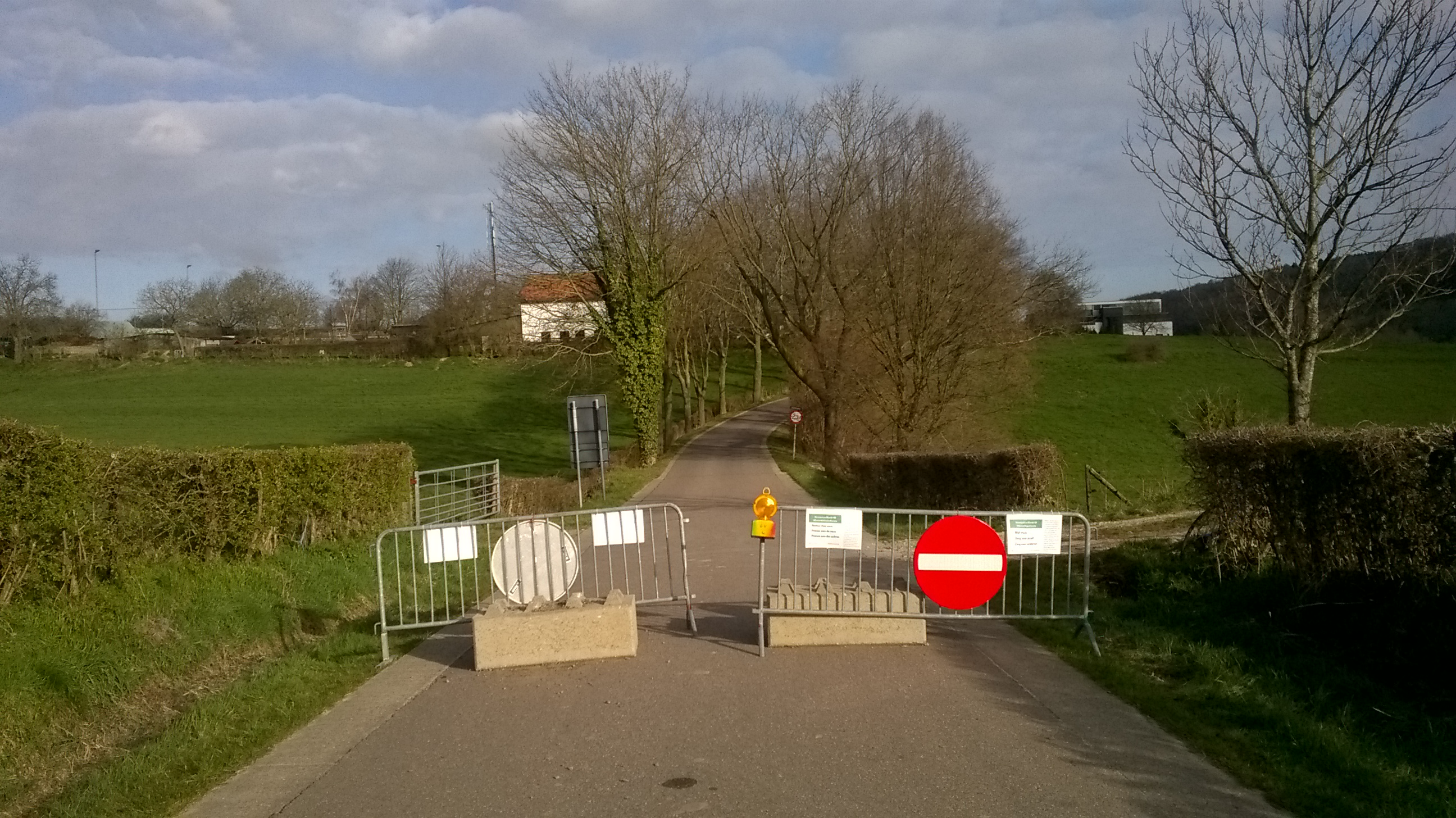
Versperring op de grens met België bij het Zuid-Limburgse Slenaken

De Belgische autoriteiten uitten in maart 2020 kritiek op het Nederlandse beleid dat volgens hen veel te gematigd zou zijn. Om besmetting vanuit Nederland te voorkomen besloot de Belgische federale regering om op 20 maart 2020 de grens grotendeels te sluiten. Al het niet-essentiële grensverkeer werd verboden om het grenstoerisme tegen te gaan, waarbij Belgen massaal richting Nederland gingen omdat hier horeca en winkels nog open waren en Nederlanders naar België kwamen om te tanken, naar de supermarkt te gaan of te wandelen.
De Amerikaanse toparts Anthony Fauci uitte in september 2020 kritiek op de weigering van het OMT om de effectiviteit van mondkapjes te erkennen.
De Spaans-Amerikaanse professor Jose-Luiz Jimenez uitte in december 2021 kritiek op de basisregel van het ministerie van VWS waarin werd gesteld dat handen wassen de eerste basisregel is. Volgens hem moest bescherming tegen verspreiding via de lucht de belangrijkste boodschap zijn.
In maart 2022 schreef Nils Melzer in zijn hoedanigheid van Speciaal Rapporteur Mensenrechten een rapport over buitensporig politiegeweld bij betogingen tegen de Corona-maatregelen in Nederland.

## Evaluatie

### Onderzoeksraad voor de Veiligheid
De Onderzoeksraad voor Veiligheid (OVV) startte op 7 mei 2020 met het onderzoek naar de aanpak van de coronacrisis. In het eerste rapport dat op 16 februari 2022 werd gepubliceerd en de periode 2019 tot september 2020 bestrijkt, concludeerde de OVV dat Nederland zijn crisisstructuur niet goed ingericht had voor een dergelijke crisis. De overheid was te veel gefocust op de effecten van de uitbraak op de ziekenhuizen en had te weinig oog voor andere kwetsbare groepen zoals de verpleeghuizen. Ook hield de overheid te weinig rekening met maatschappelijke consequenties en van de maatregelen. Het OVV noemde de sterfte in verpleeghuizen en de daaropvolgende isolerende maatregelen een "stille ramp". Het OVV gaf als aanbevelingen aan dat o.a. in de scenario's uitvoeringstoetsen moeten worden ingevoerd. Dat er ruimte gemaakt moet worden voor improvisatie en dat duidelijk gemaakt moet worden dat de verantwoordelijk voor besluiten bij de regering ligt.
Het OVV concludeerde in oktober 2022 in zijn rapport Aanpak Coronacrisis deel 2 dat het kabinet de effecten van de coronamaatregelen nauwelijks heeft gemonitord of geëvalueerd. Ook gaf de OVV aan dat de rolverdeling tussen het kabinet als besluitvormer en de expert als adviseur niet duidelijk was, en dat het kabinet te weinig rekening heeft gehouden met de verschillende mogelijke scenario's.

### Parlementaire Enquete
Eind 2021 stemde de kamer unaniem in met het opzetten van een parlementaire enquête naar de aanpak van de coronapandemie. De parlementaire enquête moet een aanvulling zijn op het onderzoek van de OVV. De parlementaire enquête was initieel vanaf voorjaar 2025 voor de buitenwereld te volgen. Dan zouden de verhoren beginnen met de betrokken ministers en virologen. Doel is waarheidsvinding rond de gebeurtenissen tijdens de coronacrisis en lessen trekken voor de toekomst. Het onderzoek richt zich op de periode vanaf de eerste signalen vanuit China over het virus (eind 2019) tot en met het afschalen van de maatregelen in het voorjaar van 2022. Er ontstonden irritaties tussen de leden van de Tijdelijke Commissie Corona (TCC) over de opstelling van leden Van Haga en Van Houwelingen (FvD). Het voorstel, met zes focuspunten en zeven thema’s, is in mei 2023 naar de Kamer gestuurd. Op 27 juni 2023 maakte het parlement bekend dat ze de enquête willen uitstellen in afwachting van het derde deel van het OVV-onderzoek en vanwege de hoge werkdruk van het moment. PVV, Forum voor Democratie, Groep Van Haga en de Fractie Den Haan waren tegen het uitstellen. En ook Pieter Omtzigt en Nicki Pouw-Verweij van JA21 riepen de andere partijen met klem op om het onderzoek alsnog doorgang te laten vinden. Zij wezen erop dat vele Europese landen allang begonnen zijn met enquêtes naar de coronacrisis, in de vorm van parlementaire enquêtes, enquêtes in opdracht van het parlement of andere vormen van enquêtes: Denemarken, België, Frankrijk, Italië en het Verenigd Koninkrijk zijn voorbeelden, net als het Europees Parlement, dat onderzoek deed naar de inkoop van vaccins. Na de verkiezingen van 2023, diende de winnaar PVV een motie in die de enquête nieuw leven inblies.
Onderzoek naar de oversterfte in 2020, 2021 en 2022 kwam erg langzaam op gang doordat het delen van onderzoeksdata met onderzoekers buiten RIVM, GGD's en CBS zeer moeizaam verliep. Sommige onderzoekers hebben drie jaar lang om deze data gevraagd.
Het Adviescollege Openbaarheid en Informatiehuishouding (ACOI) heeft het Ministerie van VWS op de vingers getikt omdat VWS informatie over corona voor journalisten heeft achtergehouden. Op vragen van journalisten die een beroep doen op de Wet open overheid (Woo) reageert VWS traag en weinig responsief. Dit belemmert de controlerende functie van de journalistiek, aldus het advies dat de ACOI in april 2023 naar het Nederlands kabinet en de Tweede Kamer stuurde.
In september 2023 concludeerde Femke Halsema in een toespraak aan de Universiteit van Amsterdam dat "het establisment aanleiding had gegeven voor diep wantrouwen tijdens de coronacrisis, en dat valide rechtstatelijke argumenten buiten de discussie waren geplaatst".

## Publieke opinie
Uit een peiling die op 17 maart 2020 werd gehouden door EenVandaag bleek dat de door de regering genomen maatregelen van 15 maart door een groot deel van de bevolking werden gesteund. De waardering voor Rutte als minister-president steeg naar 68%, het hoogste percentage sinds zijn aantreden.
Uit een op 25 maart 2020 gepubliceerd onderzoek van Ipsos bleek dat van de 1.000 ondervraagden in Nederland meer dan 80 procent vond dat de overheid en het RIVM goede maatregelen namen bij de bestrijding van het coronavirus. Ook in veertien andere landen werd onderzoek gedaan. Minder dan 40 procent van de ondervraagde Nederlanders dacht dat reisbeperkingen en quarantaine de verspreiding van het virus konden stoppen. In landen als China (61 procent), Canada (59 procent), Italië (57 procent) en Frankrijk (56 procent) was het vertrouwen hierin veel groter. Meer dan de helft van de Nederlanders (58 procent) dacht niet dat het sluiten van de grenzen een nuttige maatregel was. In andere landen vond tot wel 75 procent dat de grenzen dicht moesten. De helft van de ondervraagde Nederlanders was van mening door het coronavirus geen ernstige gezondheidsklachten te krijgen. Een derde (36 procent) was daar wel bang voor. In China, India en Vietnam was dat tot driekwart van de ondervraagden. Een derde van de Nederlanders (36 procent) was bang voor de economische gevolgen voor hun baan of bedrijf. In Vietnam (66 procent), Italië (63 procent) en India (60 procent) was die angst veel groter. Dit gold ook voor Duitsland en Frankrijk.
In Nederland kwam al vroeg in de pandemie de discussie op gang of, bij een code zwart mensen met een doorgaans goede gezondheid zoals jongeren en mensen zonder onderliggende ziektebeelden voorrang zouden moeten krijgen op een behandeling op de afdelingen voor intensieve zorg (ic) in de ziekenhuizen. Onder andere de artsenfederatie KNMG en de actiegroep #geendorhout spraken zich hierover uit.
Bij een deel van de Nederlandse bevolking ontstond scepsis over de informatie die de overheid over corona en de maatregelen verstrekte en over de intenties achter het coronabeleid. Met de publicatie Sceptische visies in het coronadebat gaf het Sociaal en Cultureel Planbureau in juni 2023 meer inzicht in coronascepsis: hoe breed het leeft, hoe het ontstond, welke rol (online) media speelden en hoe mensen met sceptische opvattingen over corona de pandemie beleefden.
Ongeveer 20 procent van de Nederlanders had volgens het SCP sceptische ideeën over corona tijdens de pandemiebestrijding. Dat zijn er dan ongeveer 3,5 miljoen. Met het afwijzen van de coronascepsis versterkte de overheid het bredere wantrouwen, aldus de Volkskrant.
In april 2023 berichtte de krant NRC dat 'desinformatie' actief was bestreden door leden van de "denktank desinformatie". Deze denktank was in 2018 op initiatief van het ministerie van VWS ingesteld om de dalende mazelenvaccinatie tegen te gaan. Hierbij zouden berichten van de sociale media al dan niet op verzoek van de denktank zijn verdwenen.

## Nieuwe Nederlandse woorden
De uitbraak leidde tot een hele reeks nieuwe woorden in de Nederlandse taal, zoals coronacrisis en anderhalvemetersamenleving. Een sinds maart 2020 door Ton den Boon bijgehouden ‘coronawoordenboek’ telde op 28 april 2020 al ruim 700 woorden. Anderzijds betreurden sommige journalisten wel de overdaad aan Engelstalige "coronawoorden" zoals preteaching, videocalls, home working, contact tracers en social distancing.